# Metallurgie
Metallurgie (gleichbedeutend Hüttenwesen) bezeichnet die Gesamtheit der Verfahren zur Gewinnung und Verarbeitung von Metallen und anderen metallurgisch nützlichen Elementen.
Das Wort Metallurgie setzt sich zusammen aus dem altgriechischen μέταλλον métallon für eine Abbaustätte und dem Suffix -ουργός -ourgós (zu ἔργον érgon ‚Arbeit‘) für den eine Tätigkeit Ausübenden. Demgemäß arbeitet ein Metallurg in Abbaustätten und mit deren Inhalten. Das lateinische Wort metallum ist begrifflich enger, es bedeutet lediglich Metall.

## Geschichte

### Erzvorkommen begründen metallurgisches Werken

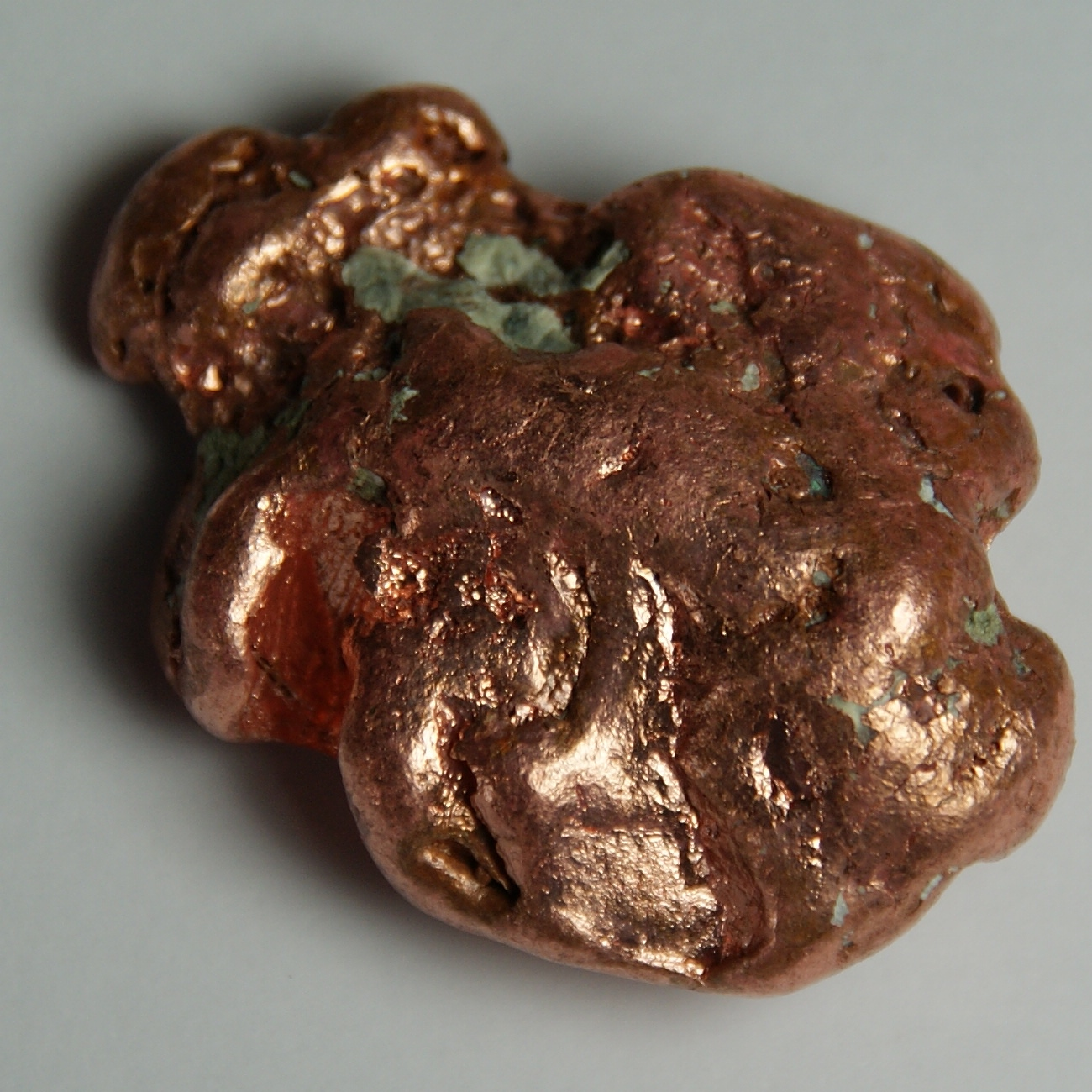
Metallisches Rohkupfer (Cu)

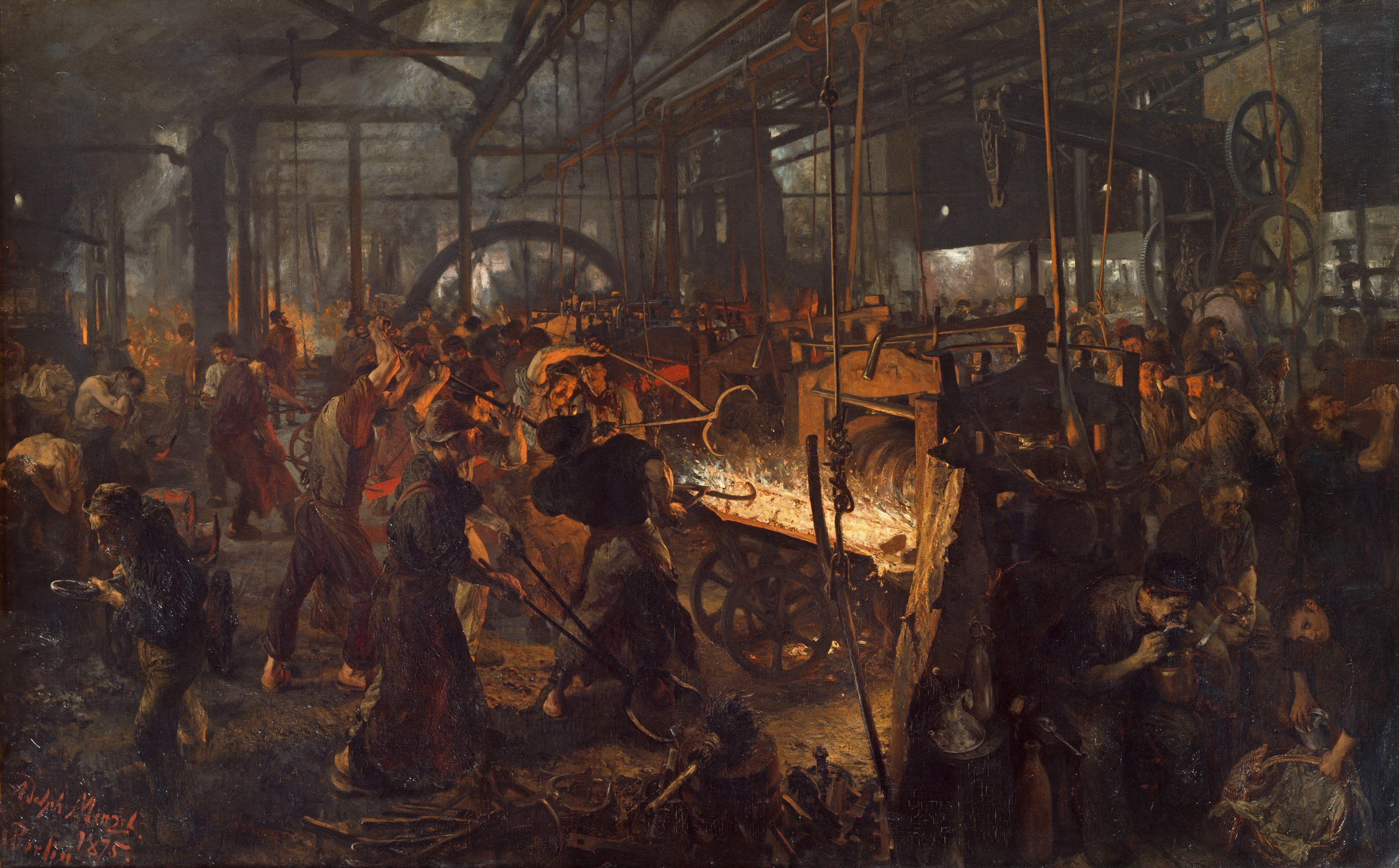
Eisenwalzwerk (Moderne Cyklopen) (um 1875), Gemälde von Adolph von Menzel

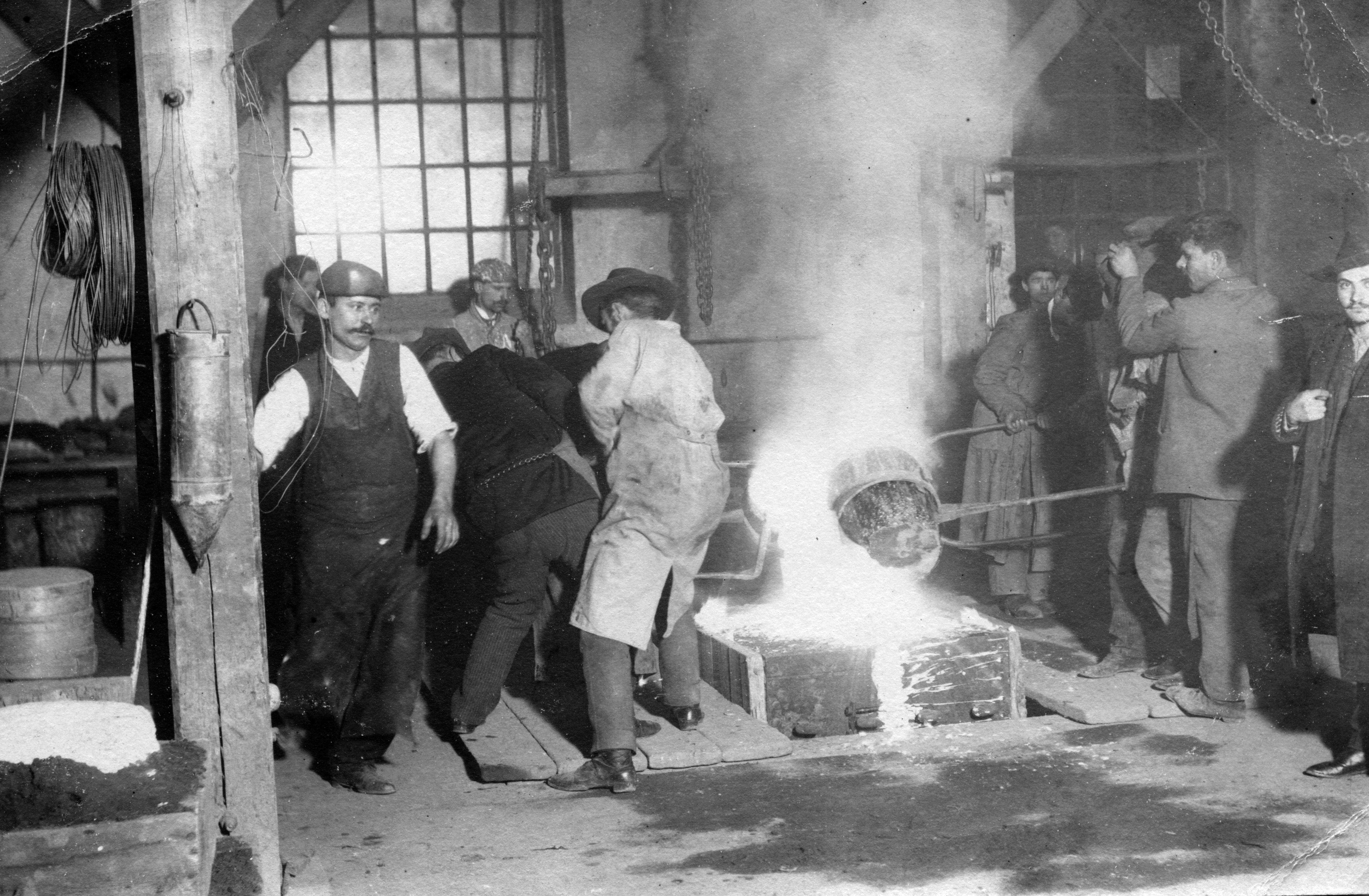
Metallurgische Werkstatt (1930)

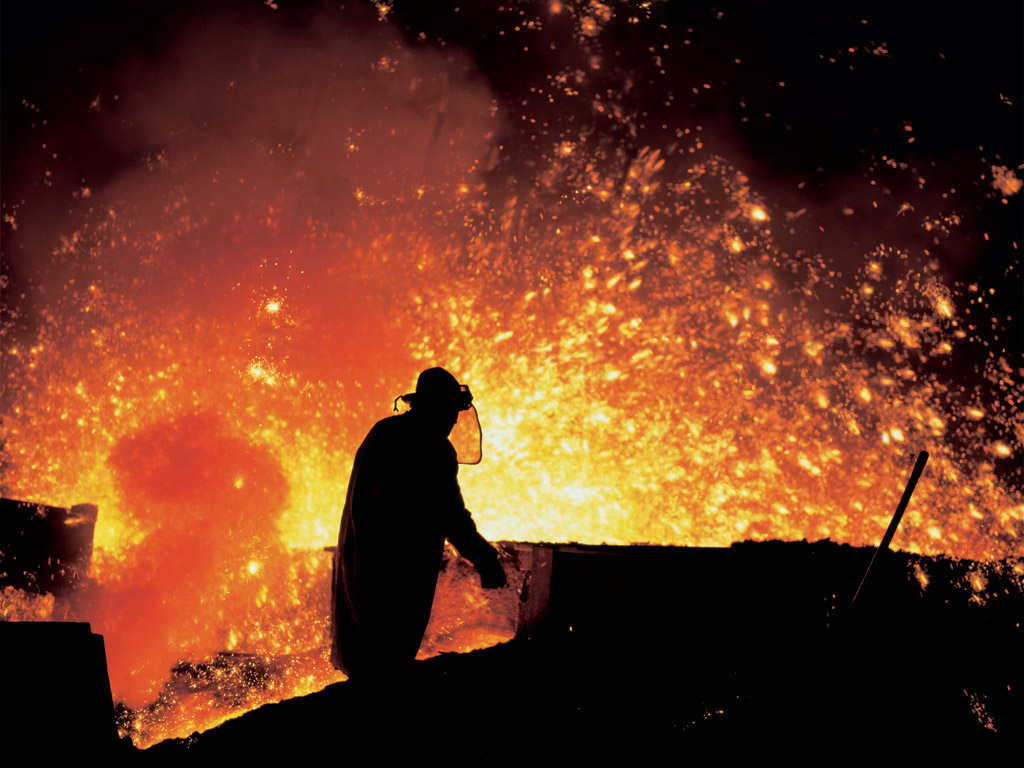
Hochofenabstich (21. Jahrhundert)

Kupfer-, Bronze- und Eisenwerkzeuge, nach denen Geschichtsepochen benannt wurden, verdanken ihren Ursprung Erkenntnissen, die man zufällig oder beabsichtigt, anfänglich sogar nur durch Ausbisse (frei zutage liegende Erzadern), gewann. Beispielgebend ist die Kupferzeit mit dem auffälligen Cuprit. Aus der Kupferzeit entwickelte sich nach Entdeckung zinnhaltiger Erze (Cassiterit) die Bronzezeit, gefolgt von der Eisenzeit. Alle Epochen sind Zeugnisse zielgerichteten metallurgischen Werkens. Hiervon ausgehend ist es dennoch ein langer Weg, bis mit dem Betrieb des ersten Hochofens das „abgestochene“ Roheisen in Mengen für Eisenguss und ab dem 18. Jahrhundert für die Stahlerzeugung verfügbar wurde. Die Stahlzeit und die im 20. Jahrhundert neben sie getretene Erdmetallzeit bestimmen heute viele Lebensumstände der Menschen.
Die traditionsreichen deutschen Vorkommen galten seit dem späten 20. Jahrhundert nach Kalkulation der Grenzkosten als ausgebeutet – die Selbstkosten übersteigen den Gewinn am Markt. Dies betrifft den an Zinkerz reichen Goslarer Rammelsberg, das hessisch-siegerländische Eisenerz und den Uranabbau im sächsischen Erzgebirge, in dem bis 1990 Uranerz in wenig umweltverträglichem Umfang gefördert wurde. Als nicht mehr abbauwürdig galt bislang noch der jahrhundertelang betriebene Bergbau auf Silber im deutschen wie im slowakischen Erzgebirge. Gleiches gilt bisher noch für andere europäische Erzvorkommen, von denen das „Tauerngold“ im österreichischen Rauriser Tal auch deshalb erwähnenswert ist, weil sein Abbau durch nachweisliche, längerfristige Temperaturänderungen einmal begünstigt und dann wieder behindert wurde.
Ab 2010 führte nicht nur der stark angestiegene, börsennotierte Silberpreis zu Überlegungen, im Erzgebirge auf der Grundlage neuer Erkenntnisse zu Abbauwürdigkeit und Abbautechnik von Silbererzen und anderen wertvollen Bodenschätzen zu prospektieren. Bergbauberechtigungen wurden nachgesucht, deren Erteilung 2011 bekannt wurde.
Die stetig wachsende Erdbevölkerung und Industrialisierung, besonders des asiatischen Raums, bedingt seit Beginn des 21. Jahrhunderts einen stark wachsenden Bedarf an Rohstoffen für metallurgische Produkte, nicht zuletzt aufgrund neuer technischer Entwicklungen (Verkehrswesen, Kommunikationselektronik). Weltweit werden daher unter zunehmender chinesischer Beteiligung neue Lagerstätten erkundet. Hilfswissenschaft dieser auch als Exploration bezeichneten Tätigkeit ist die Geologie, präzisierend auch als Geometallurgie bezeichnet. Die von gestiegener Nachfrage getriebene Entwicklung der Rohstoffpreise führt dazu, dass einige der vorgenannten Abbaugebiete, soweit sie nicht völlig erschöpft sind, bei anhaltender oder sogar zunehmender Nachfrage eine Verschiebung der Grenzkosten bewirken und dadurch reaktiviert werden können. Sogar bisher unerkannte Vorkommen, etwa in der mitteldeutschen Lausitz, werden für künftige Ausbeutung in Betracht gezogen. Insbesondere die Suche nach Vorkommen von seltenen Erdmetallen, die für künftige technische Entwicklungen überaus wichtig sind, wird lebhaft betrieben. Im Erzgebirge werden nicht nur neue Bergwerke für Flussspat und Schwerspat geöffnet, es wird auch auf das Vorhandensein bisher noch nicht erschlossener polymetallischer Lagerstätten für Lithium, Germanium, Indium sowie Wolfram, Molybdän und Tantal verwiesen.
Aus alten Erfahrungen und sich stetig erneuernden Erkenntnissen ist die Metallurgie zu einer Technologie gewachsen. Schon im 19. Jahrhundert wurde zwischen Eisenmetallurgie und Nichteisenmetallurgie unterschieden. Der Stand der Technik sichert diesen beiden Haupt- sowie den Nebendisziplinen nicht nur die eigene Forschung. Unterstützt wird sie von anderen Disziplinen, die den Gesamtprozess vom Ausgangsstoff bis zu gebrauchsfertigen Gütern begleiten, darunter die Metallkunde, eng verbunden mit der Materialkunde, die Chemie sowie der Ofen-, Maschinen- und Anlagenbau.

### Zeittafel
Die folgende Zeittafel versucht die Entwicklung der Metallurgie vom Neolithikum bis zum Beginn der Moderne wiederzugeben. Die Zeitangaben für Kulturveränderungen sind für Europa, Asien und Afrika nicht immer übereinstimmend. Ausgehendes Mesolithikum (ca. 5500 v. Chr.) und beginnendes Neolithikum (ab 8000, nach anderen Angaben ab 5500 bis 2000 v. Chr.) sind sich überschneidend angegeben. Die jüngere Datierung reicht mit den bereits anzutreffenden Keramikkulturen (Schnur- und Bandkeramik, Glockenbecher als mit metallischem Schmuck gefüllte Grabbeigaben) noch weit in den auf ca. 5000 v. Chr. datierten Beginn der auch als Kupferzeit und in der Frühphase als Kupfersteinzeit bezeichneten frühen Bronzezeit hinaus.
| um 8000 v. Chr.       | langsamer Übergang ins Neolithikum                                                             | sesshafte Besiedelung ab 7750 v. Chr. nachgewiesen, Landwirtschaft, Metallschmuck, erste Erkenntnisse in Metallgewinnung und Bearbeitung |
| um 4000 v. Chr.       | frühe Kupferzeit, auch Kupfersteinzeit                                                         | Metallspiegel in Knossos, Beile aus Kupfer, Grabbeigaben in Form von Kupferdolchen und Goldschmuck, erste Gegenstände aus (Meteoriten-)Eisen |
| ab 2700 v. Chr.       | Frühe Bronzezeit                                                                               | Vordringen der Bronze aus dem Kaukasus in den mittelmeerischen Raum (Zykladenkultur) und nach Ägypten, in Europa ist die Himmelsscheibe von Nebra der bedeutendste Fund der Frühen Bronzezeit                                                                   |
| 1700 – 800 v. Chr.    | Bronzezeit                                                                                     | Bronzene Streitwagen und Waffen, Schwerter, Denkmale, Schmuck (Bronzefibeln), Münzen, Werkzeug (Beile), Bauwesen (Klammern als Verbinder von Marmorteilen) |
| ab 1100 v. Chr.       |                                                                                                | Einwanderung von Norden bringt – in Art und Zeitablauf nicht unumstritten – technischen Fortschritt. Dorische Reiterkrieger, bereits mit Eisenwaffen (ab 1200 bereits bei den Hethitern), sollen sich gegen Bronzeschwerter und Streitwagen durchgesetzt haben. |
| ab 800 v. Chr.        | Frühe Eisenzeit                                                                                | Hallstattkultur, Verbreitung von Eisengegenständen im mitteleuropäischen Raum |
| ab 600 v. Chr.        | Beginn der Eisenzeit in China                                                                  | |
| um 500 v. Chr.        | Hochblüte hellenisch-römischer Antike                                                          | |
| ab 450 v. Chr.        | Jüngere Eisenzeit, La-Tène-Kultur                                                              | weiterentwickelte Eisenverwendung |
| Zeitenwende           |                                                                                                | Römische Verhüttungsanlagen entstehen in erznahen Gebieten, Siegerland |
| 200 n. Chr.           | Spätantike Zeit                                                                                | Fabricae (Manufakturen) treten in der Metallverarbeitung neben das Handwerk |
| 400–600 / 700 n. Chr. | Zeit der germanischen Völkerwanderung, Ende der Spätantike                                     | Weiterentwicklung bei der Verwendung von Eisen unter den Merowingern und Wikingern (Waffen, technische Gerätschaften), Bronze für Münzen, Kleinbildnisse, Reliefs, Denkmale                                                                                     |
| um 1160               | Beginn der Besiedelung des böhmisch-sächsischen Erzgebirges                                    | vorerst nur gezielter Abbau silberhaltiger Bleierze zur Silbergewinnung („Treibarbeit“) |
| nach 1300             | 1318 erste urkundliche Erwähnung von Muldenhütten bei Freiberg/Erzgebirge als „Hüttenstandort“ | erste „Hochschachtöfen“ treten an die Stelle bisheriger „Niederschachtöfen“, siehe Hochofen |
| nach 1400             | zunehmende frühindustrielle Eisengewinnung und -verarbeitung, u. a. im Lahn-Dill-Gebiet        | |
| nach 1500             | Beginn der in die heutige Zeit führenden Entwicklung.                                          | mit Georgius Agricola (XII Libri) treten technische Hilfsmittel zur Erzgewinnung und Verarbeitung an die Stelle bloßer Handarbeit; aus böhmischem Silberabbau werden 1519 die ersten Joachimsthaler geprägt                                                     |

### Vom Kupferbeil bis zur Bronzezeit

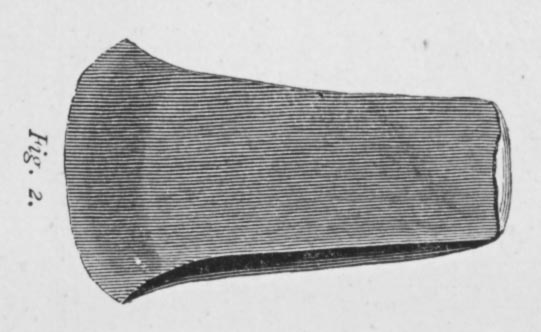
Flachbeil aus Kupfer
(Ende der Jungsteinzeit, Fundort heutiges Ungarn)

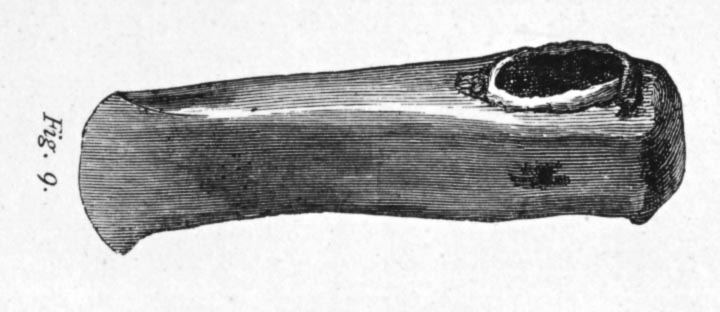
Schaftlochbeil aus Kupfer
(Kupfersteinzeit, Fundort heutiges Ungarn)

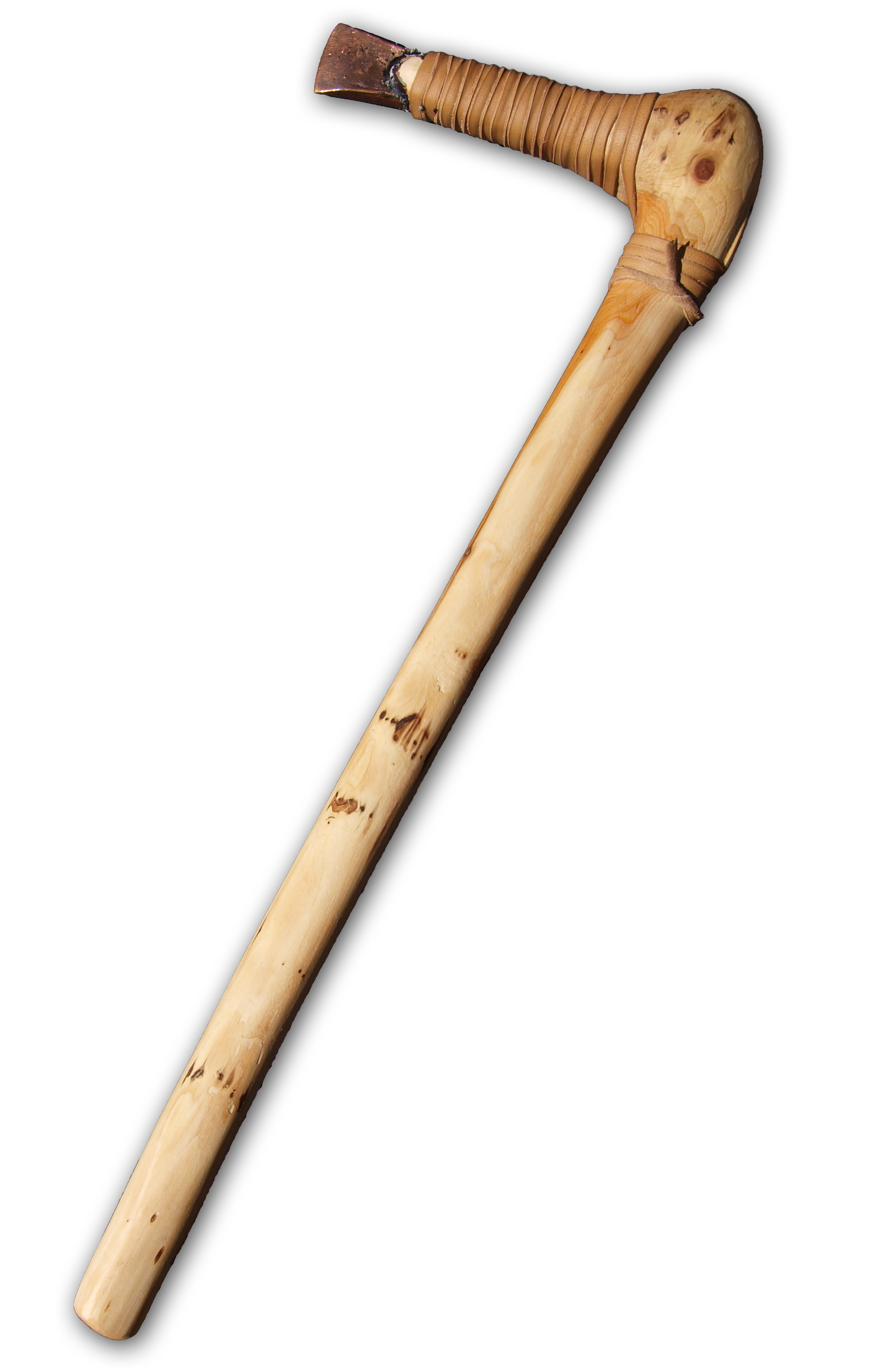
Originalgetreue Rekonstruktion eines Kupferbeils aus dem Ende der Jungsteinzeit

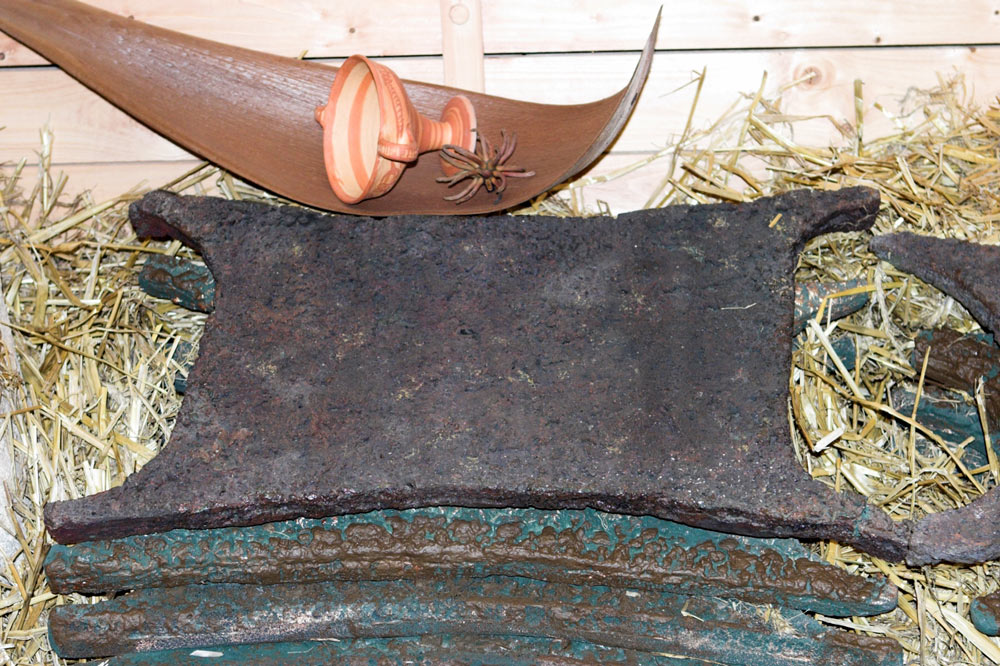
Kupferplatten aus dem Schiff von Uluburun (14. Jh. v. Chr.) in der für den Transport günstigen Ochsenhautform

Die Entwicklungsgeschichte der Metallurgie hatte ihren Anfang vor etwas mehr als 8000 Jahren im zu Ende gehenden Mesolithikum und im Übergang in die Jungsteinzeit (siehe dazu voranstehende Zeittafel). Neuere Forschungen in Kleinasien entdeckten sogar in frühen, ca. 12.000 Jahre alten Siedlungen erste metallurgische Ansätze. Sie bestätigen die Ansicht, wonach die frühe Metallurgie entscheidend von der Umstellung der nomadisierenden Jäger und Sammler zu Ackerbauern und Siedlern mit „festem Herd“ anstelle wechselnder, offener Feuerstellen bestimmt wurde. Vielleicht steht am Anfang metallurgischer Erkenntnisse ein zufälliger Fund, sei es von gediegenem (reinem) Metall wie das glänzende Flussgold aus Gebirgswässern, oder ein metallreiches Erz (Rotkupfererz), das wegen seiner Farbe Interesse weckte. Es ist vorstellbar, dass in einer Feuergrube durch natürliche Abdeckung mit Asche bei niedergehender Verbrennung Holzkohle entstehen konnte, die aus 80 % Kohlenstoff besteht. Wird ein nach Verbrennung der flüchtigen Bestandteile flammenlos, also anscheinend matt gewordenes Feuer durch Luftzufuhr (blasen) aufgefrischt, werden beim Verbrennen der Holzkohle 1000 °C und mehr erreicht. Aus Rotkupfererz wird dann Kupfer, aus Zinnkies, einem Kupfer-Zinn-Eisen-Schwefel-Erz, eine natürliche Legierung aus Kupfer und Zinn ausgeschwitzt. Das konnte zu metallurgischen Überlegungen angeregt haben. Bildliche Darstellungen zeigen den Einsatz von Blasrohren zu dieser Technik. Der zugeführte Luftsauerstoff oxidiert Schwefelgehalte im Erz, ebenso den für die schmiedende Bearbeitung von Eisen hinderlichen Kohlenstoff, falls dieser Gehalte im Eisen von über zwei Prozent aufweist. Schwefel wird zu flüchtigem, weil gasförmig anfallendem Schwefeldioxid (SO2), Kohlenstoff zu Kohlenstoffdioxid (CO2), wobei zusätzlich Reaktionswärme entsteht.
Erste zweckgerichtete Verhüttungsöfen sind bereits für die frühe Kupfersteinzeit (4500–3500 v. Chr.) nachgewiesen, nach Forschungen des 21. Jahrhunderts vermutet man sie (Kupferbeile) auf dem Gebiet des heutigen Serbien. Leitfunde metallurgischen Wirkens sind ab 3000 v. Chr. die (keramischen) Glockenbecher als bei Bestattungen einheitliches Merkmal unterschiedlicher Kulturkreise (Glockenbecherkultur). Die Gräber enthalten außer den namengebenden Glockenbechern vielfältige Grabbeigaben, darunter Schutzschilde und Dolche aus Kupfer, ferner Gold und Elfenbein. Auf die frühe folgte eine späte Kupferzeit, die jedoch ab 3000–2500 v. Chr. bereits in die frühe Bronzezeit überging. In sehr langen Zeiträumen und in sich teilweise überschneidenden Kulturkreisen, aber in deutlicher Anlehnung an lokale und regionale Erzvorkommen (böhmischer Teil des Erzgebirges) entstanden mit der Zeit Zentren metallurgischer Weiterentwicklung, die sich durch Handelsstraßen und Schifffahrtswege miteinander verbanden. Dies geschah in Mitteleuropa, in der Ägäis (Schiff von Uluburun), in Südspanien, in England, im Karpatenraum und auf dem Balkan. Diesem Kreis floss um 3000 v. Chr., zu Beginn der frühen Bronzezeit, Wissen aus dem Kaukasus und aus Anatolien zu, das ebenso nach Griechenland (Beginn des Frühhelladikums), Kreta und Ägypten gelangte und in den dort bereits ausgeprägten Hochkulturen für Kunstwerke wie in der Alltagswelt Eingang fand. Darstellungen zur altägyptischen Metallgewinnung aus der XVIII. Dynastie (Mitte des 15. Jahrhunderts v. Chr.) befanden sich etwa im Grab des Wesirs Rechmire. Die notwendige Temperatur wurde nach den Abbildungen mittels an den Füßen befestigter Blasbälge erzielt. Für den Mittelmeerraum bildete Kupfer, griechisch chalkos (Chalkidike), bei den Römern aes cyprium („Erz aus Zypern“) genannt, mit reichen Vorkommen die Grundlage für eine nun umfassende metallurgische Weiterentwicklung, die nicht nur Kleinteile und Waffen zu Handelsartikeln der Phönizier machte, sondern auch Großbronzen hervorbrachte. Der Koloss von Rhodos wurde schon damals zu den Weltwundern gezählt. Die Verarbeitung von Gold als Wertaufbewahrungsmittel erkannte bereits Pharao Menes aus der ersten Dynastie des alten Reichs, er ließ kleine Goldbarren mit einer Art Garantiestempel versehen. Kenntnisse, Gold zu schmelzen und zu bearbeiten, lassen sich auf 3000 v. Chr. zurückführen und liegen auch wegen der fast gleichen Schmelzpunkte von Gold (1063 °C) und Kupfer (1083 °C) nahe. Getriebene und gegossene Gebrauchsgegenstände und Schmuckstücke aus Gold und Silber (Schmelzpunkt 960,5 °C), ferner zahlreiche Teile aus reinem Kupfer wurden von Heinrich Schliemann 1873 bei seiner Suche nach dem homerischen Troja gefunden und im Irrtum als „Schatz des Priamos“ einer weit jüngeren Kultur zugeordnet.
Die Skythen, ein Reitervolk ohne Schrift- und Münzwesen, insofern noch keine Hochkultur, stellten bereits sehr kunstfertig Goldschmuck her, wie erschlossene Fürstengräber (Kurgane) zeigen. Auch die Kelten verwendeten Gold für Schmuckgegenstände und Herrschaftsinsignien. Als Mittel zur kontrollierbaren Wertaufbewahrung für die Untertanen wurde Gold ungefähr 600 v. Chr. von König Krösus von Lydien zu Münzen geschlagen („Goldstater“). Damit wurde es zugleich Zahlungsmittel. Die ägyptischen Ptolemäer gewannen in vorchristlicher Zeit Gold bergmännisch in Golderz führenden Minen, die Römer beuteten die spanischen Silbererzvorkommen aus, um Münzen, Statuen, Gefäße und andere Beweise des Reichtums herzustellen.

### Vorderer Orient, Indien, China, Südostasien, Japan
Im vorderen Orient finden sich Bronzen, beispielsweise die eines Königskopfs, aus der Zeit des akkadischen Reichs (Mesopotamien) um 2300 v. Chr. Obwohl die Kenntnisse vorhanden waren, bildeten die nachfolgenden Reiche ihre Herrscher bevorzugt wieder in Stein oder Alabaster ab. Im 2. und 3. Jahrtausend v. Chr. beschränkten sich die herstellbaren Metalle auf Gold, Silber, Kupfer, Zinn und Blei, wobei in den gefundenen Artefakten noch weitere Metalle gefunden wurden, die sich beim Verhütten aus Erzen mit den Hauptmetallen legiert hatten. Bei den Bronzen wurden zwei Legierungen hergestellt und verarbeitet, die Arsenbronze und die Zinnbronze. Eisen fiel zunächst als Nebenprodukt bei der Verhüttung von Kupfer an, wurde dann aber ab dem 1. Jahrtausend v. Chr. immer bedeutungsvoller.
In Teilen des indischen Subkontinents wird gegen Ende des 4. Jahrtausends v. Chr. der Gebrauch von Kupfer und Bronze nachweisbar, zeitgleich mit der Herausbildung „städtischen Lebens“ (Indus-Kulturen). Südostasien kennt Kupfer und Bronze etwa seit 3000 v. Chr.
Aus China wird dies erst um 1600 v. Chr. berichtet. Gut bearbeitbare Legierungen (mit erniedrigten Schmelzpunkten) wie goldfarbenes Messing werden erfunden. Dokumentiert ist auf diesem Gebiet der Einfluss der von 1700 bis 1100 v. Chr. herrschenden Shang-Dynastie. Auf sie werden die bronzenen Trommeln (Dong-Son-Kultur) zurückgeführt, die um 1000 v. Chr. zahlreich in den südlichen Provinzen anzutreffen sind. Aus dem 7. Jahrhundert v. Chr. stammt eine Bronzeglocke, die für die Fürsten (Könige) von Qin gegossen wurde. In der Folge wurde Bronze für recht unterschiedliche Zwecke eingesetzt. Aus dem 3. Jahrhundert v. Chr. des relativ kurzlebigen Qin-Kaiserreichs wurden Balkenverkleidungen für den Hausbau, Münzen und natürlich Waffen gefunden. Im Reiche der Fürsten (Könige) von Qin wird Bronze jedenfalls nicht mehr nur für Kultgegenstände, sondern vielfältig verwendet.
Japan steht kulturell zuerst unter dem Einfluss Chinas und der dort verbreiteten mongolisch-schamanistischen und schintoistischen Kulte. Um 500 n. Chr. fasst der Buddhismus Fuß. Die Figur des Daibutsu von Nara, aus einer zinnarmen Bronze gegossen, soll 380 t schwer sein. Belege für früheres metallurgisches Wirken sind Bronzespiegel aus der Periode zwischen 3000 und 710 v. Chr. aber auch die Yayoi-Zeit ab 350 v. Chr. wird ebenfalls aus Spiegeln, Glocken und Waffen sichtbar.
In der Gesamtschau steht der asiatische Raum mit seinen metallurgischen Kenntnissen nicht hinter dem europäischen zurück, wenngleich erst seit 600 v. Chr. von einer beginnenden Eisenzeit gesprochen wird. Karawanenwege wie die Seidenstraße, vielleicht mehr noch der Handel auf dem Seewege, begünstigen zunehmend den Austausch von Erkenntnissen und aus solchen entstandenen Produkten. Dazu gehört eine 200 v. Chr. in Europa noch unbekannte, weißglänzende Kupferlegierung, die in China „Packfong“ genannt wird.

### Von der frühen Bronzezeit bis zum Beginn der frühen Eisenzeit
Wegen des nicht zwischen Kupfer und Bronze differenzierenden griechischen Worts chalkos (χαλκὀς) wird die frühe Bronzezeit auch späte Kupferzeit genannt. Die aus Erfahrung gewonnene Kenntnis einer gezielten Verbesserung der Eigenschaften von Kupfergegenständen durch Zulegieren von Zinn und Zink setzte sich nach heutigen Maßstäben relativ schnell durch. Messing als Kupfer-Zink-Legierung ist entweder chinesischer oder persisch-indischer Herkunft.
Figürliche Funde beweisen die fast gleichzeitige Entwicklung bei Blei. Der verbreitet vorkommende Bleiglanz wurde zuerst nur als Silberträger gesucht, bei dessen Gewinnung anfallendes Blei galt als Abfall. Sein niedriger Schmelzpunkt von nur 327 °C begünstigte, einmal erkannt, Überlegungen, die zu vielfältiger Nutzung führten. Man kennt sehr frühe figürliche Gegenstände (Hallstattfunde), gefolgt von Gebrauchsgegenständen – (römische Zeit mit Gefäßen, Röhren, Platten). Bleiguss erlangte noch eine späte Blüte in Denkmälern der Barockzeit, wobei die Giftigkeit der beim Schmelzen auftretenden Bleidämpfe sehr lange nicht beachtet wurde.
Ein weiteres „historisches“ Metall ist Nickel. Als Bestandteil von Kupfer-Zink-Legierungen (Messing) fand es sich erstmals um 200 v. Chr. in China. Bis heute ist das nickelhaltige Neusilber Basistyp für Bestecklegierungen.

### Biblische Überlieferungen
Biblische Überlieferungen sind zeitlich schwer einzuordnen, gehen aber auf sehr alte Schriften zurück.
Schmelzen, Läuterung (Reinigen der Schmelze von Fremdstoffen) und Treibarbeit (zur Entbleiung) werden fachlich korrekt an verschiedenen Stellen der alttestamentlichen Bibel beschrieben. In Tubal-Kain (1. Mose 4,22 ) und Maleachi werden frühe Metallurgen und ihre pyrometallurgischen Techniken beschrieben. Sie weichen von den heutigen in ihren Grundlagen nur wenig ab. Schmuck- und Gebrauchsgegenstände aus Gold, Silber und Bronze wurden verfertigt. Eisen war nicht unbekannt, wurde aber – nach den Funden zu schließen – noch recht selten verwendet, so dass ihm sogar Schmuckeigenschaft zukam.
In Jeremia 6, Vers 27–30, wird ein Metallurg zum Richter über Abtrünnige, die er in einem Vergleich mit ungenügend getriebenem als „verworfenes Silber“ bezeichnet. Im 2. Buch Mose, 32:1–4, wird überliefert, dass das „Goldene Kalb“ aus eingeschmolzenem Schmuck der sich von Jahwe abwendenden Israeliten gegossen worden sein soll.

### Der lange Weg in die Eisenzeit
Bereits in der mittleren Bronzezeit (in Mitteleuropa ab 1200 v. Chr.) begann die allmähliche Verdrängung der Bronze durch Eisen, dessen Gewinnung möglich wurde – wenngleich nach heutigen Maßstäben auf noch recht einfache Weise – nachdem man die erforderlichen Grundprinzipien erlernt hatte. Zur reduktiven Herstellung von Eisen aus Eisenerzen benötigte man deutlich höhere Temperaturen als für die Gewinnung von Kupfer bzw. Bronze. Mit dem zur Verfügung stehenden Brennstoff und Reduktionsmittel Holzkohle erforderte das eine besondere Konstruktion der Verhüttungsöfen in Bezug auf die Luftzufuhr, um die notwendigen Temperaturen zu erreichen. So fiel das Eisen nur in gesinterter (nicht in geschmolzener) Form an, als sogenannte Luppen, weil die Schmelztemperatur des Eisens von 1538 °C mit den zur Verfügung stehenden Öfen nicht erreicht werden konnte. Zudem gab es noch keine Verarbeitungstechniken für Roheisen, das sich schmiedetechnisch nicht formen lässt. Im Rennofenprozess entstehen neben kohlenstoffarmem Eisen auch Stahl und Gusseisen in unterschiedlichen Anteilen. Während die Kelten Stahl an seinen Eigenschaften erkannten und verarbeiteten, konnte Gusseisen nicht genutzt werden. Durch später erlernte Techniken wie Aufkohlen, Härten und Anlassen war man in der Lage, die Eigenschaften von Eisen-Kohlenstoff-Legierungen und damit Stahl zu verbessern, womit allmählich das Kupfer bzw. die Bronze verdrängt wurde.
Sichtbar wurde dies in der um 700 v. Chr. voll ausgeprägten Hallstattkultur, die als frühe Eisenzeit bezeichnet wird. Kelten, Slawen und Italiker hatten daran gleichen Anteil. Etwa ab 450 v. Chr. folgte als zweite Stufe die Latène-Zeit, eine eisenzeitliche Epoche, die bis zur Zeitenwende und noch darüber hinaus reichte. Waffen, Werkzeuge und Gebrauchsgegenstände wurden aus Stahl und Eisen gefertigt.
Der Übergang von der Bronze- zur Eisenzeit ist ein aus heutiger Sicht langsamer Fortschritt, denn abgesehen von in die Zeit um 5000 v. Chr. zurückdatierten Einzelfunden aus Ägypten trugen erst ab 1600 v. Chr. (Hyksos) sich wiederholende Einfälle von mit Eisenwaffen kämpfenden Reitervölkern zur Verbreitung des Eisens bei. Interessant ist in diesem Zusammenhang die Verwendung des aus dem Indogermanischen stammenden Worts „ehern“, also von großer Dauerhaftigkeit (vergleiche Aera). Nördlich der Alpen verstand man darunter Eisernes, für Italiker und Iberer war es Bronzenes.
Eisen für Waffen gelangte ab 660 v. Chr. auf Handelswegen aus Asien bis nach Nordafrika, fand sich jedoch, was erstaunlich ist, erst 700 Jahre später (100 n. Chr.) im Süden Afrikas. Die mittelamerikanischen Hochkulturen gaben Belege für die Verwendung von Eisen erst für die Zeit um 500 n. Chr.

### Die Bedeutung von Herrschaftseinflüssen für die metallurgische Entwicklung
Die Darstellung metallurgischer Entwicklung in Kulturepochen, die keineswegs abrupt, sondern mit oft langen Übergangszeiten aufeinander folgten, wird von geschichtlichen Herrschaftsepochen überlagert. Am nachhaltigsten hat sich die Antike eingeprägt. Ihr Beginn wird etwa um 2500 v. Chr. gesehen und mit der frühen Bronzezeit gleichgesetzt. Deutlicher wurde der Einfluss mit dem Beginn der in Ursprung und Auswirkung umstrittenen dorischen Wanderung um 1100 v. Chr. In ihrem Verlauf setzten sich von Norden kommende berittene „Krieger mit Eisenwaffen“ gegen noch mit Bronzeschwertern und zweirädrigen Streitwagen kämpfende Gegner durch. Sie brachten aber nicht nur auf diesem Gebiet Fortschritte (Balkan- oder „Karpatentechnik“). Der bis dahin vorherrschende kretisch-minoische Einfluss, Plätze wie Mykene und Tiryns einschließend, wurde nach vielen lokalen und regionalen Kriegen schließlich von der sich über weite Teile des Mittelmeerraums ausdehnenden (Magna Graecia) hellenischen Antike abgelöst (Tempelbau mit Hilfe von Bronzeklammern und dorischen, ionischen und korinthischen Kapitellen).
Gold und Silber wurden als gediegenes Metall gefunden, insbesondere leicht zugängliches Flussgold, oder als silberhaltige Ablagerung (Goldseifen) sowie aus sichtbar silberreichen Erzadern. Als wertvolles Gut waren Gold und Silber nicht nur Handelsgegenstand, sondern auch Beute auf Kriegszügen. Der so gewollte oder erzwungene regionale und überregionale Austausch trug zur Verfeinerung der aus Mykene und frühen Schichten Trojas überlieferten Kunstfertigkeit bei der Herstellung von ornamentalem Schmuck und Kultgegenständen bei. Von großer Bedeutung waren ab 700 v. Chr. die ersten Münzprägungen aus Gold oder Silber. Sparta als Ausnahme führte um 660 v. Chr. Eisen in Barrenform als „Inlandswährung“ ein.
Die hellenisch bestimmte Antike erreichte einen Höhepunkt um 500 v. Chr., danach wurde sie vom bereits um 1000 v. Chr. beginnenden Aufstieg der Etrusker und ab 700 v. Chr. von dem Roms bestimmt. Dabei blieb es für fast ein Jahrtausend, in dem es immerhin für eine Oberschicht noch lange als vornehm galt, sich „griechisch“ zu geben.
In der Römerzeit reichte die Bedeutung der Bronze nochmals über figürliche Darstellungen (Standbilder) und Kultgegenstände hinaus. Sie blieb im Bauwesen bei der Verbindung von Marmorteilen weiterhin unentbehrlich (gegossene oder geschmiedete Bronzeklammern), ferner bei Bedachungen und im Wagenbau. Eisen war wegen seines im Vergleich zu Kupfer, aber auch zu Gold und Silber sehr hohen Schmelzpunkts von 1535 °C immer noch schwer herzustellen. Seine Verwendung beschränkte sich bis in die Zeit der Merowinger auf Werkzeuge und vor allem Waffen. Berühmt war damals der Damaszenerstahl, dessen Herstellung aus dem Bemühen resultierte, aus inhomogenem Rennfeuereisen durch häufiges Falten und Feuerverschweißen einen homogenen Werkstoff mit vorhersagbaren Eigenschaften zu machen. Dieser Schmiedevorgang, der als Raffinieren bezeichnet wird, wenn er lediglich einen Grundwerkstoff verwendet, war bei den frühen Eisenprodukten stets notwendig zur Reinigung und Homogenisierung, sogenannter Schweißverbundstahl (Damaszenerstahl/Schweißdamast) entstand bei der Verwendung von verschiedenen Legierungen. Erst im frühen Mittelalter (Beginn der Wikingerzeit) konnten solche Legierungen (Zuschläge bzw. unterschiedliche Gehalte von Kohlenstoff, Phosphor, Arsen usw.) gezielt hergestellt und zu einem Muster-Damast verarbeitet werden (sogenannte wurmbunte Klingen). Dieser wurde sichtbar gemacht durch Ätzen der Metalloberfläche.
Die Bezeichnung Damaszenerstahl stammt ursprünglich aus der Handelsmetropole Damaskus, damals ein Umschlagplatz auch für sogenannten Schmelz- oder Kristallisationsdamast (Wootz), der um 300 v. Chr. aus Indien und Persien kam. Alle sogenannten Damaszenerstähle haben die gleichen Eigenschaften wie ihre Ursprungsmetalle, werden also so gehärtet und angelassen und zeigen keine überragenden Leistungen gegenüber gut verarbeitetem Mono-Stahl, wie er später von den Franken auf den Waffenmarkt gebracht und weit verbreitet wurde. Daher bedeutete das Auftauchen dieser hochwertigen Stähle auch zunächst einen Rückgang und schließlich das Ende der frühen Damaszenerstahl-Fertigung.
In die Spätantike fiel die Zeit der vorwiegend germanischen Völkerwanderung vom 4. bis 6. Jahrhundert n. Chr. Rom verwandelte sich ab der Zeit Kaiser Konstantins zu einem christlichen Reich. Noch nicht völlig von der Bronzekultur gelöst (Denkmale), ging das Weströmische Reich 476 unter, während sich das Oströmische Reich behaupten konnte.
Die Kenntnisse des Bronzegießens erhielten sich im religiösen Bereich, dort (Glockenguss seit 750, Kirchentüren aus Rotguss 1015 in Hildesheim) und als Herrschaftszeichen (Braunschweiger Löwe von 1166). Die Erfindung des Schießpulvers brachte neue Aufgaben. „Stückgießer“ sollen 1372 die ersten Kanonen aus Erz – also aus Bronze – gegossen haben. Gießhütten entstanden und wieder waren es die Kirche und die Herrscher, die Grabmäler und Denkmale in Auftrag gaben. Neben die Bronze trat hierfür Messing mit dem Sebaldusgrab in Nürnberg (1519). Ab 1800 wurde Kunstguss aus Eisen „hoffähig“ (Grabplatten) und im 19. Jahrhundert entstanden wieder Herrscher und Staat bestätigende Großbronzen der Neuzeit (Bavaria in München 1850).

### Vom mittelalterlichen Hochofen zu Blas- und Elektrostahl
Europa lag lange der „industriell“ betriebenen Gewinnung und Verarbeitung von Metallen, nicht allein von Eisen, hinter China und Ägypten zurück. Die bei Ausgrabungen in Ägypten gefundenen, vermutlich 5000 Jahre alten, noch gut konservierten Eisengegenstände lassen keine sicheren Schlüsse auf die damalige Art der Eisengewinnung zu. Immerhin ist alten wie neueren Nachschlagewerken (Meyer, Brockhaus) zu entnehmen, dass bereits um 1200 v. Chr. die Philister (Talbewohner im Unterschied zu den bergbewohnenden Israeliten) Kenntnisse in der Eisengewinnung hatten.
Bronze konnte noch in einem aus Lehm gefertigten Niederschachtofen mit natürlichem Zug hergestellt werden, die Gewinnung und Verarbeitung von Eisen war jedoch mit Einsatz eines leistungsfähigen Blasebalgs leichter, wenn es auch selbst ziehende Öfen in diesem Bereich gab. Nur durch ausreichende Zufuhr von Luftsauerstoff ist eine Temperatursteigerung von für Bronzen ausreichenden 1100 °C auf die für die Eisengewinnung nötigen mehr als 1200 °C möglich. In der frühen Eisenzeit wurden in Rennöfen (Rennfeuer) aus einer Mischung von eisenreicheren Erzen wie Hämatit/Roteisenerz und Holzkohle und der Luftzufuhr mittels noch sehr einfacher Blasebälge (Rennfrischen) sogenannte Luppen – ungeformte Klumpen/Schwammeisen aus schmiedbarem (weil kohlenstoffarmem) Eisen – gewonnen und für Waffen, Rüstungen und Werkzeuge verwendet. Dieser erste Schritt in die Eisenzeit brachte bereits nennenswerte Eisenmengen hervor. Eine Verbesserung führte im Mittelalter zu den sogenannten Wolfs- oder auch Stücköfen, Vorläufern des heutigen Hochofens. Sie lieferten auf der Sohle (Boden des Ofens) flüssiges Roheisen, der darüber befindliche „Wolf“ gab beim Glühen und Frischen Kohlenstoff ab und wurde zu Stahl oder schmiedbarem Eisen.
Obwohl in zeitgenössischen Aufzeichnungen von ersten Hochschachtöfen (Hochöfen im heutigen Sprachgebrauch) bereits im 14. Jahrhundert und von frühindustrieller Eisenerzeugung im 15. Jahrhundert berichtet wird, kann von einer im technischen Sinne zu Recht sogenannten Eisenzeit erst gesprochen werden, als es gegen Ende des 16. Jahrhunderts erstmals gelang, mit durch Wasserkraft angetriebenen Blasebälgen dauerhaft Temperaturen von mehr als 1400 °C zu erreichen. Damit ließ sich der erste konzeptionell echte, aber noch auf Holzkohle aus in den noch dichten Wäldern angelegten Kohlenmeilern angewiesene Hochofen in Gang setzen, der Roheisen in nennenswerten Mengen erzeugen konnte. Mittelalterliche Büchsenmeister – anstelle der früheren „Stückgießer“ – verarbeiteten es als „Formguss“ zu Geschützen und Kanonenkugeln, später zu verschiedenen „Gusswaren“ wie dem eine ganze Industrie begründenden Siegerländer Ofenplattenguss. Mit der Weiterentwicklung einfacher Schachtöfen zu kleinen Hochöfen, heute Kupolöfen genannt, konnten auch größere Mengen an Gusseisen erschmolzen werden. Damit wurde der Eisenbau möglich, der vom verzierten Gartenpavillon bis zu größeren Objekten (Brücke über den Severn, Gießhalle der Sayner Hütte) Gusssegmente lieferte, die dann zu Fertigbauten zusammengesetzt wurden. Die Zusammenfügung von gegossenen und gewalzten Teilen führte gegen Ende des 19. Jahrhunderts zu Großbauten (Frankfurter Bahnhofshalle), bis diese Technik vom reinen Stahlbau abgelöst wurde.
Parallel zu dieser Entwicklung vervollkommnete sich der Eisenguss seit dem ersten Drittel des 19. Jahrhunderts durch den Bedarf der Maschinenbauer und des Eisenbahnwesens an eisernen Gussteilen.
Georgius Agricola (1494–1555), Mineraloge, Geologe und Verfasser des für Erzabbau und -verhüttung grundlegenden Werks De re metallica libri XII (Zwölf Bücher vom Berg- und Hüttenwesen), gab mit genauen Beschreibungen und Stichen technischer Einrichtungen und Verfahren, wie beispielsweise „Fahrkunst“, „Wasserkunst“, Stollenbau, Schmelzofenbau, oder Röst- und Treibarbeit, nicht nur für seine Zeit gültige Regeln für eine „moderne“ Metallurgie. Die erhalten gebliebenen Anlagen der für Bergbau und Verhüttung unerlässlichen „Wasserkunst“ wurden im Jahr 2010 als Oberharzer Wasserregal zum Weltkulturerbe erklärt.
Ein nicht mehr mit Holzkohle, sondern mit Koks betriebener Hochofen ging 1781 in England in Betrieb, 1796 folgte das schlesische Gleiwitz. 1837 wurden erstmals die heißen Gichtgase nutzbar gemacht (Faber-du-Faur-Verfahren). Da das frühe Roheisen mit bis zu 10 % Kohlenstoffgehalt weder schmiedbar noch schweißbar war, wurden verschiedene Methoden des „Frischens“, also des Kohlenstoffentzugs, entwickelt.

#### Das „Windfrischen“ hält Einzug
Vom historischen Ansatz „Herdfrischen“ ausgehend über den arbeitsintensiven „Puddelofen“ gab es eine Lösung mit dem 1855 von Henry Bessemer erfundenen „Windfrischen“, bei dem Pressluft von unten durch ein mit saurer (silikatischer) Masse ausgekleidetes, großes birnenförmiges Gefäß (Bessemerbirne) geblasen wurde. Dabei wurden Kohlenstoff – und mit ihm noch andere unerwünschte, oxidierbare Beimengungen des Roheisens, wie das (Prozesswärme liefernde) Silicium – so weit oxidiert, faktisch verbrannt, dass das derart behandelte Eisen schmiedbar wurde.
Auf der Weltausstellung 1867 fand der Siemens-Martin-Ofen („SM-Ofen“) große Aufmerksamkeit.
1878 wurde das Bessemerverfahren von Sidney Thomas und Percy Gilchrist durch eine basische Auskleidung der „Birne“ entscheidend verbessert, die auch den Phosphorgehalt reduziert. Mit diesem Verfahren wurden die Brauneisenerze mit niedrigem Eisengehalt (30–55 % Fe), zu denen auch die sehr feinkörnig geförderte lothringische Minette gehört (nur 20–40 % Fe), und deutsches Raseneisenerz (Salzgitter) zu Guss- und Schmiedestahl verarbeitbar. Die im Hochofenprozess im Verhältnis 2:1 überwiegende Schlacke wurde – gemahlen – als phosphorhaltiges „Thomasmehl“ zum ersten Kunstdünger für die Landwirtschaft, die damit aber von der Eisenverhüttung abhängig blieb, bis im 20. Jahrhundert die Ammoniaksynthese nach Haber und Bosch eine Alternative wurde. Die genannten Blasstahlverfahren wurden nochmals verbessert mit dem LD-Verfahren (patentiert Dezember 1950), das bei der Stahlerzeugung zum Frischen reinen Sauerstoff einführt und nach gut vierhundert Jahren Geschichte des Hochofens (der indessen bei entsprechenden Bedingungen nach wie vor seine technische Berechtigung behielt) zum Stand der Technik wurde.

#### Der Hochofen verliert an Bedeutung
Der klassische Hochofen verlor seine Alleinstellung als Roheisenlieferant für die Stahlerzeugung bereits mit der Einführung des Siemens-Martin-Ofens mit der Martinschen Regenerativfeuerung. In ihm wird bei einer Temperatur von 1700 °C im „Herdfrischverfahren“ Roheisen zusammen mit oxidhaltigem Schrott zu kohlenstoffarmem Stahl (Schrottverwertung als erstes Recyclingverfahren). Das Elektrostahl-Verfahren geht noch einen Schritt über das Siemens-Martin-Verfahren hinaus. Schrotte und durch Direktreduktion aus reichen Erzen erzeugter Eisenschwamm (Pellets) werden in einem Lichtbogenofen zu Stählen oder Gusseisensorten.
Eine weitere Vereinfachung war der Einsatz von Gas (Schiefergas) zur Reduktion von Eisenoxiden zu Eisenschwamm, der sich unmittelbar zur Stahlerzeugung einsetzen lässt.
Ein auf maximalen Durchsatz ausgelegtes, herkömmliches Hochofenwerk ist wegen seines großen Bedarfs an Einsatzstoffen auf einen vorteilhaften Standort angewiesen, um wirtschaftlich sein zu können. Für den Hochofenbetrieb sind dies lokale oder regionale Erz- oder Kohlevorkommen, ergänzt durch die Infrastruktur. Ein bedeutendes deutsches Werk in Duisburg, Europas größtem Binnenhafen, schätzt die Standortvorteile so hoch ein, dass nach Jahrzehnten 2008 ein neuer Hochofen in Betrieb ging. Ein österreichisches Werk wurde seinem Erzvorkommen nahe (Steirischer Erzberg) am Großschifffahrtsweg Rhein-Main-Donau errichtet. Binnen- und Seehäfen mit genügender Kapazität ermöglichen es heute, die Einsatzstoffe kostengünstig per Schiff zuzuführen und damit selbst an erz- und kohlearmen Standorten ein Hochofenwerk zu betreiben. Das Elektrostahlwerk (Mini-Stahlwerk), dem eine Verkehrsanbindung zu Land oder Wasser genügt, tritt dennoch zunehmend an dessen Stelle. Es kann sich elastisch an die jeweils verfügbaren Mengen seines Rohstoffs Schrott anpassen und anders als ein Hochofen diskontinuierlich und bei geringerer Umweltbelastung arbeiten.
Eine Gegenbewegung versuchte man mit der Abwanderung der klassischen Roheisenerzeugung im Hochofen samt dem angeschlossenen Stahlwerk zu den Basisrohstoffen, vornehmlich Lagerstätten mit hochwertigem Eisenerz (Brasilien, Belo Horizonte). Der so erreichte Vorteil sollte den global orientierten Transport der Erzeugnisse begünstigen. Bisher wurden die Erwartungen aber nicht erfüllt.

### Die Wiederkehr des Kupfers
In der Mitte des 19. Jahrhunderts und mit der einsetzenden Industrialisierung begann in Europa eine Art neuer Zeit für Kupfer und Kupferlegierungen: Nicht mehr die Bronzen standen im Vordergrund. Die Wiederkehr des Kupfers wurde nachdrücklich von einer neuen Legierung auf Kupferbasis bestimmt, sie heißt „Gun Metal“ oder „Kanonenbronze“ und ist eine den damaligen militärischen Anforderungen gerecht werdende Kupfer-Zinn-Zink-Blei-Legierung, hauptsächlich für Geschütze. Später und bis heute wird sie als Maschinenbronze oder Rotguss bezeichnet und besonders für Armaturen eingesetzt.
In gleicher Weise von Bedeutung für den Verbrauch von Kupfer ist die Wiederentdeckung des historischen Messings als besonders vielseitige Guss- wie Knetlegierung (Patronenhülsen, Kartuschen, Bleche, Drähte und daraus hergestellte Drahtgeflechte). Aus feinen Messingdrähten gefertigte Siebe für Haus und Gewerbe tragen die Bezeichnung Leonische Waren. Heute sind es die in hochspezialisierten Werken hergestellten „Kabelbäume“, nach denen die moderne Elektronik nicht nur für Kraftfahrzeugen und Großflugzeuge verlangt.
Der zivile Bereich benötigte mit der Einführung der Telegrafie, später des Telefons, größere Entfernungen überbrückende, hoch leitfähige Kupferdrähte. Gleiches gilt für die Ankerwicklung, seit Werner von Siemens 1866 das dynamo-elektrische Prinzip entdeckte. Durch die damit ermöglichte Anwendung des Elektromagneten waren gegen Ende des 19. Jahrhunderts kleine, schnelllaufende Elektroantriebe (Elektromotoren) für Arbeitsmaschinen verfügbar und ersetzten allmählich Dampfmaschine und Treibriemen. Es folgten die Generatoren zur Stromerzeugung in Kraftwerken und es entstand damit wieder ein Bedarf für die zur Übertragung der hochgespannten Ströme nötigen Freileitungen aus Kupfer.
Für öffentliche und individuelle Heizungsanlagen und Wasserversorgung (Armaturen) entsteht Bedarf an Kupferrohren. Für wassergekühlte Verbrennungsmotoren in Automobilen wird ein Röhrenkühler aus Kupfer (Kühler) verwendet. Insgesamt waren gemäß Fachpresse im Jahr 2008 in einem Auto rund 25 kg Kupfer enthalten. Für Elektroautomobile rechnen gleiche Quellen mit einem Mehrbedarf von 40 kg Kupfer je Fahrzeug.
Im Schiffbau findet das korrosionsfeste und Muschelbewuchs abwehrende Kupfer unterhalb der Wasserlinie Anwendung (Fouling), oberhalb dominiert dagegen Messing bei Ausrüstungsgegenständen, Beschlägen und Instrumenten. Die dabei bewiesene Resistenz gegen Witterungseinflüsse ließ zahlreiche Einsatzmöglichkeiten im Bauwesen wie im Verkehr entstehen. Die bakterizide Eigenschaft von Messingklinken und -griffen erweist sich bei öffentlichen Verkehrsmitteln als vorteilhaft.

### Die „Erdmetalle“ kommen
Neben die sich den Erfordernissen der Moderne (Stahlkonstruktionen, Eiffelturm) anpassende „Eisenzeit“ tritt seit dem Ende des 19. Jahrhunderts etwas metallurgisch völlig Neues, die „Erdmetallzeit“. Die Bezeichnung Erdmetalle tragen die sie bestimmenden Elemente deshalb, weil sie als metallführendes Erz nicht vorkommen, sondern nur in Verbindungen, die – chemisch vereinfachend – als Erden bezeichnet werden. Meist ist dies die oxidische Form: bei Aluminium, dem bekanntesten aller Erdmetalle der Gruppe IIIa des periodischen Systems der Elemente, ist diese der Bauxit.
Spodumen, ein Lithium-Aluminium-Silikat, erst mit der Entwicklung zum superleichten Metall ins Blickfeld gerückt, findet sich auch in Deutschland in ausgedehnten Lagerstätten, die ihrer eingehenden Aufsuchung entgegensehen.

#### Seltenerdmetalle
Das periodische System kennt 14 Metalle der Seltenen Erden, als Lanthanoide bezeichnet. Hinzugenommen werden Scandium, Yttrium und Lanthan, sodass oft von 17 Elementen gesprochen wird. Eine Unterteilung nach Atommasse unterscheidet leichtere von schwereren Elementen, wobei die für eine neue Technologie und ihre nachgeordneten Anwendungstechniken besonders gesuchten schwereren hinsichtlich Vorkommen und Ergiebigkeit den leichteren nachstehen.
Dabei gewannen die Seltenen Erden zu einem noch um die Mitte des 20. Jahrhunderts nicht entfernt zu erwartenden Ausmaß an Bedeutung. Ein Wirtschaftsbeitrag titelte in diesem Zusammenhang: „Aus Salz wurde Gold“. Der hohe Bedarf in den letzten beiden Jahrzehnten an den Elementen für die Spitzentechnologien führte 2010/2012 zu problematischen Preis-Turbulenzen auf dem Weltmarkt.
Hintergrund

„Seltene Erdmetalle“ sind keineswegs im Wortsinne „selten“, aber lange galt, dass zwar nur 30 % der auf 100 Millionen Tonnen geschätzten Weltreserven aus erdgeschichtlichen Gründen (lithophile Anreicherungen) in China liegen, das jedoch 2010 mit 95 % der Förderung von 135.000 t, den Weltverbrauch bediente. Neuere Berichte relativieren frühere Aussagen und verweisen auf bei nachhaltiger Aufbereitung abbauwürdige Vorkommen in allen Erdteilen, vornehmlich in Australien, in Vietnam, in Kanada, den USA und auch auf Grönland. In Sachsen-Anhalt befindet sich das Vorkommen Storkwitz. Durch die Knappheit angeregtes Prospektieren führt zu überraschenden Ergebnissen: „Japan entdeckt seltene Erden in seinen Gewässern“, hochkonzentriert, jedoch in einer schwierig auszubeutenden Tiefe von 5000 Metern.
Durch diese expansiven Aktivitäten verlor China mittlerweile das Monopol in der Rohstoff-Produktion, doch behielt es die Dominanz in den Techniken zur Weiterbearbeitung, die seit 2019 zu latenten Konflikten mit den USA führten. Zu den Ergebnissen der neuen Elektrokommunikation zählt jedoch auch die Entwicklung allgegenwärtiger Informationsmöglichkeiten.
Verarbeitung und Anwendung

Enthalten sind die seltenen Erdmetalle in unterschiedlich häufig vorkommenden Mineralien mit vorwiegend oxidisch-silikatischem Charakter. Ein scandiumreiches Mineral ist der in Norwegen und auf Madagaskar zu findende Thortveitit. Die meisten Vorkommen sind von Yttrium bekannt, da es in zahlreichen Mineralien begleitend enthalten ist, die wenigsten von Lutetium. Lanthan findet sich in Monazitsand (sekundäre, angereicherte Ablagerungen von Cerphosphat) zusammen mit anderen „leichten“ seltenen Erdmetallen als Begleiter. Man bezeichnet diese Vorkommen auch als Ceriterden, da sie lange ausschließlich der Gewinnung von Cer dienten. Technisch komplex ist die Trennung von Trägermineralien oder -erzen wie zum Beispiel in Bauxit.
Zur Gewinnung der reinen Elemente werden die Mineralien meist nasschemisch bearbeitet und dabei zu Chloriden umgewandelt, die getrocknet und danach einer Schmelzflussanalyse unterzogen werden.
Cer, vielfältig eingesetztes Element dieser Gruppe, wurde bereits im 19. Jahrhundert industriell genutzt, sowohl für die Glühstrümpfe der noch verbreiteten Gasbeleuchtung, als auch als Basis für die von Carl Auer von Welsbach entwickelte Legierung zur Herstellung von Zündsteinen, u. a. für Taschenfeuerzeuge.
Eine Legierung aus 48–52 % Cer, dem man außer Lanthan noch weitere Lanthanoide sowie 0,5 % Eisen zusetzt, wird seit dem 20. Jahrhundert bei Gusseisen mit Kugelgraphit, und bei Legierungen vieler Nichteisenmetalle als „Cermischmetall“ zur kornfeinenden Gefügebeeinflussung (siehe Schmelzebehandlung) verwendet.
Im Bereich moderner Elektronik, für Flachbildschirme, Energiesparlampen, Akkus, Hybridmotoren und weitere neue Produkte sind die meisten Lanthanoide gesuchte Rohstoffe.
Recycling

Unverändert wird über eine zu geringe Recyclingquote berichtet.
Nicht zu den Seltenerdmetallen gehörend, aber oft wegen ihres aus modernen Techniken resultierenden Anwendungsbereiches zusammen mit ihnen genannt, sind die unter anderen auch als „Sondermetalle“ gehandelten, niedrigschmelzenden Elemente Gallium, Indium (F 156,4) und Thallium (als Rattengift bekannt), die elektrolytisch aus ihren natürlichen Verbindungen gewonnen werden.

#### Aluminium
Bescheiden war bei Aluminium der Anfang. Friedrich Wöhler reduzierte es 1828 erstmals als ein graues Pulver, obschon Aluminium als Element schon 1825 von Hans Christian Ørsted entdeckt wurde. Die Herstellung geschmolzener Kügelchen aus Aluminium gelang erst 1845. 1854 wurde von Robert Wilhelm Bunsen zur Gewinnung nutzbarer Mengen die Schmelzflusselektrolyse vorgeschlagen. Henri Etienne Sainte-Claire Deville stellte es 1855 erstmals in einem Prozess dar und nannte es „Silber aus Lehm“, wegen der damaligen Kosten seiner Herstellung. 1886 wurde das Verfahren von Charles Martin Hall und Paul Héroult gleichzeitig zu einem Patent angemeldet, das bis heute Grundlage der Aluminiumerzeugung ist und ihm den Weg zu einem Gebrauchsmetall geöffnet hat. Es dauerte nochmals zehn Jahre, bis mit Hilfe starker, die Wasserkraft des Rheinfalls nutzender Turbinen die erste Aluminiumhütte der Welt im schweizerischen Neuhausen am Rheinfall den Betrieb aufnahm (errichtet von der Aluminium Industrie Aktiengesellschaft, kurz AIAG, der späteren Alusuisse). Weitere zehn Jahre später nahm ebenfalls die AIAG in Rheinfelden (Baden) am Hochrhein die erste deutsche Aluminiumhütte (Aluminium Rheinfelden) in Betrieb, die ihre Energie vom kurz zuvor erbauten Wasserkraftwerk Rheinfelden bezog.
2014 wurde allein von den fünf arabisch dominierten Primärhütten der GCC knapp fünf Millionen t Rohaluminium erzeugt (das energiereiche Russland verfehlt mit RUSAL, das 2014 nur 3,6 Millionen t erzeugte die Marktführerschaft bei einer Gesamtnachfrage 2015 von 59 Millionen t). Deutschland nennt pro Einwohner 2011 einen Verbrauch von 28 kg Aluminium.
Das chemisch ähnliche Scandium mit der Dichte von 2,985 g·cm−3 ist ein Leichtmetall, das erst im Zeitalter der Raumfahrttechnik Interesse findet. Bor ist ein weiteres Nichtmetall, das nur in Form oxidischer Verbindungen vorkommt. In der Metallurgie wird es bei der Härtung von Stählen, als Zusatz bei Aluminium-Legierungen und als Neutronenbremse in der Nukleartechnik verwendet.
Als Erdmetalle lassen sich dem an erster Stelle stehenden Aluminium Elemente beiordnen, die zwar nicht in die gleiche Gruppe des periodischen Systems gehören, sich jedoch metallurgisch insofern vergleichbar darstellen, als sie in der freien Natur nie in Erzlagerstätten vorkommen, sondern nur als Mineralien, in Form chemischer Verbindungen, meist sind es Chloride, Silikate oder Carbonate.

#### Magnesium, Titan
Das wegen seines geringen Gewichts unverändert an industrieller Bedeutung weiter zunehmende Magnesium wird sowohl aus Chlorid gewonnen (Israel, Totes Meer, Carnallit als Abraumsalz im Kalibergbau), weitaus größere Mengen aber weltweit aus der Reduktion von Magnesit.
Eine Ausnahmestellung nimmt Titan ein. Es kommt als Erz in Form von Rutil, Anatas, Brookit oder Ilmenit vor. Mehrheitlich wird es aus Ilmenit- und Rutilsanden gewonnen und lässt sich insoweit den Erdmetallen zur Seite stellen. Mit einer Dichte von nur 4,5 g·cm−3 zählt es noch zu den Leichtmetallen.
Mit den Erdmetallen und ihnen erschließungstechnisch verwandten Elementen beginnt die „Leichtmetallzeit“. Als metallurgische Epoche muss sie in jedem Fall gesehen werden und tritt zunehmend neben die noch immer dominierende „Eisenzeit“. In einem überschaubaren Zeitraum werden die Leichtmetalle das Eisen nicht so verdrängen, wie dieses die Bronze verdrängte und diese zuvor das Kupfer und das wiederum das Steinbeil und den Faustkeil.

## Stand der Metallurgie zu Beginn des 21. Jahrhunderts

### Gewinnung der Ausgangsstoffe

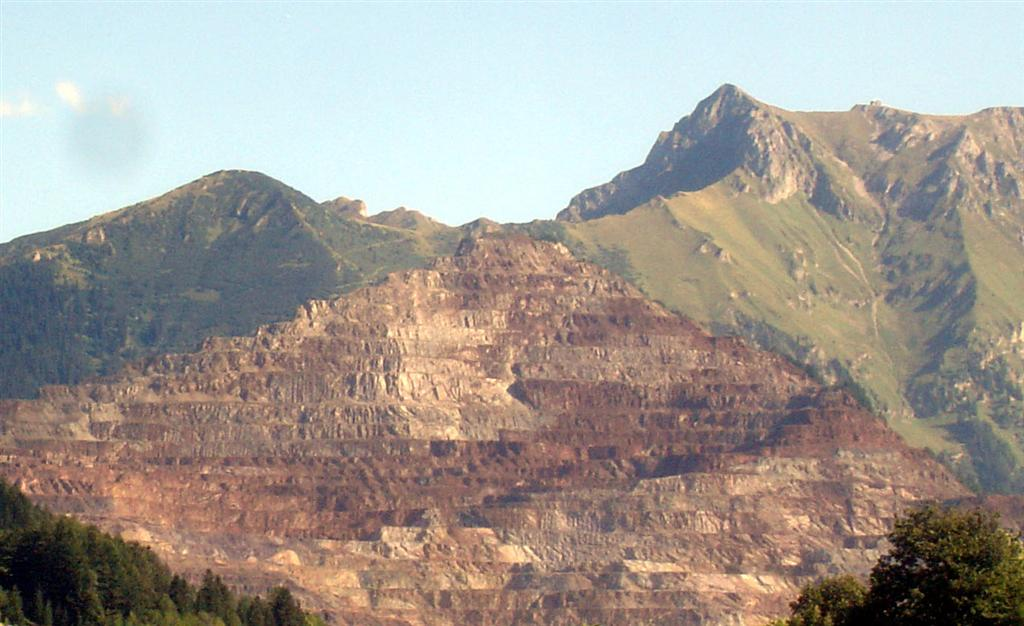
Tagebau am Erzberg (Österreich)

„Gediegenes“, also reines, Metall zu finden, stellte immer schon eine Ausnahme dar. Es wird das Metall im Erz gesucht. Die zu den Geowissenschaften gehörige Lagerstättenkunde behandelt die Entstehung der Vorkommen. Die angewandten Wissenschaften rund um den Bergbau (Prospektion und Exploration) beschäftigen sich mit der Aufsuchung, der Erkundung und dem Abbau möglichst „höffiger“ Vorkommen, das heißt solcher, die eine gute Erzausbeutung versprechen – wobei die Technik und Weiterverarbeitung stark vom Metallgehalt der Lagerstätte abhängig ist.
Unterirdisch gelegen wird im Stollen abgebaut (historische Beispiele: Silberbergbau am Cerro Rico im bolivischen Potosí bis 1825, heute findet man dort nur noch Kupfer, Zinn und Blei). Bekannt ist auch der historische Goldabbau in Österreich („Rauriser Tauerngold“). Weitere für Tagebau typische europäische Beispiele finden sich im schwedischen Falun (Blei, Zink, Kupfer), im österreichischen Erzberg (Eisen) und davon nur unweit entfernt in Mittersill (Wolfram).
Zu den wichtigen Lagerstätten gehören außer offenen Erzvorkommen („Ausbisse“ genannt), weltweit anzutreffende, nicht nur Erz, sondern „Gediegenes“ enthaltende, geologisch so bezeichnete „Sande“ und „Seifen“. Sie werden nach der Art ihrer Entstehung unterschieden. Metallurgisch am bedeutsamsten sind die residualen, nach Verwitterung von Umgebungsgestein übrig gebliebenen (beispielsweise Magnetit oder Magneteisenerz) und die alluvialen, von zu Tal gehendem Wasser angeschwemmten (z. B. 1848 in Kalifornien sehr goldreich am American River entdeckt) sowie, geologisch vergleichbar, die zinnhaltigen, marinen, küstennahen Seifen Malaysias und Indonesiens mit einem Anteil von 30 % an der Weltproduktion, ebenso der Cer enthaltende Monazitsand Westaustraliens sowie die titanhaltigen Ilmenitsande (black sands). Als „Rückstandsgesteine“, den „Sanden“ nahestehend, gelten die Nickel-Laterit-Erze, die sich geologisch bedingt nur in niederen, äquatornahen Breiten finden.
Die als Coltan (Columbit-Tantalit) bekannten zentralafrikanischen Vorkommen tantal- und niobhaltiger Erze (auch in Schwemmseifen zu finden) werden besonders wegen der Korrosionsfestigkeit des gewonnenen Tantals für Instrumente und Apparaturen (Schaltkreise) ausgebeutet. Hohe Härte lässt Tantal, Niob und das verwandte Vanadin (Vanadingruppe des periodischen Systems) zu gesuchten Begleitmetallen von Edelstählen werden.
Nachklassisch, da an erst in der Moderne entwickelte Verfahren gebunden, dieser Metallurgie noch zuzuordnen sind:
- die elektrolytische Gewinnung der Alkalimetalle aus dem bergwerksmäßigen Abbau ihrer Chloride und der ebenso betriebene Abbau von Uranpecherz als uranhaltigem Mineral;
- die Stand der Technik darstellende Gewinnung von Magnesium aus dem Abbau von Magnesit (Australien) über die Zwischenstufe Magnesiumchlorid, das zum geringeren Teil weiterhin aus seinem Anteil am Meerwasser zu gewinnen ist;
- der offene Abbau von Bauxit, einem rötlichen Sedimentgestein, das – zu reiner Tonerde umgewandelt – Grundstoff der Aluminiumerzeugung ist;
- als Zukunftsaufgabe mit großem metallurgischen Nutzen gilt der zwar schon seit Jahrzehnten prospektierte, technisch immer noch nicht befriedigend gelöste Tiefseebergbau von Manganknollen mit bis zu 27 % Mangan und weiteren Metallen, darunter bis zu 1 % Nickel. Mehr noch gilt dies für die seit 2007 unter dem Nordpol in 4000 m Tiefe vermuteten Lagerstätten von Mineralien, Erdöl und Erdgas.
- Die zunehmende Bedeutung der Recyclingmetallurgie, die es sich zur Aufgabe gemacht hat,vornehmlich Industriemetalle, aber auch knappe, metallurgisch wichtige Elemente nachhaltig zu nutzen.

### Einteilung der Metalle nach metallurgischer Bedeutung
Eine gebräuchliche Einteilung geht vom prozentualen Anteil an den Elementen der Erdkruste aus, also ohne Berücksichtigung des Nickel-Eisen-Erdkerns. Diese Einteilung besagt indessen noch nichts über die metallurgische Bedeutung. Beryllium hat einen Anteil von nur 0,006 % und doch kann ohne seinen Zusatz als Oxidationshemmer das mit 1,95 % reichlich vorhandene Magnesium nicht geschmolzen und vergossen werden.
Die Praxis hält sich eher an die Unterscheidung zwischen Hauptmetallen – das heißt Metallen, die verbreitet die Basis von Legierungen sind – und Nebenmetallen. Aluminium ist ein Hauptmetall geworden, erst im 20. Jahrhundert wurde es als solches erkannt, weil es gleich dem Silicium in der Natur nicht metallisch vorkommt. Das Tonmineral Bauxit (früher oft als „Aluminiumerz“ bezeichnet) wird zu Tonerde verarbeitet und aus dieser seit dem Ende des 19. Jahrhunderts elektrolytisch Aluminium gewonnen. Zu den Hauptmetallen gehören auch die metallurgisch wie chemisch wichtigen Alkali- und Erdalkalimetalle Natrium, Kalium, Calcium und Magnesium. Da sie niemals metallisch, sondern nur in Form nichtmetallischer Verbindungen, als Salze, Carbonate und Silikate vorkommen, wurden sie an früherer Stelle (Abschnitt Die „Erdmetalle“ kommen), auch wegen der annähernden Vergleichbarkeit des Gewinnungsprozesses, den Erdmetallen beigeordnet. Die seltenen Erdmetalle verlangen einen besonderen Abschnitt (siehe dort).
Zu den „Erdmetallen“ gehört auch Silicium, das mehrere Funktionen hat. Primär ist es ein Halbmetall, das in der Natur nur als Quarzit oder Quarzsand (SiO2) vorkommt, aus dem es nur in einem elektrochemischen Reduktionsverfahren im Lichtbogenofen mit Kohleelektroden „carbothermisch“ gewonnen werden kann. Bei gleichzeitigem Zusatz von Eisenschrott entsteht „in situ“ (im Prozessablauf) das unter anderem für die Stahlberuhigung nach dem Frischen verwendete Ferrosilicium (FeSi). Wie Aluminium und Mangan wirkt Silicium desoxidierend (sauerstoffentziehend).
Bei Aluminium-Silicium-Legierungen bestimmt Silicium die Legierungseigenschaften von Knetlegierungen wie auch Gusslegierungen. Eine zusätzliche Schmelzebehandlung (Feinung bzw. Veredelung) verhindert bei Letzteren die nachteilige primäre Grobausscheidung des Siliciums bei langsamer Erstarrung der Schmelzen, sei es im Sandguss, wie etwa bei Motorenteilen (z. B. Kurbelgehäuse, Zylinderköpfe), aber auch bei schwerem Kokillenguss.
Bei sehr spezialisierten Kupferlegierungen (Siliciumbronze) ist es ein Legierungsbegleiter und in der Halbleitertechnik hat es eine eigene Position errungen. In einem aufwändigen Verfahren der „Reinstmetallurgie“ (das heißt erzielter Reinheitsgrad eines Metalls im Bereich 99,999 %, sogenanntes „Fünfneunermetall“) hergestellt, ist es Grundlage für Chips, die in der Computertechnik unverzichtbar sind. Der deutsche Anteil an der Weltproduktion ist beachtlich (beispielsweise Chipfertigung in Dresden).
Auch bei der Herstellung von Solarzellen wird Silicium als Halbleiter eingesetzt.
Eine weitere Möglichkeit der Einteilung trennt die Schwer- von den Leichtmetallen. Schwermetalle weisen eine Dichte größer 5 auf. Osmium mit der Dichte von 22,45 g·cm−3 steht hier an der Spitze, gefolgt vom weitaus bekannteren, da auch für Schmuckstücke verwendeten Platin mit einer Dichte von 21,45 g·cm−3. Kupfer (8,93 g·cm−3), Eisen (7,86 g·cm−3) und Zink (7,14 g·cm−3) folgen mit Abstand. Bei den Leichtmetallen führt als leichtestes Lithium mit 0,54 g·cm−3 gefolgt von Magnesium mit 1,74 g·cm−3 und Aluminium mit 2,70 g·cm−3 Titan mit einer Dichte von 4,5 g·cm−3 wird noch den Leichtmetallen zugeordnet.
Verbreitet ist ferner eine Einteilung in „Basismetalle“ und „Legierungsbegleiter“, was zahlreiche Elemente einschließt, die oft nur in Spuren zugefügt werden und dennoch von Bedeutung sind. Kupfer, Eisen, Blei, Zinn, Zink, Nickel gelten – entwicklungsgeschichtlich bedingt – als Basismetalle. Aluminium, Magnesium und Titan werden jedoch inzwischen, von der wirtschaftlichen und metallurgischen Bedeutung her, den historischen Basismetallen gleichgestellt.
Eine schon einleitend genannte Unterscheidung sieht an erster Stelle das mengenmäßig bedeutendere Eisen und seine Metallurgie. Erst mit Abstand folgen die Nichteisenmetalle.
Aktuelle Klassifizierungen unterscheiden auch zwischen „Massenmetallen“, wie etwa Eisen, Kupfer, Zink usw. und Sonder-, Seltenerd- und als Untergruppe den Technologiemetallen. Zu den Sondermetallen werden sowohl Gold, Silber und die Platinmetalle gezählt, aber auch Seltenerdmetalle, Refraktärmetalle und als (sogenannte) „Technologiemetalle, Indium, Germanium, Gallium, Rhenium, Selen und Tellur“. Allen gemeinsam ist ihr Zusatz zu „Massenmetallen“ in stets nur geringen Mengen und ein zunehmend steigendes Recyclinginteresse.

#### Hauptmetalle

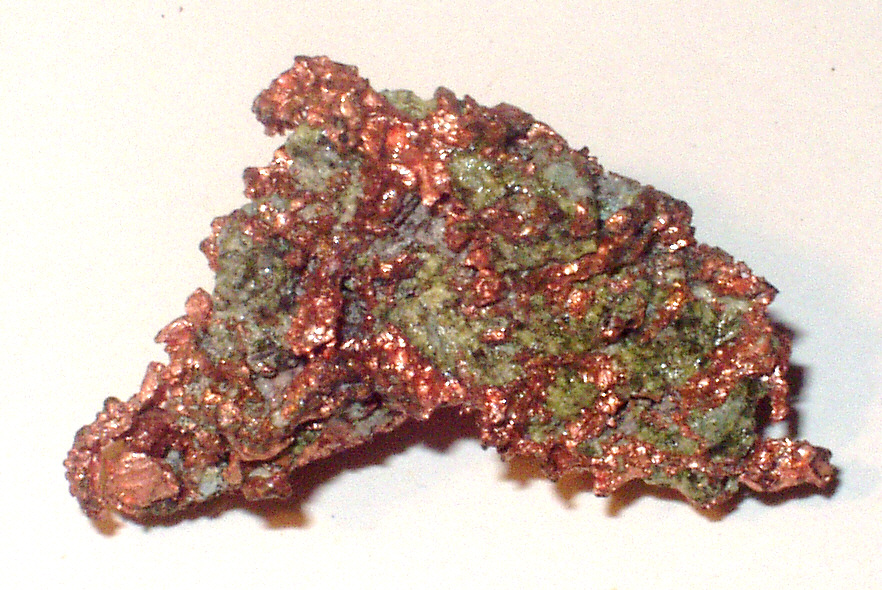
Kupferstufe (Rotkupfererz)

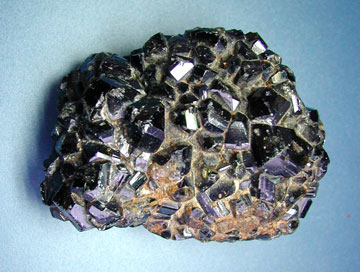
Kassiterit (Zinnstein)

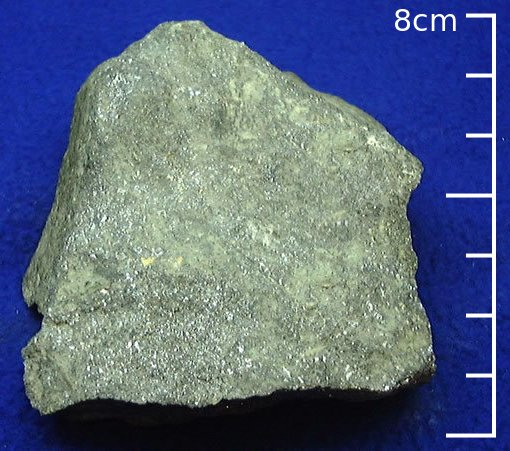
Bleierz

Kupfer wird als Hauptmetall entweder auf dem „trockenen Weg“ für die reicheren Erze, oder dem „nassen Weg“ für die ärmeren Erze gewonnen. Der zu Reinkupfer führende Verfahrensgang ist mehrstufig. Er beginnt mit dem Rösten des Erzes, dem die Rohschmelze mit weiteren Arbeitsgängen folgt, entweder im Schachtofen („deutscher Weg“), oder im Flammofen („englischer Weg“). Das Produkt ist nun Schwarzkupfer mit mehr als 85 % Kupfergehalt. Dessen weitere Raffination erfolgt heute nur noch selten im Flammofen. Üblich ist vielmehr Schwarzkupferplatten elektrolytisch zu raffinieren. Das dabei anfallende Reinkupfer ist ein wasserstoffhaltiges Kathodenkupfer, auch als Blistercopper (blasiges Kupfer) bezeichnet. Hochrein und sauerstofffrei ist es „Leitkupfer“ (Reinkupfer mit definierter elektrischer Leitfähigkeit) für die Elektroindustrie.
Die Masse des verfügbaren Raffinadekupfers wird – zumeist legiert – zu Knet- oder Gießmaterial. Zu Blechen verwalzt, fällt Reinkupfer besonders im Bauwesen auf. Gegenüber Witterungseinfluss sehr stabil, werden zunehmend Kupferbleche für Dachbedeckung und Regenrinnen verwendet. Die mit der Zeit entstehende Patina (Grünfärbung) wurde schon früher geschätzt. Fälschlich als giftiger Grünspan bezeichnet, besteht sie tatsächlich aus ungiftigem Kupfersulfat und -carbonat.
Zwar werden alle Legierungen mit dem Hauptbestandteil Kupfer als Kupferlegierungen bezeichnet, doch zwischen Bronzen und Sonderbronzen (vergleiche Berylliumbronze) sowie Messingen (Alpha- oder Beta-Messing mit 63–58 % Zink), gibt es deutliche Unterschiede im Aussehen und den mechanischen Eigenschaften. Ein Beispiel gibt das farblich völlig vom rötlichen Kupferton abweichende „Neusilber“, früher auch als Weißkupfer und noch in neuerer Zeit auch mit dem in seinem Ursprungsland China entstandenen Begriff „Packfong“ bezeichnet.
Reinkupfer ist Träger zahlreicher als „Vorlegierung“ in nichteisenmetallurgischen Prozessen zugesetzter Elemente. Bei Gusseisen ist Kupfer ein positive Eigenschaften bedingendes Legierungselement.
Zinn ist seit der Bronzezeit wichtigstes Begleitmetall des Kupfers. Als Reinzinn wird es wenig verarbeitet, da zu weich. Ausführlicheres siehe unter „Zinn.“
Blei (Bleisulfid) fällt wegen der Häufigkeit seines Vorkommens und wegen des niedrigen Schmelzpunktes vielleicht noch vor Kupfer, ungefähr um 6000 v. Chr., als metallurgisch nutzbar auf (s. auch unter Literatur: 5000 Jahre Gießen von Metallen) Geschichtlich tritt es zur (Römerzeit) als viel verwendetes, leicht zu bearbeitendes Hauptmetall in Erscheinung. Seit dem 20. Jahrhundert, insofern spät, wird es wegen seiner Giftigkeit für trinkwasserführende Systeme (Bleirohre) nicht mehr verwendet. Blei wird aus dem gleichen Grund als eine der Ursachen für den Untergang des Römerreichs angesehen. Ebenfalls giftig sind auf der Grundlage von Bleioxid hergestellte Farben („Bleiweiß“, Bleimennige) und Kinderspielzeuge, an oder in denen dieses enthalten ist.
Blei-Antimon-Legierungen als Schriftmetalle sind als Folge moderner Drucktechnik weitgehend bedeutungslos geworden. Unverzichtbar ist Blei vorläufig noch für Akkumulatoren und als Bestandteil bleihaltiger Lagermetalle. Hier ist es besonders Bleibronze, eine Kupfer-Blei-Zinn-Legierung mit bis zu 26 % Bleianteil, die für hoch beanspruchte Gleitlager in Automobilmotoren verwendet wird.
Bei Messing-Knetlegierungen ist Blei ein die Zerspanung begünstigender Zusatz (maximal 3 %). Mit bis zu 7 % ist es Legierungsbegleiter von Kupfer-Zinn-Zink-Gusslegierungen (Maschinenbronze).
Eisen wird zu Gusseisen oder Stahl allein durch seine Begleitelemente (Eisenbegleiter), die obschon bei der Stahlherstellung unverzichtbar, mengenmäßig Nebenmetalle bleiben. Für Hartstahl wird Mangan zugesetzt, das im Spiegeleisen mit 50 % enthalten ist. Ferromangan ist ein Manganträger mit 75–85 % Mangan. Zum Einsatz bei der Stahlerzeugung, wie bei Gusseisen gelangen ferner Chrom, Nickel, Molybdän, Vanadium, Cobalt (siehe auch unter „Industriemetalle“), Titan, das Halbmetall Silicium (als Ferrosilicium/FeSi zugesetzt) und die Nichtmetalle Kohlenstoff, Phosphor und Schwefel.
Zink wird als Reinzink mit 0,5 % Kupfer legiert beim Verzinken von Stahl als Korrosionsschutz in großen Mengen verbraucht. Zinkbleche und -bänder aus mit 0,1 % Kupfer oder Titan sehr „niedrig legiertem Rein- oder Titanzink“ werden im Bauwesen verwendet. Ferner ist Zink Basismetall für Feinzink-Gusslegierungen mit Kupfer- und Aluminiumanteilen. Als wichtiger Begleiter findet sich Zink bei Kupferlegierungen (siehe oben), besonders seit mehr als zwei Jahrtausenden bei Messing.
Aluminium gibt es als genormtes Hüttenaluminium (Reinheit 99,5–99,9 %), als Reinaluminium mit einem Reinheitsgrad von 99,99 % („Vierneunermetall“) und sogar als Reinstmetall (> 99,9999 %). Seine eigentliche Bedeutung als Knet- und Gusswerkstoff wird aber von zahlreichen legierungsbildenden Begleitelementen bestimmt, zu denen das Basismetall Kupfer gehört. Alfred Wilm entwickelt 1909 das patentrechtlich geschützte Duraluminium (Markenname DURAL), die erste aushärtbare Legierung bestehend aus Aluminium, Kupfer und Magnesium (AlCu4Mg1) Diese Legierung wird vor allem im Flugzeugbau eingesetzt, zuerst bei Junkers/Dessau. Aladár Pácz gelingt 1920 die gefügebeeinflussende „Veredelung“ der eutektischen Aluminium-Silicium-Zweistofflegierung (rechtlich geschützt als „ALPAX“ und als „Silumin“) mittels Zugabe von weniger als 150 ppm Natrium. Daraus wird im Bereich von 7–13 % Silicium-Anteil die heute als Formguss meistverarbeitete Legierungsgruppe. Wenig später folgen Aluminium-Magnesium-Legierungen (rechtlich geschützt als seewasserfestes Hydronalium und in einer Variante mit Titanzusatz „besonders seewasserfest“). Vielseitig verwendbar als Walz- und Knetmaterial ist die Legierung AlMgSi mit je 0,5 % Silicium und Magnesium. Neben ihr gibt es Legierungen mit Kupfer, Titan, Zink, Mangan, Eisen, Nickel, Chrom und anderen Elementen, wobei die von den Legierungen verlangten, zunehmend stärker spezifizierten Eigenschaften die Begleitelemente nach Art und Menge bestimmen. Soweit nicht als Fertiglegierung vorliegend, können sie einer Basisschmelze aus Reinaluminium als „Legierungsmittel“ oder „Vorlegierung auf Aluminiumbasis“ zugefügt werden.

#### Begleitmetalle
Neben dem Begriff „Begleitmetalle“ (synonym: „Legierungsbegleiter“) gibt es den umfassenderen Begriff „Begleitelemente“. Diese werden regelmäßig zur Herstellung von Legierungen verwendet. Der Anteil dieser Begleitelemente beginnt bei Zehntelprozenten und weniger und geht bis zum zweistelligen Prozentbereich. Beispiele: AlCuTi mit 0,15–0,30 % Titan; AlSi 12 mit 10,5–13,5 % Silicium. Die Werkstoffentwicklung kennt inzwischen nur noch wenige Elemente, beispielsweise radioaktive, die sich nicht dazu eignen, Eigenschaften neu entwickelter Legierungen potentiell zu verbessern. Besonders im Bereich der „Seltenen Erden“ werden außer dem schon lang bekannten Cer (siehe bei Cer-Mischmetall) und dem ihm zugehörigen Lanthan (griechisch: „das Verborgene“) weitere verwandte Elemente, wie Neodym (für starke Dauermagnete) oder Praseodym (in seinen Verbindungen für Farbgläser mit UV-Absorption) nutzbar.
Beispiele für weitere wichtige Begleitelemente sind das Nichtmetall Phosphor in übereutektischen AlSi-Kolbenlegierungen, oder Beryllium, ein Leichtmetall mit einer Dichte von 1,84 g·cm−3, das in Form seiner Dämpfe indessen giftig ist. Beryllium wird für aushärtbare Bronzen (Berylliumbronze), für funkenfreie Werkzeuge im Bergbau, als Desoxidationszusatz für Leitkupfer (hier über eine fünfprozentige Vorlegierung) und im ppm-Bereich (ebenfalls über Vorlegierung dosiert) bei Aluminiumlegierungen zur Güteverbesserung sowie zur Verringerung der Oxidation der Schmelze zugesetzt, eine Maßnahme, die beim Schmelzen und Vergießen von Magnesiumlegierungen unabdingbar ist.
Die Jahresweltproduktion von Beryllium – von dessen seltener, durchsichtiger Kristallform Beryll übrigens unser Wort Brille abgeleitet ist – wird mit 364 t angegeben.

### Metallurgische Grundprozesse
Die im Abschnitt „Gewinnung der Ausgangsstoffe“ hinsichtlich Vorkommen und Gewinnung beschriebenen Elemente durchlaufen nach dieser ersten Prozessstufe eine weitere, die der Aufbereitung, bevor sie durch Verhüttung zu rein oder legiert nutzbaren Metallen und Halbmetallen werden.
Eine erste Scheidung oder Sichtung wird noch dem Bergbaubereich zugerechnet, der sowohl Stollenabbau, als auch ein Tagebau sein kann. Die darauf folgende Verarbeitungsstufe gilt bereits als „hüttenmännische“ Arbeit. Die erforderlichen Maßnahmen sind dabei so vielfältig, wie die Ausgangsstoffe selbst. Grundsätzlich unterschieden wird in trockene und nasse Verfahren, jeweils mit dem Ziel einer „Anreicherung“. Im Stollenabbau gefördertes „Haufwerk“ bedarf der Trennung des werthaltigen, erzreichen, vom wertlosen, erzarmen, „tauben“ Material, das als „Gangart“ bezeichnet wird. Für die Trennung wird das Gestein durch Mahlen weiter zerkleinert, es folgen Sieben, Sichten und gegebenenfalls Magnetscheidung. Bei Gewinnung im Tagebau ist zumeist vorher Abraum unterschiedlicher Mächtigkeit zu entfernen.
Die weitere Verarbeitung der aufbereiteten Stoffe vollzieht sich mit den im Folgenden beschriebenen Grundtechniken.

#### Pyrometallurgie
Pyrometallurgie ist die thermische Weiterbearbeitung von Erzen oder bereits gewonnenem Metall, sei es oxidierend, also unter Sauerstoffzufuhr erhitzt (Abrösten), oder reduzierend in sauerstofffreier Ofenatmosphäre. Zuzuordnen ist hier die Feuerraffination (Oxidieren und Verschlacken unerwünschter Elemente), ferner die Seigerung, worunter die Entmischung einer Schmelze unter Ausnutzung von Dichteunterschieden im Schmelzgut zu verstehen ist (Beispiel: Oberhalb seiner Löslichkeitsgrenze in Kupfer seigert Blei aus einer Kupferlegierungsschmelze aus, sinkt auf den Boden des Schmelzgefäßes). Ähnlich verhält es sich bei der Destillation, die bei vorgegebener Temperatur unterschiedliche Dampfdrücke der Stoffe zur Trennung in Fraktionen nutzt (Beispiel Zinkgewinnung aus abgeröstetem Zinkerz in Muffelöfen).
Letzter Stand der Technik ist ein Zweistufenverfahren, um aus Kupfer und Goldkonzentraten Verunreinigungen, wie etwa Arsen, Antimon und Kohlenstoff durch Abrösten zu entfernen.

#### Hydrometallurgie
Hydrometallurgie bedeutet ursprünglich Vorbereitung von Erzen zur Verhüttung durch kalte oder warme Trennverfahren (Kalt- oder Heißextraktion) mittels Wasser. Die historische Flotation, weiterentwickelt zur Sink-Schwimmtrennung, ermöglicht es, im Abbau gewonnenes Erz weiter anzureichern. Gleichen Zwecken dient das Auslaugen und Auskochen. Die Extraktion durch Säuren, Laugen, organische Lösungen und Bakterien gehört ebenfalls zur Hydrometallurgie. Sind Bakterien beteiligt, spricht man vom Bioleaching. Durch chemische Fällungsverfahren oder mittels Elektrolyse werden ferner aus armen Erzen, die in geringerer als einprozentiger Konzentration enthaltenen Elemente gewonnen, beispielsweise Edelmetalle. In diesen Fällen wird die Hydrometallurgie als „Elektrometallurgie auf nassem Wege“ bezeichnet.

#### Elektrometallurgie

Schema Schmelzflusselektrolyse zur Gewinnung von Aluminium

Die Elektrometallurgie umfasst elektrothermische und carbothermische (siehe Siliciumherstellung) sowie elektrolytische Verfahrenstechniken. Die moderne Stahlerzeugung, die den Hochofen durch den mit oxydreichem Schrott beschickten Induktionsofen ersetzt, kann ebenfalls als elektrometallurgisches Verfahren bezeichnet werden (Elektrostahl)
Mittels der Schmelzflusselektrolyse wird aus einem Tonerde-Kryolith-Gemisch Aluminium an der Kathode freigesetzt (Hall-Héroult-Verfahren). Zum Einsatz kommen dabei eine Kohlewanne für das Gemisch, die gleichzeitig als Kathode fungiert, und von oben zugeführte, stromführende Anoden. Das heute allgemein angewandte Bayer-Verfahren gewinnt das Aluminium in einem kontinuierlichen Prozess der Metallentnahme und Gemischzuführung von Tonerde, wie der in besonderen Tonerdefabriken aufbereitete und getrocknete Bauxit genannt wird. Zur Produktionskontinuität gehört bei der Elektrolyse des Tonerde-Kryolith-Gemischs der fortlaufende Ersatz verbrauchter Anoden. Die über einige Jahrzehnte den Standard bildende Söderberg-Anodentechnik wird durch das hinsichtlich Energieverbrauch, Anodenerhalt und Ausbeute deutlich verbesserte Pechiney-Verfahren zunehmend abgelöst; bestehende Altanlagen werden stillgelegt oder umgerüstet.
Nach dem Prinzip der Schmelzflusselektrolyse eines Chloridgemischs (weil mit Gemischen stets die erforderliche Reaktionstemperatur erniedrigt wird) können alle Alkalimetalle aus ihren Salzlösungen gewonnen werden.
Für das zunehmend Bedeutung gewinnende Erdalkalimetall Magnesium schlägt Bunsen bereits 1852 die Elektrolyse im Gemisch mit Flussspat vor. Heute wird es im Prinzip noch auf die gleiche Weise dargestellt, sei es direkt aus natürlichem Magnesiumchlorid (Bischofit), oder nach Abtrennung aus magnesiumchloridhaltigen Mischsalzen (Carnallit), oder aus dem Magnesiumchlorid-Anteil (bis zu 0,4 %) des Meerwassers. Technisch bedeutender ist die bereits genannte Umwandlung von Magnesit MgCO3 oder Bitterspat (große Vorkommen unter anderem in Australien) in einem chemischen Prozess zuerst zu Magnesiumchlorid. Eine nachfolgende Elektrolyse, die seit Bunsens Erkenntnissen praktisch dem Verfahren der Aluminiumgewinnung gleicht (Pionier auf diesem Gebiet: G. Pistor, 1920), führt zu reinem Magnesium. Die erste Mengenerzeugung erfolgte im Werk Elektron-Griesheim der IG Farbenindustrie (geschützte Marke „Elektronmetall“).
Elektrolytisch gewonnenes Magnesium wurde durch ständig hinzukommende Anwendungsbereiche zu einem in seiner industriellen Bedeutung dem Aluminium nicht nachstehenden Erzeugnis der Elektrometallurgie. Man setzte es schon früh u. a. zur Gefügebeeinflussung von Gusseisen, im Luftfahrzeugleichtbau (Zeppelin), in der zivilen wie militärischen Pyrotechnik (Raketen, Leuchtkugeln, Stabbrandbomben) ein. Der Zweite Weltkrieg bedeutete für Magnesium und seine Legierungen einen Entwicklungsschub, denn es war ein von Einfuhren unabhängiger Werkstoff. Im 21. Jahrhundert kommt sein Einsatz der zunehmenden Tendenz zur Leichtbauweise entgegen, besonders bei Fahrzeugen, und es werden nicht nur die Verfahren seiner Gewinnung erweitert, sondern auch die der Verwendung. Vorwiegend sind es im Druckgießverfahren hergestellte Teile, zum Teil ist es „Hybridguss“.

#### Pulvermetallurgie
Der Begriff Pulvermetallurgie wird zwar verbreitet in Fachliteratur und Praxis verwendet, es handelt sich dennoch um keine eigenständige Metallurgie, sondern eine – latent explosionsgefährdete – Technik, geschmolzene Metalle und Legierungen entweder im Flüssigzustand zu Pulver zu verdüsen oder sie aus dem Festzustand heraus in Feinstgranulat umzuwandeln. In Pulvermühlen lässt sich die Mehrzahl der Nutzmetalle – von Aluminium bis Zink – zu Pulvern mit Korngrößen von 0,1 bis 500 µm zermahlen. Wegen der von allen Metallpulvern, mit unterschiedlichem Gefahrenpotential, ausgehenden Explosionsgefahr im Kontakt mit Luftsauerstoff wird eine Inertisierung oder Phlegmatisierung vorgenommen. Stabilisatoren, die von Wachs bis zu Phthalaten reichen, setzen die Explosionsempfindlichkeit herab. Magnesiumpulver ist wegen seines hochpyrophoren Verhaltens ein Sonderfall. Es kann nicht durch Mahlen, sondern nur durch „Abreiben“ vom Blockmetall gewonnen werden.
Bedeutend sind Metallpulver, in diesem Fall korrekt „anorganische Pigmente“ genannt, als Bestandteil von Metallic-Lacken bei Automobilen. Ein völlig anderes Einsatzgebiet ist das Verpressen in Stahlformen unter sehr hohem Druck (2000 bar und mehr). Aus so verpressten reinen Metallpulvern, häufiger legierungsähnlichen Gemischen, können metallische Formteile hergestellt werden (MIM-Verfahren, SLM-Verfahren). Bei heißisostatischer Verpressung, der eine Erhitzung der Pulver bis zur Erweichungsgrenze vorangeht, werden die Eigenschaften gegossener Teile erreicht.
Ein anderer Weg wird bei der Herstellung schwer zu gießender oder aufwändig aus dem Vollen zu fertigender Teile durch Nutzung des 3D-Druck-Verfahrens beschritten. Diese an sich schon seit Jahren bekannte Technik ist inzwischen so weit fortgeschritten, dass auf 3D-Druckern metallische Serienteile für technisch anspruchsvollen Einsatz schichtweise, bis zur vom Rechner vorgegebenen Form, aufgebaut (gespritzt) werden.
Im Formen- und Modellbau kommt Pulver-Flammspritzen zum Einsatz. Das Metallpulver wird dabei durch eine Flamme erweicht, oder auch durch Plasma (Plasmaspritzen). Der Vorteil liegt in der kurzfristig möglichen Herstellung von Werkzeugen – Formen – für Pilotprojekte im Maschinen- und Werkzeugbau (Automobilindustrie).

#### Sekundärmetallurgie
Der Begriff Sekundärmetallurgie wurde ursprünglich nur im Stahlwerk gebraucht, wird aber auch für den Entschwefelungsprozess von Gusseisen angewendet. Er bezeichnet jedoch keine eigenständige Metallurgie, sondern verschiedene, alternativ oder in Abfolge anwendbare, die Stahlschmelzen entschwefelnde, desoxidierende oder „beruhigende“ Maßnahmen, die insgesamt als „Pfannenmetallurgie“ zur Steigerung der Stahlqualität dienen. Gebräuchlich ist die Zugabe von Aluminiumgranulat, Calciumsilicid und einer Reihe anderer, elektrometallurgisch gewonnener Produkte. Neben diesen auf chemischen Reaktionen beruhenden Techniken gibt es auch solche, die rein physikalisch oder physikalisch-chemisch wirken. Dazu gehört das Anlegen eines Vakuums an die Schmelze (mit sich daraus ergebender Entgasungswirkung). Das CLU-Verfahren, allgemeiner als „Uddeholm-Verfahren“ bekannt, führt durch Düsen am Boden einer Pfanne inerte oder reaktive Gase in die Stahlschmelze ein.
Es sind insgesamt Sonderformen der Schmelzebehandlung, wie sie in vergleichbarer Weise bei anderen Metallen (beispielsweise in der Primäraluminiumerzeugung) üblich sind.
Hinzu kommt, dass der Begriff Sekundärmetallurgie zunehmend auch von NE-Metallhütten angewendet wird, die sich, nach Erschöpfung standortnaher Erzabbaugebiete, statt mit der Primärerzeugung von Metall, der Forderung zur Nachhaltigkeit des Umgangs mit Rohstoffen entsprechend, mit deren Wiedergewinnung aus Schrotten und Abfällen, wie Schlämmen und Stäuben befassen, also einen Sekundärkreislauf einrichten.

#### Nuklearmetallurgie
Die Nuklearmetallurgie befasst sich mit den radioaktiven Elementen, deren bekanntestes heute Uran ist. Es wird mittels hydrometallurgischer Verfahren aus dem uranhaltigen Mineral Pechblende gewonnen. Lange gegenüber dem Radium vernachlässigt, das schon im frühen 20. Jahrhundert für medizinische Zwecke verwendet wurde (Nuklearmedizin), erlangte es seine heutige Bedeutung erst im Laufe des Zweiten Weltkriegs. In den USA wurde in den allein für diesen Zweck errichteten „Hanford-Werken“ in großem Maßstab Nuklearmetallurgie betrieben, um genügend Plutonium für den Bau der Atombombe herzustellen. Heute ist die zivile Nuklearmetallurgie darauf ausgerichtet, nicht nur Brennelemente für Kernkraftwerke (Atomkraftwerke) zu gewinnen, sondern sich auch mit der Aufbereitung der verbleibenden Rückstände und der sogenannten „sicheren Endlagerung“ zu befassen (siehe auch bei „Uran“). Wichtiges Nebengebiet der Nuklearmetallurgie sind die weltweit nur in wenigen Kernreaktoren hergestellten Radionuklide für medizinischer Zwecke, wie Technetium-99m (Erzeugung in Technetium-99m-Generatoren) und Iod 131 (z. B. für Szintigraphie).

## Verhüttungs- und Weiterverarbeitungstechnik
Metallurgie und Hüttenwesen gelten bis heute als synonyme Begriffe und die Gewinnung und Aufbereitung der Erze wird als ein der „Verhüttung“ vorausgehender Prozess gesehen.
Eine durch die Fortschritte in Technik und Wissenschaft ermöglichte, anders ausgerichtete Gliederung sieht die Metallurgie als übergeordnete, als Hüttenkunde vermittelte Wissenschaft, die sich der Gewinnungs- und Aufbereitungstechnik und diese sich wiederum der Chemie bedient. Vom somit enger verstandenen Hüttenwesen – einem Begriff, der an erster Stelle auf thermischen Verfahren begründet ist – führt die Entwicklung in bereits geschilderter Abfolge von den vorbehandelten Einsatzstoffen zu nutzbaren Metallen und Legierungen, Halb- und Fertigprodukten.
Der Arbeitsablauf in einer auf Verarbeitung von Erzen ausgerichteten Hütte, gleich ob Eisen oder Nichteisenmetalle zu gewinnen sind, besteht gewöhnlich aus folgenden Schritten:
1. Gattieren (Zusammenstellung des zu verhüttenden Materials) des Einsatzes, auch unter dem Gesichtspunkt der gewünschten Eigenschaften der Ausbringung
2. Einmaliges (diskontinuierliches, an die Ofenfassung gebundenes) oder fortlaufendes (kontinuierliches) Chargieren, also Beschicken eines Ofens, mit ebenso kontinuierlicher Metallentnahme (Beispiele: Hochofen mit bis zu 5000 t Roheisen Tagesausstoß oder die kontinuierlich Rohaluminium liefernde Schmelzflusselektrolyse)
3. Reduzieren des Einsatzes, wiederum entweder chargenweise und mit Chargeneigenschaften (siehe unten) oder mittels kontinuierlichem Nachchargieren und Sammeln des gewonnenen Metalls in einem nur den Chargen-, nicht den Partiecharakter (siehe ebenda) ausgleichenden Mischer.
4. Schmelzebehandlung durch eine oxidierend oder reduzierend vorgenommene Raffination (siehe Sekundärmetallurgie), einschließlich Legieren oder Legierungskorrekturen
5. Vergießen: Einfacher Masselguss oder Weiterverarbeitung (Beispiel: Stahlwerk, das Roheisen entweder zu einfachem Gussstahl oder stranggegossenen Formaten für ein nachgeschaltetes Walz-, Zieh- und Presswerk verarbeitet).

### „Industriemetalle“
Von „Industriemetallen“ wird gesprochen, wenn ein Metall wegen seiner Bedeutung eine eigene Industrie begründet hat. Dies ist zumindest bei Eisen, Kupfer, Nickel, Blei, Zink und Aluminium gegeben. Weiter gefasst ist der Begriff „industriell genutzte Metalle“, der alle metallurgisch genutzten Elemente einschließt, gleich ob sie eigenständig, also unlegiert, oder als Legierungsbegleiter auftreten.

#### Eisen

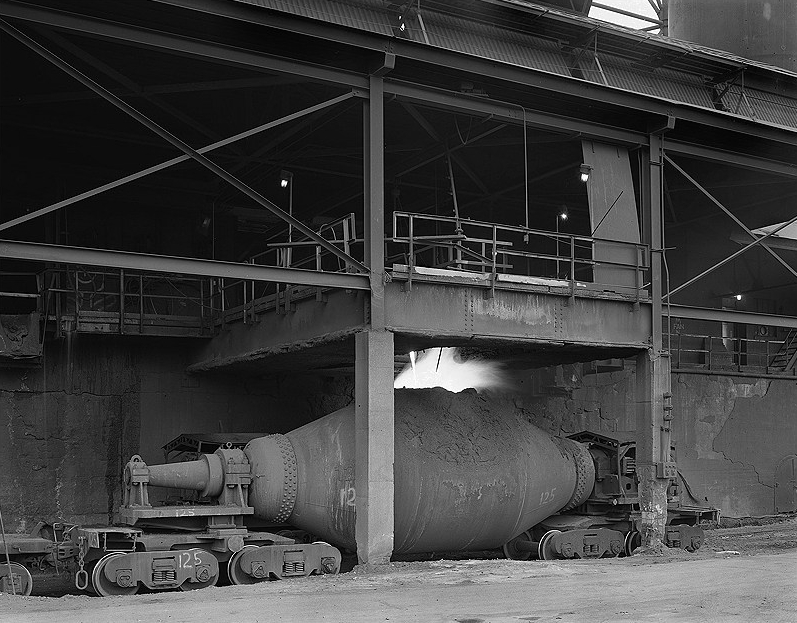
Befüllen einer Torpedopfanne mit flüssigem Roheisen

Am Beispiel Eisen ist die Spannweite der „Verhüttung“ besonders sichtbar. Der Eisenerzverhüttung liegt das Eisen-Kohlenstoff-Diagramm zugrunde, auf dem die Eisentechnologie als Wissenschaft aufbaut und danach ihre Techniken entwickelt hat.
Die klassische Eisenhütte erzeugt im Hochofen ausschließlich Roheisen. Der Hochofen wird dazu mit einem Gattierung genannten Gemenge beschickt, dessen Erzanteil zuvor aufbereitet wurde. Ein Röstprozess oxidiert die Sulfide. Die damit einhergehende Erhitzung entfernt weitere flüchtige Bestandteile, etwa einen zu hohen Wassergehalt, wie bei der lothringischen Minette (Minette bedeutet „kleines Erz“, weil der Gehalt an Eisen verhältnismäßig gering ist, etwa 20–40 %). Für den Hochofengang werden die oxidischen, oxidhydratischen oder carbonatischen Erze (Magnetit, Hämatit, Limonit (Salzgitter), Siderit (Österreich), ferner die Pyrit-(Schwefelkies)-Abbrände der Schwefelsäureherstellung) dadurch vorbereitet, dass ihnen Zuschläge (Möller) von fluss- und schlackenbildendem Kalkstein (Flussmittel) und Koks beigegeben werden. Bei historischen Hochöfen wurde anstelle von Koks noch im Umfeld erzeugte Holzkohle eingesetzt.

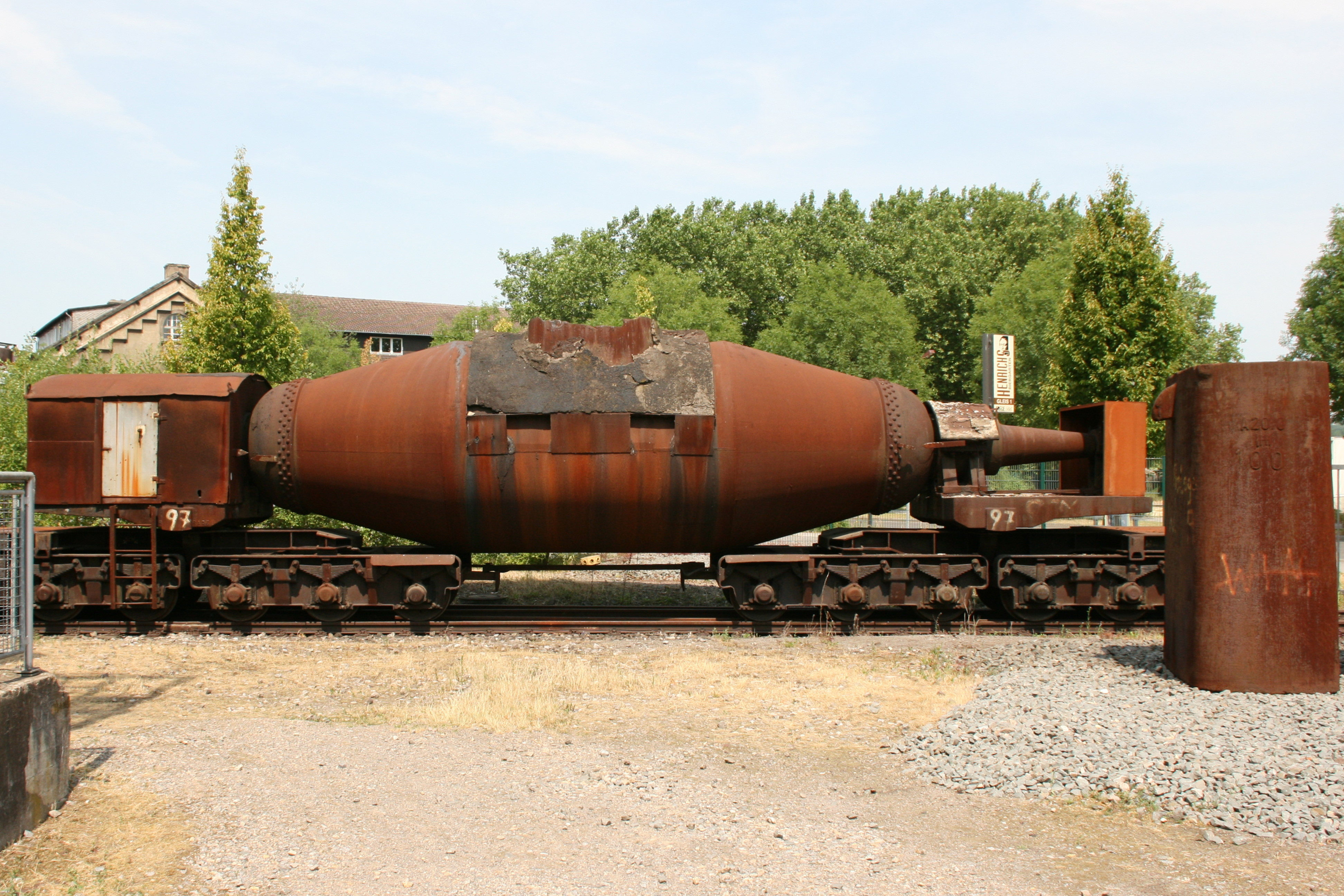
Torpedowagen zum Flüssigmetalltransport der Henrichshütte

Der Abstich (Ausbringung des erschmolzenen Roheisens) erfolgt im kontinuierlichen Betrieb, das heißt, der Ofen erkaltet nie; solange es seine Auskleidung zulässt, wird ständig über die „Gicht“, das obere Ende des Ofens, beschickt und unten an der Sohle abgestochen. Der Abstich weist sogenannte „Partieeigenschaften“ auf, wobei unter Partie beispielsweise eine Schiffsladung brasilianischen Eisenerzes mit vom Gewinnungsort bestimmten Eigenschaften verstanden wird. Von diesen wird die Zuordnung zu einer bestimmten Roheisenqualität bestimmt. Es könnte sowohl ein Hämatitroheisen mit mehr als 0,1 % Phosphor oder ein Gießereiroheisen mit bis zu 0,9 % Phosphor abgestochen werden. Außer von der Partiezugehörigkeit werden die Eigenschaften des Abstichs von der Erstarrungsart bestimmt. Bei langsamer Abkühlung (Masselguss) entsteht graues Gusseisen, unterschieden nach Art der Graphitausscheidung (lamellar, vermikular, sphäroidal). Bei rascher Erstarrung entsteht manganhaltiges, weißes Gusseisen; eine Übergangsform ist meliertes Gusseisen. Nicht zur Verwendung als Gusseisen bestimmtes Roheisen wird vom Hochofen in einen der Vergleichmäßigung dienenden Mischer entlassen und von dort an das Stahlwerk weitergeleitet. Erstmals erfolgte ein Flüssigmetalltransport über größere Entfernung gegen die Mitte des 20. Jahrhunderts in der normalspurigen 200 t und mehr fassenden und zugleich als Mischer fungierenden „Torpedopfanne“. Hier kann ebenfalls von Charge (englisch „batch“) gesprochen werden, nämlich der Beschickung eines Gefäßes, einer Pfanne oder eines Ofens mit einer durch das jeweilige Fassungsvermögen bestimmten Menge. Bei der Weiterverarbeitung, die in diesem Falle als diskontinuierlich bezeichnet wird, lassen sich jeder Charge sie kennzeichnende Chargeneigenschaften zuordnen. Die „Chargenarbeit“ hat besondere Bedeutung für das Recycling von zumeist sehr gemischten Schrotten.
Auch im 21. Jahrhundert ist die Erzeugung von Roheisen immer noch Betriebszweck eines „Eisenhüttenwerks“. Die Primärerzeugung im Hochofen hat ihre Alleinstellung bei der Eisengewinnung jedoch seit der Erfindung des Siemens-Martin-Ofens mit Regenerativfeuerung und erst recht seit der Einführung des Elektroofens verloren. Im Direktreduktionsverfahren kann aus pelletiertem Eisenerz in einem klassischen Schachtofen oder einem letzten Stand der Technik nutzenden Wirbelschichtreaktor ein kohlenstoffarmer Eisenschwamm erzeugt werden. Dieser wird dann im Elektrolichtbogenofen erschmolzen. Das Verfahren führt zu verringerten Kohlendioxidemissionen. Dennoch bleibt die „verbundene Eisenhütte“ – auch als „Eisenhüttenwerk“, in Osteuropa (1936 Magnitogorsk) als Kombinat bezeichnet –, weiterhin führend bei der Erzeugung von Roheisen, Gusseisensorten und Stählen.
Gusseisenwerkstoffe werden aus kohlenstoffreicherem Roheisen gewonnen. Es wird aus dem Hochofen in ein Masselbett geleitet und die erkalteten und transportfähigen Masseln werden im Kupolofen einer Eisengießerei oder auch in einem Elektroofen wieder eingeschmolzen und zu Gussteilen verarbeitet. Als Regel werden dort noch definierter Schrott, eigener Gießereirücklauf und Legierungszusätze beigegeben, um Gusseisensorten mit definierten Eigenschaften zu erhalten (siehe auch oben). Hohe Festigkeitswerte erbringt, nach E. Bain benannt, bainitisches Gusseisen mit Kugelgraphit. Es ermöglicht als Austempered Ductile Iron, kurz ADI, den „Leichtbau aus Eisen“; das ist seit Anfang des Jahrhunderts eine Antwort auf die starke Zunahme von Aluminiumguss bei Automobilmotoren. Ein neu entwickelter Gusseisenwerkstoff mit Aluminium als Legierungsbestandteil erlaubt sogar die Anwendung bei Automobilmotoren mit hohen Betriebstemperaturen, wie sie bei Turboaufladung vorkommen.

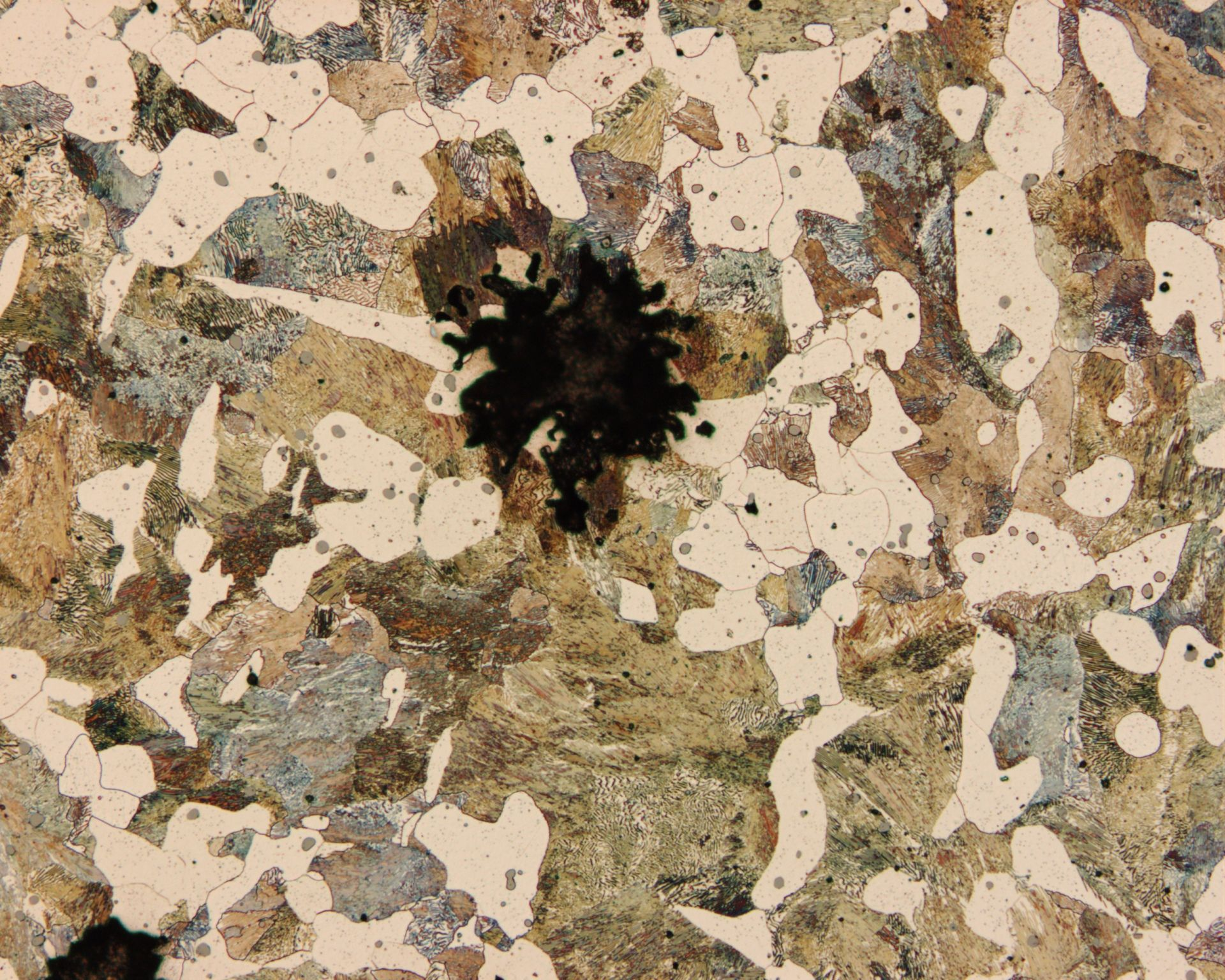
Weißer Temperguss (Vergrößerung)

Temperguss ist eine Sonderform des Eisengusses, die als „weißer“ kohlenstoffarmer oder schwarzer kohlenstoffreicherer Temperguss vorkommt. Seine im Vergleich zu Grauguss besseren mechanischen Eigenschaften erwirbt er durch Glühen der in Temperkohle eingepackten Gussteile in regulierbaren, gasbeheizten Temperöfen. Die Verweilzeit bei dort gegebenen, oxidierenden Bedingungen ist teileabhängig. Sie beginnt kontrolliert bei 900 °C und wird bis zum Temperzeitende auf 750 °C abgesenkt. Beispiele für Temperguss sind Fittings, Schlüssel oder Zahnräder.
Eine dem Temperguss verwandte Sonderform ist der Hartguss (weißes Gusseisen, niedrig graphitiert), der als Walzenguss (unter anderem für Kalt- und Warmwalzwerke) wirtschaftlich bedeutend ist.
Für die Stahlerzeugung ist „ersterschmolzenes“ Roheisen noch nicht nutzbar. Stahl muss schweiß- oder schmiedbar und daher kohlenstoffärmer sein. Er wird deshalb „gefrischt“, das heißt mittels Pressluft- oder Sauerstoffzufuhr so lange oxidierend behandelt, bis der unerwünschte Kohlenstoff verbrannt ist und sein Anteil kleiner als zwei Prozent ist. Es gab mehrere Verfahren für das Frischen: Zu Beginn der Industrialisierung das Puddelverfahren, bei dem das plastische Roheisen mit Stangen manuell gewalkt wurde, später die Erzeugung im Tiegelofen. Mitte des 19. Jahrhunderts führen das Frischen in der Bessemerbirne sowie das Thomas-Verfahren – die Blasstahlverfahren im Konverter – zu einer extremen Produktivitätssteigerung. Ende des 19. Jahrhunderts verbreitet sich das Siemens-Martin-Verfahren, Anfang des 20. Jahrhunderts schließlich wird das Elektroverfahren (Lichtbogen- oder Induktionsofen) industrialisiert, bevor sich Mitte des Jahrhunderts das LD-Verfahren (Sauerstofffrischen) verbreitet. An das den Kohlenstoff oxidierende (verbrennende) Frischen schließt sich die Entfernung überschüssigen, bereits an Eisen gebundenen Sauerstoffs (Desoxidation, „Beruhigung“) durch Zusatz leicht oxidierbarer Elemente an. Üblich sind Aluminium oder Silicium, dieses als Ferrosilicium (FeSi), das bei der carbothermischen Siliciumherstellung gewonnen wird (siehe oben). Oxidation und Desoxidation sind von Thermodynamik und Reaktionskinetik bestimmte Maßnahmen, bei denen Chemie und Metallurgie – nicht nur die des Eisens – zusammenwirken.
Siemens-VAI hat einen speziellen 150-t-Lichtbogenofen zur schlackenfreien und energiesparenden Direktreduktion zur Betriebsreife gebracht.
Sobald sich die behandelte Stahlschmelze beruhigt hat, lässt sie sich durch Zusatz von Legierungselementen auf die künftige Verwendung als Stahl einstellen. Die Sortenvielfalt ist beträchtlich, weil nach Herkunft (Thomasstahl, Siemens-Martin-Stahl, Elektrostahl) sowie Verwendung und Eigenschaften unterschieden wird, beispielsweise hoch und niedrig legierter Stahl, legierter Kalt- oder Warmarbeitsstahl, nicht rostender Stahl (NIROSTA mit mehr als 12 % Chrom), magnetischer, weich magnetischer und „nicht magnetischer“ Stahl und andere (vollständige Auflistung beispielsweise unter „Stahl“ in „Gießereilexikon“).
Die Masse der Stähle, daher auch „Massenstahl“, wird dem Walzwerk zugeführt. Früheres Ausgangsmaterial des Verwalzens waren in Großkokillen hergestellte Walzbrammen, wobei Lunkerfreiheit (durch Erstarrungsschrumpfung bedingte Hohlräume) mittels einer exothermen (wärmeabgebenden) Auskleidung der Kokillen eine gerichtete und verlangsamte Erstarrung möglich machte. Heute hat das Stranggießverfahren diese Technik weitgehend ersetzt.
Die Stranggießerei ist eine dem Stahlwerk angegliederte Weiterverarbeitungseinheit, in der die Umwandlung von flüssigem zu festem Stahl erfolgt. Dabei kann zwischen mehreren Arten der Umwandlung unterschieden werden, zwischen „kontinuierlich“ (Strangtrennung mit „fliegender Säge“) oder diskontinuierlich (durch die der Anlage vorgegebene maximale Stranglänge), weiterhin zwischen vertikalem, horizontalem oder Bogenstrangguss und schließlich zwischen „einsträngigen“ oder „mehrsträngigen“ Anlagen. Die verschiedenen Produkte werden als Vollguss – auch profiliert – oder als Hohlguss (Röhren) hergestellt. Die weitere Verarbeitung erfolgt entweder nach Vorwärmung (warme Verarbeitung) oder nach Abkühlung (abschreckend, kalte Verarbeitung). Weiterhin unterzieht man sie einer natürlichen oder künstlichen Alterung (Umwandlung des Mischkristallgefüges). Besonders hochwertige Walzprodukte erzielt man mit einer Erwärmung, gefolgt von abschreckender Härtung und nachfolgendem „Anlassen“, das heißt Wiedererwärmen für den Walzprozess.
Zu den wirtschaftlich bedeutenden Stahlerzeugnissen gehören Baustähle (T-, Doppel-T, auch I-Träger, Bewehrungsstahl), ferner Schienen, Drähte, die im Walzprozess oder bei kleinen Durchmessern in der Drahtzieherei hergestellt werden. Stahlbleche, glatt oder profiliert (Wellblech), sind ein vielseitig genutztes Walzprodukt. Einseitig verzinnt wird heruntergewalztes Warmband als Weißblech bezeichnet. 2007 gingen hiervon 1,5 Millionen t in die Dosenfertigung ein. Zahlreich sind die Stähle mit besonderen Eigenschaften, unter anderem Edelstähle, nicht rostender Stahl, Hartstähle (Panzerplatten) für militärische und zivile Zwecke.
Spezialstähle (unter anderem Ventilstahl, Formstahl) die – von Stranggussmasseln ausgehend – in einer Stahlgießerei zu Gussteilen werden, behandelt man nach deren Erstarrung – hierin gleich anderem Formguss – mittels Wärmezufuhr, um die Teile hierdurch zu entspannen und das Gefüge zu verbessern (Entspannungsglühen, Lösungsglühen). Zusätzliche Legierungselemente (Chrom, Nickel, Molybdän, Cobalt) können solchen Stahlschmelzen vor dem Vergießen als Vorlegierungen beigegeben werden. Friedrich Krupp erkannte bereits 1811 den Einfluss festigkeitssteigernder Zusätze (Kruppstahl) und führte auf dieser Grundlage die Gussstahlfertigung in Deutschland ein (Geschützrohre sind daher seit 1859 aus Stahlguss).

#### Aluminium, Magnesium
Metallurgisch gesehen unterscheidet sich die Weiterverarbeitungstechnik von Eisen und Aluminium nicht allzu sehr. Die Nachfrage ist es, die dem einen oder anderen den Vorzug gibt. Oft wird sie nur davon bestimmt, inwieweit es möglich ist, „schweres“ Eisen durch „leichtere“ Werkstoffe wie Aluminium, Magnesium oder Lithium zu ersetzen (siehe auch Eisen). Ein Vorsprung für Aluminium verspricht die Weiterentwicklung von Aluminiumschaum, auch in Sandwich-Technik verarbeitet – für Leichtbau und Wärmedämmung.

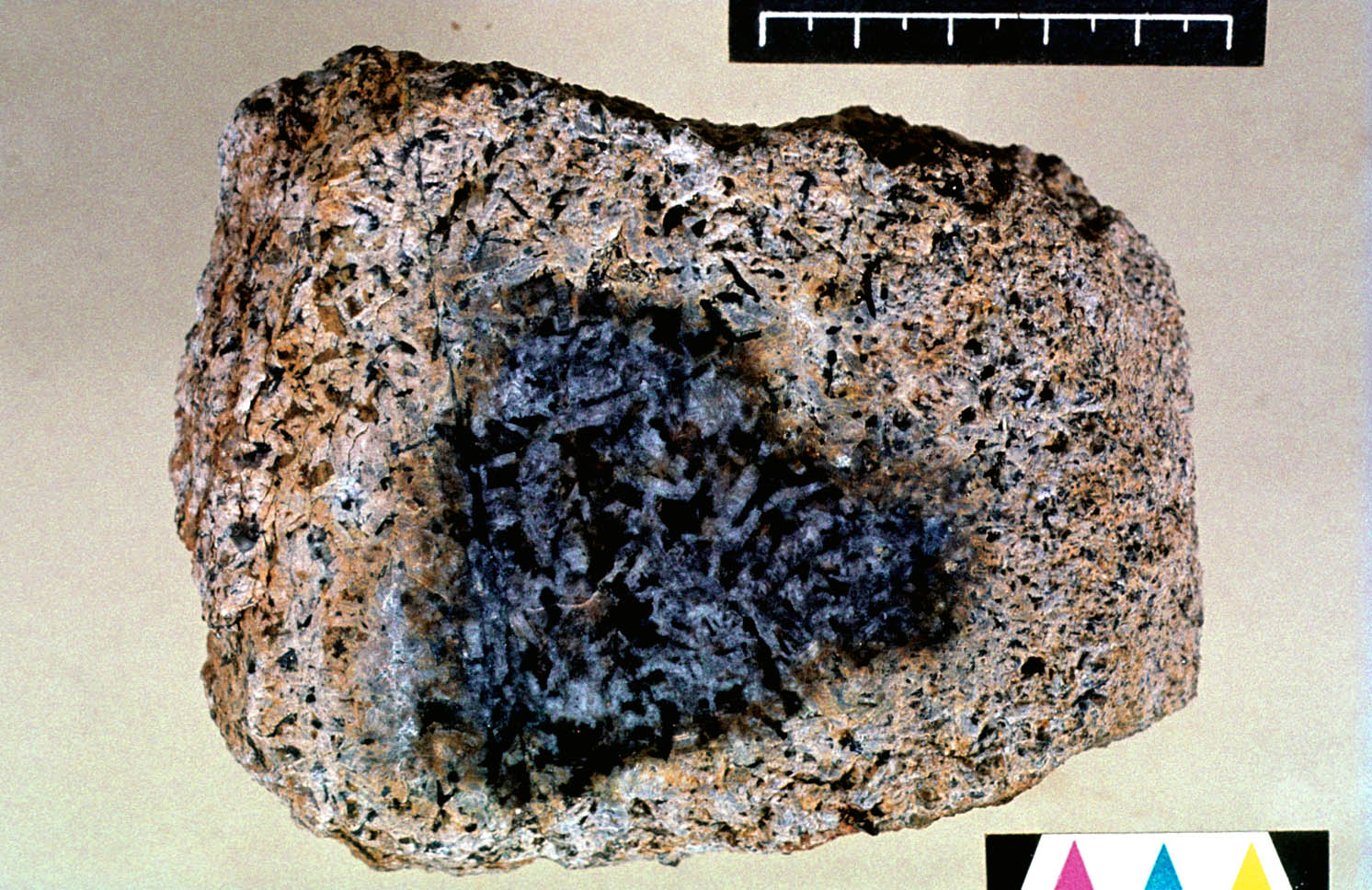
Bauxit

Im Unterschied zu einer verbundenen Eisenhütte bezieht eine Aluminiumhütte ihren Rohstoff Tonerde aus einer auf die Umarbeitung von Bauxit zu calcinierter Tonerde spezialisierten, räumlich und wirtschaftlich getrennten Vorfertigung, einer „Tonerdefabrik“. Die von dort bezogene Tonerde wird im Gemisch mit Kryolith in Hunderten von Zellen einer Schmelzflusselektrolyse eingesetzt und jede Zelle liefert kontinuierlich schmelzflüssiges Rohaluminium, das regelmäßig entnommen wird. Ein Teil der Erzeugung wird zu Rein- und Reinstaluminium raffiniert. Reines und hochreines Aluminium ist Ausgang der Folienerzeugung. Ein weiterer Anteil wird zu Gusslegierungen mit Zusätzen von Magnesium, Silicium, Kupfer und anderen Elementen. Mehrheitlich jedoch wird das aus der Elektrolyse kommende Metall in flüssigem Zustand einer Verwendung als Knetlegierung zugeführt. Die hierfür nötige Behandlung übernimmt meist eine der Primärhütte angeschlossene Hüttengießerei (engl. casthouse) der ein Walz- und Presswerk angegliedert ist. In der Hüttengießerei wird das rohe Flüssigaluminium in die Mischer chargiert und per Zugabe von Vorlegierungen oder Schrotten die zu vergießende Legierungszusammensetzung eingestellt sowie unerwünschte Verunreinigungen entfernt. Aus den Mischern wird die Schmelze in Gießöfen verbracht. Bevor der Gießprozess beginnt, durchläuft die Schmelze in der Regel noch eine SNIF-Box zur Ausspülung letzter meist oxidischer Verunreinigungen und eine Entgasung mittels leicht chlorhaltigem Formiergas, ferner wird in der zu den Stranggusskokillen führenden Gießrinne und dem Verteilersystem noch digital gesteuert Kornfeinungsdraht aus einer Aluminium-Titan- oder einer Aluminium-Titan-Bor-Legierung zugeführt.
Die fertigen Knetlegierungen werden zu Walz- oder Rundbarren|Bolzen vergossen. Der Guss erfolgt entweder im kontinuierlichen Vertikal-Stranggießverfahren, wobei der aus der Kokille austretende und mit Wasser abgekühlte Strang von einer fliegenden Säge nach Maßvorgabe getrennt wird. Walzbarren werden zumeist im diskontinuierlichen Vertikalstrangguss als Einzelstücke erzeugt. Sie erreichen Gewichte bis 40 t.
Bei vorgegebenen Maßen des Gießtischs und der in ihn eingebetteten Kragenkokillen nimmt die Stückzahl der gleichzeitig gegossenen Rundbarren mit deren abnehmendem Durchmesser zu (bis zu 16 und mehr Stränge, dann schon „Wäschepfähle“ genannt, sind möglich). Die allgemeine Benennung ist „Halbzeug“, wobei nach Walzmaterial, Strang- und Rohrpressen, sowie der kalten oder warmen Weiterbehandlung wie Schmieden und Ziehen unterschieden wird. Die Wärmebehandlung erfolgt in Spezialöfen, als Grundlage (dazu mehr im Abschnitt Ofentechnik) von so unterschiedlichen Erzeugnissen, wie Bleche, Folien, Profile und Drähte, für die sich ein stark wachsender Bedarf ergibt, weil nicht nur die „Energiewende“ nach Erweiterung der Übertragungsnetze verlangt. Auch der verstärkte Einsatz von Aluminiumblechen im Automobilbau veranlasst namhafte Zulieferer zu Kapazitätserweiterungen.
Eine besonders für Bleche und Folien entwickelte, die Zahl der Walzdurchläufe (Stiche) verringernde Gießtechnik ist das Bandgießen, bei der das flüssige Metall in einen regulierbaren Spalt zwischen zwei gegenläufig rotierende, gekühlte Walzen gegossen wird. Dem Bandgießen technisch verwandt sind die modernen Verfahren der Drahtherstellung.
Alles metallurgisch zu Aluminium Gesagte kann auf das noch leichtere und deshalb sowohl für Luft- und Raumfahrt als auch generell im Leichtbau genutzte Magnesium übertragen werden. Das lange überwiegend aus der Schmelzflusselektrolyse von wasserfreiem Carnallit oder Magnesiumchlorid, heute überwiegend nach dem thermischen Pidgeon-Prozess gewonnene Reinmagnesium lässt sich legieren und kann wie Aluminium als Guss- oder Knetwerkstoff weiterverarbeitet werden. Da schmelzflüssiges Magnesium an Luft sehr schnell oxidiert (Magnesiumbrand), wird es unter einem inerten Schutzgas und mit einem Berylliumzusatz von mehr als zehn ppm geschmolzen.
Neben den schon genannten Anwendungsgebieten findet sich Magnesium in der Eisengießerei als Entschwefelungsmittel bei der Herstellung von Gusseisen mit Kugelgraphit. Als Legierungselement führt es zu selbst aushärtenden Aluminiumknetlegierungen (siehe Duraluminium).
Eigenschaftsbestimmend ist es seit dem Zweiten Weltkrieg als Bestandteil seewasserresistenter Aluminium-Magnesium-Legierungen, denen noch Titan zugegeben wird. (Hydronalium, Typ SS-Sonderseewasser).
Nach 1950 werden solche Legierungen zunehmend für eloxierbaren Gebrauchsguss verwendet (Maschinen für die Lebensmittelindustrie, Beschlagteile) und das sowohl im Sand- wie im Kokillengießverfahren. In der weitgehend automatisierten Druckgießtechnik werden vornehmlich Aluminium-Silizium-Legierungen mit einem Magnesiumanteil verarbeitet, aber auch Magnesiumlegierungen mit Aluminium und Zink als Begleitelementen (der seinerzeit berühmte VW Käfer enthielt in seiner ersten Konzeption Magnesiumgussteile im Gewicht von mehr als 20 kg, u. a. für das Getriebegehäuse). Die aus Gründen der Gewichtseinsparung seit Jahren zunehmende Verwendung von Magnesium wurde bereits erwähnt, nochmals ist hier auf das Hybridverfahren zur „geschichteten Formfüllung“ aus magnesiumfreien wie magnesiumreicheren Legierungen hinzuweisen, das sich an thermischer und mechanischer Beanspruchung bestimmter Zonen des Automobilmotors orientiert.
Für die Leichtbautechnik werden besonders im Automobilbau zunehmend nicht nur flächige Teile (Motorhauben, Kofferraumdeckel), sondern auch gießtechnisch anspruchsvollere Teile (Automobiltüren, Fensterrahmen) im Druckgießverfahren gefertigt. Es sind Wandstärken von 4 mm bis herab zu sehr dünnen 1,8 mm herstellbar.
Auch Verbindungen von Stahlblechen mit Aluminium und/oder Magnesium sind mittels Druckgusstechnik problemlos möglich.
Unverändert ist Magnesium in der zivilen wie militärischen Pyrotechnik wichtiger Bestandteil aller Erzeugnisse.

#### Kupfer
Kupfer wird je nach zugrundeliegendem Erz pyro- oder hydrometallurgisch gewonnen. Aus sulfidischen Erzen wird in einem Schachtofenprozess der sogenannte Kupferstein gewonnen und anschließend in einem sogenannten Pierce-Smith-Konverter zu Schwarz- oder Blisterkupfer mit 80–96 % Kupfergehalt verblasen. Dabei setzen Kupfersulfid und Kupferoxid unter Abspaltung von Schwefeldioxid zu Kupfer um, Eisen als Hauptbegleitelement wird verschlackt. Die Schachtofentechnik bezeichnete man fachsprachlich lange als „deutschen Weg“. Der „englische Weg“ ist ähnlich, erfolgt aber im Flammofen. Im weiteren Prozessverlauf erfolgt das „Dichtpolen“; früher wurde dazu die Schmelze mit Baumstämmen umgerührt, heute wird Erdgas in die Schmelze eingeblasen. Hierbei entsteht sogenanntes „Anodenkupfer“, das zu Anodenplatten vergossen wird, die einer Raffinationselektrolyse unterzogen werden. Dabei sind die Anodenplatten in einer schwefelsauren Kupfersulfidlösung im Wechsel mit Edelstahlblechen (oder in älteren Elektrolysen Reinkupferblechen) als Kathoden in Reihe geschaltet. Die Spannung wird so gewählt, dass Kupfer in Lösung geht und sich an den Kathoden wieder abscheidet, während unedlere Metalle in Lösung bleiben und Edelmetalle (Silber, Gold, Platin, Palladium, Rhodium, …) sich als sogenannter Anodenschlamm am Grund der Elektrolysezelle absetzen. Aus dem Anodenschlamm werden die genannten Edelmetalle gewonnen. In der Raffinationselektrolyse entsteht Elektrolytkupfer, das wegen seiner elektrischen Leitfähigkeit seit dem 19. Jahrhundert für die Elektrotechnik unverzichtbar ist.
Oxidische Erze und arme sulfidische Erze werden hingegen einer Gewinnungselektrolyse unterzogen. Dazu werden oxidische Erze mit Schwefelsäure gelaugt, für sulfidische Erze muss ein komplizierteres Drucklaugungsverfahren angewendet werden. Die kupferhaltige Lösung wird vor der Elektrolyse noch mittels Solventextraktion angereichert. Produkt ist ein mit 99,90 % Kupfergehalt sehr reines, aber wasserstoffhaltiges Kathodenkupfer (Elektrolyseprinzip: Wasserstoff und die Metalle schwimmen mit dem Strom).
Die im Flammofen oder elektrolytisch feinraffinierten Kupferschmelzen werden zu Blöcken (Masseln) aus reinem Kupfer oder zu Formaten (Stranggießen) vergossen. Wird zuvor legiert, dann um bestimmte Eigenschaften, vor allem der Knetlegierungen herbeizuführen.
Die Weiterverarbeitung des Raffinadekupfers passt sich gleich wie bei Eisen und Aluminium nach Qualität und Menge den Forderungen des Marktes an, für den Kupfer die Basis einer Vielzahl technisch wichtiger Legierungen ist. Einige sind schon seit der Antike bekannt (s. Abschnitt 1). Legiertes Kupfer ist nicht nur Ausgangsmaterial für horizontal oder vertikal verarbeiteten Formateguss. Sowohl niedrig legiert, wie Chromkupfer mit 0,4–1,2 % Chrom wird es ebenso zu technisch wichtigem Formguss (Chromkupfer für Stranggusskokillen und andere thermisch stark beanspruchte Gussteile), wie die nach DIN EN 1982 genormten Bronzen mit 12 % Zinn.
Die Glockenbronze in der Zusammensetzung 80 % Kupfer, 20 % Zinn zählt zu den bekanntesten Kupferlegierungen. Seit dem Guss der ersten Kirchenglocken im 6. bis 8. Jahrhundert wird sie, kaum verändert, in überlieferter Technik vergossen (sehr wirklichkeitsnahe Beschreibung bei Friedrich Schiller „Das Lied von der Glocke“). Die Zusammensetzung dieser Bronze – damals empirisch gefunden – liegt nahe dem Optimum der Zerreißfestigkeit bei einem Zinnanteil von 18 %.
Eine bei Kupfer, Messing und Aluminium schon seit dem 20. Jahrhundert, inzwischen auch bei Stahl angewendete Technik der Halbzeugverarbeitung ist die Herstellung von Drähten mittels des Properziverfahrens und des davon abgeleiteten Gießradverfahrens.
Zu den im 19. Jahrhundert wirtschaftlich bedeutend gewordenen Kupferlegierungen gehören neben Rotguss, einer Kupfer-Zinn-Zink-Blei-Legierung, (die den Messingen bereits näher steht, als den Bronzen) noch eine Reihe von Sonderbronzen, wie die Aluminiumbronze. Mit 10 % Aluminium ist sie ein wertvolles, weil kavitationsbeständiges, wegen der Oxidationsneigung des Aluminiumanteils jedoch schwierig zu erschmelzendes und zu vergießendes Material für den Guss von großen Schiffspropellern (Stückgewicht 30 t und mehr).
Metallurgisch ebenso bedeutsam wie die zahlreichen, zweckgerichteten Bronzelegierungen sind seit Beginn des Industriezeitalters die zusammenfassend als Messing bezeichneten Kupfer-Zink-Legierungen. Wegen der für die meisten Legierungen des Kupfers mit Zink charakteristischen Gelbfärbung, werden viele Messinge oft nicht als solche wahrgenommen. Beispiel ist hier Rotguss, oder Rotmessing (italienisch: „ottone rosso“).
Mit seinem unter 1000 °C liegenden Schmelzpunkt ist Messing vielfältig einsetzbar. Mit 63 % Kupfer, Rest Zink, wird es besonders für Formguss (Armaturen, Beschlagteile) verwendet. Mit 58 % Kupfer, max. 3 % Blei, Rest Zink, wird es zu Halbzeug (Bleche, Profile). Eine Erniedrigung des Zinkanteils auf 36 bis 28 % begünstigt die ziehende Verarbeitung zu Patronen- oder Geschosshülsen aller Kaliber, weshalb diese Legierungen als Patronen- oder Kartuschenmessing bezeichnet werden.
Der Bedarf an Messing wird nur in besonderen Fällen mit Primärlegierungen (siehe unter Recyclingmetallurgie) befriedigt, mehrheitlich sind es in einer Messinghütte (Messingwerk) aufgearbeitete Messingsammelschrotte (Altmetall), denen frische Fertigungsabfälle aus spanloser wie spanender Bearbeitung zugegeben werden. Geschmolzen wird überwiegend im Rinneninduktionsofen.
Kupfer-Nickel-Gusslegierungen mit bis zu 30 % Nickel sind sehr seewasserbeständig (Schiffbau). Mit einem Zinkzusatz bis 25 % in Kupfer-Mehrstofflegierungen mit Nickel, Blei und Zinn werden Messinge zu Weißkupfer oder Neusilber (CuNiZn). Verbreitet kennt man sie als Bestecklegierungen, unter anderem als Alpaka und Argentan (siehe Packfong).
Konstantan und Nickelin, eine Kupfer-Nickel-Legierung mit Manganzusatz, sind als Heizleiterlegierungen korrosionsfestes Ausgangsmaterial für Heizwiderstände.

#### Zink
Als „Industriemetall“ wird Zink in seiner Bedeutung oft unterschätzt. Die Weltproduktion im Jahre 2014 betrug immerhin 13,5 Mio. t. Werden dem die 2010 mit 4 Mio. t genannten Mengen an Sekundärzinkerzeugung, u. a. aus Recyclingprozessen, auch aus Eisenentzinkung und Filterstäuben, hinzugerechnet, ergibt sich eine Gesamtmenge von mehr als 17 Mio. t (Zahlen siehe Erzmetall, 3/2016).
Zink wird bergmännisch als mit Blei vergesellschaftetes oxidisches (Zinkspat, Galmei) oder sulfidisches Erz (Zinkblende) abgebaut. Der carbonatische Galmei wird gebrannt, der Schwefelanteil der Zinkblende abgeröstet und für die Produktion von Schwefelsäure genutzt. Das auf beiden Wegen erhaltene Zinkoxid wird entweder auf trockenem Wege zusammen mit Kohle in feuerfesten Retorten (auch Muffeln genannt) reduziert und bei 1100–1300 °C im Destillationsverfahren Rohzink gewonnen. Bei Anwendung des nassen Verfahrens wird in einer ersten Stufe Zinkoxid unter Zusatz von Schwefelsäure zu Zinksulfat. Im folgenden Elektrolyseverfahren schlägt sich auf den Kathoden Elektrolytzink bereits als 99,99 % reines Feinzink nieder. Qualitätsmäßig wird demnach zwischen Rohzink, genormtem Hüttenzink und genormtem Feinzink unterschieden.
Zink wird auf vielen Gebieten eingesetzt. Es bestimmt den Legierungscharakter bei Messing, ist Legierungsbegleiter bei Rotguss und vielen Aluminium- und Magnesiumlegierungen.
Technisch sehr bedeutend ist die Verzinkung von Eisen- bzw. Stahlteilen, wie z. B. Bändern und Profilen. Bei Bändern zumeist im kontinuierlichen Verfahren nach Sendzimir. Die Verzinkung erfolgt durch Tauchen und Führung der zu verzinkenden Einzelteile – bei diesen mittels eines Gehänges – oder der Walzbänder durch ein wannenförmiges Zinkbad, wobei eine doppelte Schutzschicht ausgebildet wird. Auf eine primär entstehende Eisen-Zink-Verbindung legt sich ein Reinzinküberzug. Beide zusammen gewähren, sofern der Überzug keine offenen Schnittstellen aufweist, einen anhaltenden Schutz gegen durch Luftfeuchtigkeit bedingte Korrosion, also ein Verrosten oder Durchrosten.
Feinzinklegierungen mit einem Aluminiumanteil von zumeist 4 % werden für verschiedenste Zwecke verarbeitet, besonders im Druckguss, wo „ressourceneffiziente Gießtechnik“ zunehmend bisher in Aluminium gegossene Teile ersetzt. Die Welterzeugung belief sich 2014 auf 2 Mio. t, davon entfielen 70.000 t oder 4 % auf Deutschland.
Auch zu Halbzeug wird Feinzink verarbeitet.
Zinkweiß, ursprünglich bei Herstellung und Verarbeitung von Messinglegierungen ein unerwünschtes Beiprodukt, wird heute nach verschiedenen Verfahren aus Rohzink, oder zu mehr als 70 % des auf > 250.000 t/a geschätzten Verbrauchs beim Recycling von zinkhaltigen Erzeugnissen gewonnen. Es wird nicht nur traditionell für Pigmente und keramische Erzeugnisse, sondern auch bei Gummi, Glas, Pharmazeutik und Elektronik verwendet, sofern es nicht in den Kreislauf der Feinzinkherstellung zurückgeführt wird.
Die Korrosionsbeständigkeit von Zinküberzügen auf Eisen und damit dessen Schutz vor Rost bedingt einen ständigen, hohen Bedarf der Verzinkereien. Man unterscheidet elektrolytische Verzinkung (mit geringerer Haltbarkeit) von Feuerverzinkung, bei der die zu verzinkenden Teile durch ein Tauchbad aus geschmolzenem Feinzink geführt werden.

#### Nickel
Nickel hat eine eigene Industrie begründet (beispielsweise das russische Unternehmen Norilsk Nikel). Ungeachtet seiner historischen, für China schon vor der Zeitenwende nachgewiesenen Verwendung hat es erst im 19. Jahrhundert wieder Bedeutung gewonnen.
Zur Nickelgewinnung dienen überwiegend Kiese, also sulfidische Erze, die in einer ersten Stufe abgeröstet und im Flammofen geschmolzen werden („Rohstein“). Von Kupfer und Eisen befreit wird es zum „Feinstein“ und dieser wird entweder elektrolytisch raffiniert (Reinnickel) oder nach dem Mond-Verfahren (Carbonylnickel) zu Reinstnickel.
Verwendet wird Nickel für hochwertige Gusslegierungen auf Nickelbasis, überwiegend aber als eigenschaftsbestimmendes Legierungselement (z. B. für Chrom-Nickel-Stähle) und als Bestandteil von Bronzen (seine Stellung als Legierungsbegleiter teilt es sich hier mit Zinn).
Nickel findet sich ferner in Messingen und hochfesten Aluminiumlegierungen. Als Überzug von Gussteilen gewährleistet es Korrosionsschutz (Vernickelung) und nicht zuletzt bestimmt es mit ca. 25 % Anteil die „Silberfarbe“ von Münzen, Besteck und Haushaltsgeräten. Nickel ist nicht giftig, aber seine Aerosole können gefährdend sein. Dauernder Hautkontakt, etwa bei Brillengestellen, oder Schmuck (beides im Druckgießverfahren gefertigt), kann zu einem Nickelekzem (Nickelkrätze) führen.

#### Blei
Blei ist mit einem Schmelzpunkt von nur 327 °C verarbeitungsgünstig und mittels Oxidation und folgender Reduktion metallisch aus Bleiglanz (PbS) leicht darstellbar. Es wird als Reinblei vorwiegend in Form weichen, flexiblen, zu Blechen gewalzten Materials verarbeitet (Bleiummantelung von Kabeln, Dachabdichtungen). Als Bleirohr ist es, mit einer Zulegierung von härtendem Antimon, nur für Abwasserleitungen erlaubt. Viel verwendet wird es als Akkublei für Starterbatterien, als Schrotblei, als Bleidruckgusslegierung und für Bleibronzelager. Außerordentliche Bedeutung hat Blei seit Jahrzehnten als Schutz gegen Gammastrahlung. Im Umgang mit radioaktivem Material ist eine Bleiabdeckung (Bleischürze des Radiologen) unverzichtbar.
In Messing-Knetlegierungen gewährt Blei (bis zu 3 %) gute Zerspanungseigenschaften. Als Legierungsbegleiter in Kupferlegierungen ist Blei erwünscht, obwohl es wegen seiner Dichte zum Ausseigern neigt.
Die Verarbeitung von Altblei (Akkumulatoren) wird in spezialisierten Hütten vorgenommen, unter anderem weil außer problematischen schwefelsauren Rückständen in den Batterien die oberhalb des Schmelzpunkts (Dampfdruck) einsetzenden Bleidämpfe sehr giftig sind (siehe Recyclingmetallurgie).

### Sonstige industriell genutzte Metalle

#### Lithium
Das Leichtmetall Lithium weist eine Dichte von nur 0,534 g·cm−3 auf. Es liegt an 27. Stelle der Häufigkeitsliste der Elemente. Der geschätzte Weltvorrat beträgt 2,2 Millionen t. Lithium kann mittels Schmelzflusselektrolyse aus Lithiumerzen gewonnen werden (u. a. aus Amblygonit mit einem Lithiumoxidgehalt bis zu 9 %, das als Erzkonzentrat verarbeitet wird). Spodumen wird besonders zur Herstellung von Lithiumcarbonat eingesetzt, weitere abbauwürdige Erze sind Petalit und Lepidolith. Lithium wird auch durch Eindampfung hoch salzhaltigen Wassers gewonnen (Totes Meer). Die Extraktion aus Meerwasser (Gehalt 0,17 ppm Li) gilt bisher als nicht wirtschaftlich.
Zu Beginn des 21. Jahrhunderts ist noch nicht entschieden, ob metallisches Lithium nach seiner Darstellung mittels eines über Lithiumcarbonat führenden Verfahrensganges, vorzugsweise als Bestandteil für die Herstellung besonders leichter und korrosionsfester Legierungen auf Aluminium- oder Magnesiumbasis, oder einer Legierung beider genutzt wird, auch selbst zum Basismetall von Superleichtlegierungen wird, oder aber in Hochleistungsakkumulatoren (Lithium-Ionen-Akkumulator) verwendet wird. Gemäß den Erfahrungen als Akku für die Mobiltelefonie wird in ihnen die nächstmögliche Lösung für elektrisch angetriebene Straßenfahrzeuge gesehen. Der damit stark steigende Bedarf kann nach dem, was über weltweit, auch in Europa (Norische Alpen) erschlossene und zu erschliessende Vorkommen bekannt ist, befriedigt werden. Ungünstiger ist dagegen, dass mit den Anstrengungen die Elektromobiliträt zu fördern, auch ein verstärkter Bedarf an Kobalt einhergeht, dessen regional begrenzte Gewinnung indessen für Versorgungsengpässe anfällig bleibt. In der Nukleartechnik gilt der Einsatz von Lithium seit seinem Beitrag zur Entwicklung der „Wasserstoffbombe“ als unverzichtbar für die Entwicklung eines Fusionsreaktors.
Zu den zahlreichen weiteren Verwendungen von Lithium oder seinen Verbindungen zählt der Zusatz von bis zu 5 % Lithiumfluorid bei der Schmelzflusselektrolyse von Aluminium, der Einsatz von Lithiumkupfer als Desoxidationsmittel für Schwermetalle (Schmelzebehandlung), der Zusatz von Lithiumchlorid und Lithiumfluorid zu Hilfsmitteln beim Schweißen und Löten von Leichtmetallen, ferner in Form seiner Stearate bei Schmiermitteln und als Citrate, Karbonate und Sulfate in der Pharmakologie.
Im Hinblick auf die Verwendungsbreite von Lithium und seinen Verbindungen einerseits, seiner nicht unbegrenzten Verfügbarkeit andererseits, kommt dem Recycling, insbesondere aus Batterien und Akkus, wachsende Bedeutung zu.

#### Beryllium
Beryllium (Dichte 1,85 g·cm−3), zählt zu den Leichtmetallen. Gewonnen wird es hauptsächlich aus Beryll, einem Aluminium-Berylliumsilikat. Obwohl als toxisch eingestuft (leberschädigend, Berylliose), wird es vielfältig verwendet. Bei Magnesiumguss verringert bereits ein Zusatz von 0,001 % zur Legierung oder zum Formsand die Oxidationsgefahr, als Berylliumkupfer mit 5 % Berylliumanteil wird es zur Desoxidation von hochleitfähigem Kupfer verwendet. Aus einer Kupfer-Beryllium-Gusslegierung mit max. 3 % Beryllium und 0,5 % Cobalt lassen sich funkenfreie Werkzeuge herstellen, eine im Kohlebergbau wichtige Eigenschaft.
Großes Potenzial wird Beryllium nach aktuellen Forschungen bei der angestrebten Kernfusion in Fusionsreaktoren eingeräumt, da es sowohl den Brennstoff Tritium erzeugen kann als auch sich für die einer Temperatur von 100 Millionen Grad ausgesetzte Verkleidung des Plasmagefäßes eignet.

#### Zinn
Zinn (Dichte 7,29 g·cm−3), lateinisch „Stannum“, wird aus reduzierend verhütteten, oxidischen Erzen gewonnen (Zinnstein, Kassiterit). Auf Zinnbasis fertigte man bis zur Erfindung des Porzellans Ess- und Trinkgefäße („Geschirrzinn“). Eine neuzeitliche Entwicklung ist „Britanniametall“, eine Sn90Sb8Cu-Legierung, die zu Dekorationsgegenständen verarbeitet wird (Teller, Pokale). Ein besonderes Gebiet sind Zinnfiguren aus einer eutektisch erstarrenden Legierung Sn63Pb37, deren Herstellung über Jahrhunderte tradiert ist (Zinngießerei). Die Bezeichnung Stanniol für dünn ausgewalzte Zinnfolien geht unmittelbar auf das lateinische „stannum“ für Zinn zurück und wird umgangssprachlich auf Metallfolien schlechthin angewendet. Zu deren lange Zeit allgemein bekannten Anwendungsformen zählen Flaschenkapseln und das den Weihnachtsbaum schmückende Lametta.
Zinn wird heute vornehmlich im Druckgießverfahren verarbeitet, die dafür verwendeten Legierungen sind ähnlich denen für Lagermetalle auf Zinnbasis. Nach DIN 1703 sind es genormte Legierungen mit ca. 80 % Zinn und Zusätzen von Antimon, Kupfer und Blei; eine veraltete Bezeichnung ist „Weißmetall“, heute sind „Zinnlagermetalle“ an ihre Stelle getreten. Zinn ist namengebendes Legierungselement aller Zinnbronzen, ferner ein für die erforderlichen Legierungseigenschaften erforderlicher Bestandteil von Rotguss. Legiert mit Blei und härtendem Antimon fand es sich als „Bleisatz“ in den inzwischen historisch gewordenen Schriftmetallen.
Eisenblech, auf Millimeterbruchteile ausgewalzt und einseitig verzinnt, wird als Weißblech bezeichnet. Haupteinsatzgebiet sind Dosen für Dauerkonserven. Ein in der Weltspitze agierender deutscher Erzeuger gibt für 2007/2008 eine Jahresproduktion von 1,5 Millionen t an.
Zinn ist auch Hauptbestandteil aller Weichlote mit einem Schmelzpunkt < 450 °C.

#### Titan
Titan wird wegen seiner relativ niedrigen Dichte von 4,5 g·cm−3 und damit nur halb so schwer wie Stahl, aber gleich guten Festigkeitswerten, zudem unmagnetisch, seewasserfest und korrosionsbeständig, schon in der ersten Hälfte des 20. Jahrhunderts besonders auf dem militärischen Sektor zunehmend verwendet: als Legierungsbegleiter bei Spezialstählen, als gefügestabilisierender Zusatz bei Gusseisensorten, als wichtiger Zusatz zu hochfesten, seewasserbeständigen Aluminiumlegierungen im Schiffbau.
Um 1940 beginnt die Entwicklung von Titanlegierungen, eine Voraussetzung zum Bau von Düsentriebwerken für Luft- und Raumfahrt. Insbesondere Titanaluminid-Werkstoffe mit Zusätzen von Niob, Bor und Molybdän sind gemäß Fachpresse für Betriebstemperaturen von Flugzeugturbinen geeignet.
In der Medizintechnik wird Titan für künstliche Gelenke (Endoprothesen, Implantate) verwendet.
Im Feingussverfahren (Wachsausschmelzverfahren) werden aus Titanlegierungen nicht nur kleine bis kleinste Präzisionsteile hergestellt. Ein patentiertes Verfahren erlaubt auch die Herstellung größerer Teile, wie sie der Motorsport verlangt. Modellherstellung mittels Rapid Prototyping in Laser-Sintertechnik erfolgt rasch und ermöglicht auch kurzfristige Abänderungen.
AlTi-, AlTiC- und AlTiB-Vorlegierungen dienen bei Aluminiumknet- sowie Gusslegierungen zur Gefügebeeinflussung (Kornfeinung).
Neue Titan-Vorkommen werden erschlossen, in Erwartung eines jährlich bis auf mehr als 100.000 t ansteigenden Bedarfs, wobei Titan mit Cobalt und Nickel vergesellschaftet anfällt.

#### Kobalt
Kobalt, ein silbriges Metall (Dichte 8,9 g·cm−3) ist seit dem 15. Jahrhundert bekannt. Die gezielte Förderung von Kobalterzen beginnt, als gegen Ende des 16. Jahrhunderts durch Zufall wiederentdeckt wurde, was bereits den alten Ägyptern bekannt war: dass Kobalt Glasflüsse blau färbt. Für die Eisenindustrie ist Kobalt ein Zusatz zu hochwertigen Stählen. Neue Bedeutung erfährt Kobalt durch seine Eignung als Elektrodenmaterial bei der Herstellung von Lithiumionenakkus (Akkus). Die Weltproduktion wird im Jahre 2007 auf 60.000 t geschätzt, wovon zwei Drittel aus dem Kongo (Katanga) und Sambia kommen. Eine sehr große Reserve bieten die Manganknollen der Tiefsee mit einem Gehalt von ca. 1 % Kobalt.

#### Refraktärmetalle
Zur Gruppe der Refraktärmetalle gehören Molybdän, Wolfram, Vanadin, Niob und Tantal. Die Bezeichnung weist auf den hohen Schmelzpunkt dieser Elemente hin. Aufgrund der hohen Schmelztemperaturen konnten sie erstmals gegen Mitte des 20. Jahrhunderts mittels moderner Schmelztechniken, wie dem Vakuum-Schmelzverfahren, in notwendiger Reinheit dargestellt werden. Reinheit ist Voraussetzung für verschiedene spezifische Verwendungszwecke.
Wolfram, Vanadin, Niob und Tantal werden aus oxidischen Erzen wie Vanadinit, Wolframit, Tantalit, Niobit (auch als Mischerz mit Tantalit nach den Hauptfundorten als Columbit bezeichnet) für einen stetig zunehmenden Bedarf in der Mikroelektronik gewonnen. Der Weltbedarf an Niob kommt zu 90 % aus Brasilien.
Molybdän

Molybdän ist das bedeutendste Refraktärmetall.
Mehr als 50 % der Weltproduktion von nahezu 200.000 t p. a. (2008) an Molybdän (Dichte 10,2 g·cm−3) werden mit zunehmenden Verbrauchsraten als Stahlveredler und für Gusseisen eingesetzt. Die Elektroindustrie benötigt es für Katalysatoren, auch Pigmenthersteller nutzen es. Gewonnen wird es weit verbreitet aus sulfidischem Molybdänglanz.
Ein Beiprodukt der Molybdängewinnung ist das seltene Edelmetall Rhenium (Dichte 21,04 g·cm−3).
Wolfram

Das Refraktärmetall Wolfram (Dichte 19,3 g·cm−3) wird aus dem Abbau von Scheelit- und Wolframiterzen gewonnen. Es ist Legierungselement für Werkzeugstähle, etwa für Spiralbohrer. Als die – pulvermetallurgische – Verarbeitung des Wolframs mit seinem extrem hohen Schmelzpunkt von 3387 °C zu feinen Drähten gelang, konnte es Osmium oder Tantal
als Material für Glühfäden ersetzen. Dadurch wurden klassische Glühbirnen relativ dauerhaft und in der Anschaffung billig.
Auch Halogenlampen und die effizienteren und langlebigeren Leuchtmittel Leuchtstoffröhre und Kompaktleuchtstofflampe (Energiesparlampe) weisen noch Wolframwendel auf – wobei die letzteren die Wendel zum Vorheizen nur vor dem Start benötigen. Erst Leuchtdioden kommen ohne aus. In Röntgenröhren wird Wolfram zur Heizung der Kathode (Glühwendel), vor allem aber als Anodenmaterial benutzt.
Die Verbindung Wolframcarbid, chemisch WC, gehört mit einer Mohs-Härte 9,5 zu den härtesten Stoffen und wird daher als Beschichtung von Schneidwerkzeugen oder direkt als Schneidstoff in Hartmetallen eingesetzt. Unter spezieller Belastung (in Kraftwerken) wird Wolfram spröde. Versprechende Untersuchungen einer Verstärkung durch eingelagerte Wolframfasern sind im Gange.

#### Selen
Selen nach dem griechischen Wort „Selene“ für den Mond benannt, dem Tellur („Erde“) nahe verwandt, gehört in die VI. Hauptgruppe des Periodensystems der Elemente. Die Weltgewinnung von 2000 t im Jahr 2007 – vorwiegend aus dem Anodenschlamm der Kupferelektrolyse – findet Verwendung unter anderem für die Herstellung farbiger Gläser, als Halbleiter in der Xerographie, als Bestandteil von Schmierstoffen und Pharmazeutika.

#### Silber
Silber wurde 2007 zu 30 % in Silberminen gewonnen, ein Drittel des Bedarfs fällt als Nebenprodukt bei der Blei- und Zinkgewinnung an, 27 % bei der Kupferraffination und weitere 10 % bei der Goldgewinnung.
Nach der nahezu vollständigen Demonetisierung überwiegt seine industrielle Nutzung, die auf der alle anderen Metalle übertreffenden thermischen und elektrischen Leitfähigkeit beruht und für 2007 mit 55 % des Gesamtbedarfs angegeben wird. Mit einer Dichte von 10,5 g·cm−3 und einem Schmelzpunkt von 960 °C ist Silber vielseitig verwendbar. Nach Entdeckung im 19. Jahrhundert seiner gleich Messing „bakteriziden“ Wirkung wird Silber nicht nur zu Gebrauchsgegenständen verarbeitet; die Silberbeschichtung von Griffen, Klinken und anderen vielfach berührten Metallteilen im öffentlichen Raum wird zum Silberverbraucher. Aus demselben Grund wird es für chirurgische Instrumente verwendet, ferner für Apparaturen der Nahrungsmittelindustrie. Silberverbraucher sind auch in der Elektronik und Elektrotechnik (Silberdraht) zu finden. Silber-Zink-Akkus sind in der Entwicklung, die Energiedichte soll 40 % über der von Lithium-Ionen-Akkus liegen (siehe dazu auch unter „Recycling“).
Schmuck und Bestecke beanspruchen nach Meldungen in Wirtschafts- und Fachpresse noch 25 % des Silberverbrauchs. Schmuck und Silbergeschirr werden traditionell teils handwerklich (Silberschmied), teils industriell (auf Silber spezialisierte Gießereien) hergestellt.
Die Verwendung in der Fototechnik ist auf 15 % zurückgegangen. 5 % des Silberangebotes werden zu Gedenkmünzen und Medaillen geprägt.
Silber ist mit bis zu 0,25 % ein Legierungsbestandteil als „Silberbronze“ bezeichneter Kupferknetlegierungen. Silberhartlote auf Kupfer- oder Manganbasis können bis zu 87 % Silber enthalten. Hochfeste Aluminiumlegierungen werden ebenfalls unter Silberzusatz hergestellt.
In der Geschichte des Münzwesens hatte Silber lange eine bedeutende Rolle (siehe Silberwährung). Die Inhaber des Münzregals, heute ausschließlich die Staaten und ihre Nationalbanken, prägen Silbermünzen nur noch zu besonderen Anlässen und nehmen steigende Silberpreise gerne zum Anlass den Silbergehalt der Münzen zu verringern.

#### Uran

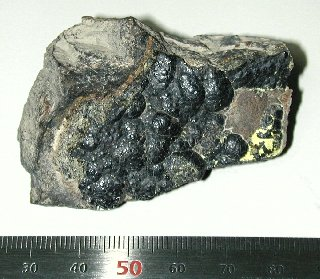
Pechblende (auch Uranpecherz oder Uraninit)

Uran ist ein giftiges, radioaktives (strahlendes) Schwermetall mit der sehr hohen Dichte von 19,1 g·cm−3, das zur Gruppe der Actinoide gehört. Gegen Ende des 18. Jahrhunderts von Martin Klaproth entdeckt und als Pechblende bezeichnet, wird es seitdem bergmännisch gewonnen. Deutsche Vorkommen an Uranerz wurden bis 1990 in erheblichem Umfang ausgebeutet (Schlema-Alberoda).
1898 beobachtete A. H. Becquerel die Strahlung der Pechblende, allerdings ohne deren menschliches Gewebe schädigende Wirkung zu erkennen. Pierre und Marie Curie isolierten darauf die enthaltenen, stark strahlenden Elemente Polonium und Radium. Nicht die geringen Anteile dieser beiden Elemente im Uran machen es zum radioaktiven Alphastrahler, sondern der Gehalt an den Isotopen 234, 235 und 238.
Alle radioaktiven Elemente, insbesondere die nach 1945 entdeckten Transurane, wie etwa Fermium, Berkelium, Einsteinium, mit Ordnungszahlen ab 93 sind mehr oder weniger instabil. Einige Actinoide zerfallen bereits nach Sekunden, andere erst nach Millionen von Jahren, der Maßstab ist die sogenannte Halbwertszeit. Für Uran-238 werden 4,5 Milliarden Jahre angegeben, für das Isotop 235 sind es 704 Millionen Jahre und für „waffenfähiges“ Plutonium „nur“ 24000 Jahre. Endstufe dieses atomaren Zerfalls, der auch die Altersbestimmung von Elementen erlaubt, ist stets Blei.
Die jährliche Uranproduktion weltweit wird für 2007 mit 40.000 t angegeben, der Verbrauch mit 60.000 t. Die Lücke wird durch Auflösung aus militärischen Gründen gehorteter Bestände geschlossen. Die Ansichten über den globalen Vorrat an Uranerz sind strittig, 10 % der Vorräte sollen sich in Westaustralien befinden, müssen aber noch erschlossen werden. Durch die Technik des Brutreaktors könnten die Weltvorräte nachhaltigerer Nutzung zugeführt werden.
Die Weiterverarbeitung des geförderten Uranerzes orientiert sich an chemisch-metallurgischen Prinzipien der Laugung, Fällung und Filtration mit dem Zwischenprodukt Yellowcake. Das gewonnene metallische Uran ist unverändert radioaktiv und ohne weitere Behandlung praktisch nur begrenzt nutzbar. Isoliertes Radium (auch die Isotopen) wurde früher in der Strahlenmedizin eingesetzt.
Abgereichert (das heißt, in seiner nicht spaltbaren Form) wird Uran sehr unterschiedlich verwendet. In der Rüstungsindustrie dient es wegen seiner Härte gleichermaßen für Panzerplatten wie für panzerbrechende Munition. Es findet sich ferner als Strahlenschutzmaterial, als Stahlzusatz und in der Luftfahrtindustrie.
Angereichert wird Uran dagegen genannt, wenn in einem aufwändigen Prozess (Zentrifugentechnik) der Anteil des Isotops 235 von natürlichen 0,711 % auf wenigstens 3,5 % gesteigert worden ist. Damit wird es zum Ausgangsstoff der nuklearen Energiegewinnung im Kernkraftwerk. Plutonium entsteht dort als Beiprodukt, es kann erneut zu Brennelementen verarbeitet werden oder der Herstellung von nuklearen Sprengkörpern dienen.

#### Reinstmetalle
Eine Reihe von Metallen, die in höchster Reinheit von > 99,9999 % und in extrem dünnen Schichten als Verbindungshalbleiter in der Elektronik und Energieerzeugung (u. a. für Solarzellen) eingesetzt werden. Sie bestehen aus Verbindungen von Aluminium, Gallium und Indium (3. Hauptgruppe) mit Stickstoff, Phosphor, Arsen und Antimon (5. Hauptgruppe des periodischen Systems). Germanium, bei dem China 75 % des Bedarfs deckt, ist für Fiberglaskabel nötig.

#### Technologiemetalle
Dieser Begriff wird zunehmend häufiger für Elemente verwendet, die im Bereich der sogenannten „Hochtechnologie“ (High-Tech) verwendet werden, insofern a priori die „Seltenerdmetalle“ umfassend. Man gebraucht ihn aber auch auf andere Einteilungen, wie „Edelmetalle“, „Sondermetalle“ ja selbst „Industriemetalle“ und „industriell genutzte Metalle“ übergreifend, sofern dort zuzuordnende Elemente im High-Tech-Bereich Anwendung finden.

### Edelmetalle

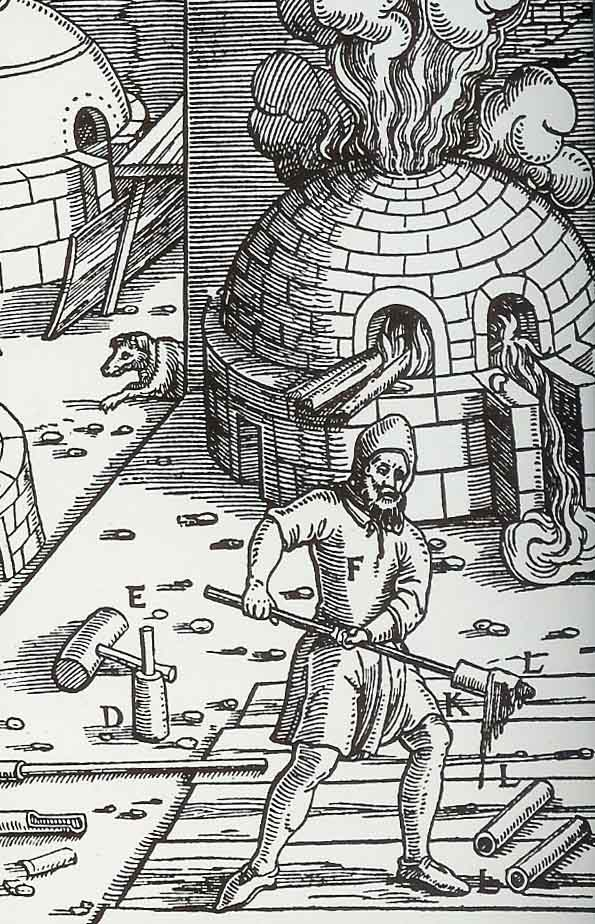
Treibarbeit zur Silbergewinnung (16. Jahrhundert)

Die Gewinnung von Gold, seit dem Jahr 600 v. Chr. erstmals als geprägtes Zahlungsmittel (Goldstater) verwendet, wird in der Geschichtsschreibung erstmals für die ertragreichen Minen der mythischen Königin von Saba erwähnt. In Deutschland begann sie mit dem Fund von Flussgold (Rheingold). Es wurde nach einem zeitgenössischen Bericht aus dem 12. Jahrhundert mittels der heute noch geläufigen Goldwäsche-Technik aus dem Fluss gewaschen.
Silber zählt wie Kupfer zu den ältesten von Menschen genutzten Metallen. Ausgehend von ungeprägtem Silber kam es zur Monetarisierung, Silber wurde Zahlungsmittel. Silberstatere sind seit 600 v. Chr. aus Makedonien bekannt, China erhob den gegossenen Silbertael zum Maßstab.
Wirtschaftlich bedeutend für Europa waren im 14. Jahrhundert der Abbau und die Verhüttung von Silbererzen in den Muldenhütten im sächsischen Erzgebirge sowie der industriell betriebene Silberabbau im österreichischen Tirol mit Zentrum in Schwaz, wo man im 15. und 16. Jahrhundert jährlich 30 t Silber gewann. Begünstigt wurden diese Standorte durch ein reichliches Holzangebot als Brennmaterial und Wasserkraft zum Betrieb der Blasebälge. Die europäische Silbergewinnung verlor erst an Bedeutung, als im 16. Jahrhundert nach Unterwerfung der mittelamerikanischen Kulturen zahllose Schiffsladungen Gold und Silber nach Europa gelangten. Von 1494 bis 1850 sollen allein an die 4700 t Gold aus den spanischen Besitzungen gekommen sein. Die eingeführten Silbermengen waren so groß, dass sie eine Monetarisierung erlaubten. Landesherrliche Münzstätten prägten Silbertaler (u. a. den Maria-Theresien-Taler) als Silberwährung. Die Ausgabe von Papiergeld zur Erleichterung des Umgangs mit größeren Geldmengen war nur deshalb möglich, weil jederzeit der Umtausch gegen Gold (Goldwährung) oder Silber möglich war. Vor allem die Golddeckung einer Währung garantierte die besondere Solidität eines Staatswesens. In dieser Zeit entstanden daher auch die nationalstaatlichen Münzen als industrielle Betriebe.
Noch während des Ersten Weltkriegs und in den darauf folgenden Jahren mussten die großen, auf Grund der Kriegsführung überschuldeten Wirtschaftsnationen, eine nach der anderen, den Goldstandard ihrer Währung – also die Garantie, Papiergeld jederzeit in Gold umzutauschen – aufgeben. Lediglich die USA verpflichteten sich nach dem Zweiten Weltkrieg nochmals, Papierdollar jederzeit in Gold zu tauschen, mussten diese Garantie aber 1971 wieder aufgeben. Es kursierten – von Sonderprägungen wie dem Krügerrand abgesehen – keine Goldmünzen mehr. In einigen Ländern (unter anderem in der Schweiz) waren noch Silbermünzen im Umlauf; diese wurden aber lange vor dem Ende des 20. Jahrhunderts eingezogen. Papiergeld und Münzen aus Nickel oder Kupfer traten an die Stelle von Gold und Silber, gemäß dem volkswirtschaftlichen Axiom (Greshamsches Gesetz): „Schlechtes Geld verdrängt das gute Geld im Umlauf.“
Nicht nur geblieben, sondern gestiegen ist dagegen das Hortungsbedürfnis der Staaten und der privaten Anleger. Dazu kommt eine wachsende Nachfrage nach Edelmetallen für zum Teil ganz neue industrielle Produktionen. Beides sichert den Betrieb der Goldbergwerke und die hüttenmäßige Weiterverarbeitung. Für 2007 wird eine Weltgoldgewinnung von ca. 2500 t angenommen. Zwei Drittel davon werden zu Schmuck verarbeitet, der nach den Methoden klassischer Halbzeugfertigung (Blockguss und Verwalzen) hergestellt wird. Lediglich zehn Prozent gehen in Sonderprägungen von Münzmetallen ein, wozu die Rohlinge aus den auf entsprechende Stärke gewalzten Goldblechen erst ausgestanzt und anschließend mit Stempeln und Matrizen unter hohem Druck geprägt werden. Einige hundert Tonnen gehen in die Elektroindustrie, in die Glasbeschichtung und die Dentaltechnik.
Vergleichend wird in Statistiken für 1999 eine Weltsilbergewinnung von 17.300 t genannt. Zunehmende Mengen verarbeitet die Elektronikindustrie.
Zu den im 21. Jahrhundert in der elektronischen Kommunikation („Handy“, PC) metallurgisch zunehmend genutzten Edelmetallen gehören nicht allein das seit dem 19. Jahrhundert bekannte Platin, als Schmuckmetall höher als Gold bewertet, im Zuge der technischen Entwicklung wegen seiner Katalysatoreigenschaften geschätzt, sondern mit ihm die gesamte „Gruppe der Platinmetalle“, zu der auch das für Glühfäden Glühbirne bedeutend gewordene Osmium, ferner Rhodium, Ruthenium und Iridium gehören. Neueren Meldungen der Wirtschaftspresse zufolge (unter anderem Frankfurter Allgemeine Zeitung), gibt es für alle Platinmetalle ergiebige Vorkommen im sibirischen Jenissei-Gebiet, in dem aus tektonischen Gründen – so die Meldungen – fast alle zukunftsträchtigen Rohstoffe (zudem Erdgas und Erdöl) sozusagen „gebündelt“ zu finden sind. Im Jahre 2007 sagen die gleichen Quellen dies erstmals auch der Nordpolarregion nach. Bei 4000 m Meerestiefe ist die Problematik der Ausbeutung nicht geringer als die der längst bekannten unterseeischen Manganknollen.
Dem steht indessen seit 2007 ein Produktionsdefizit bei Platin gegenüber, das auf weiter ansteigenden Bedarf in den Verwendungsfeldern Schmuck und Katalysatoren zurückgeführt wird. Das ebenfalls für Katalysatoren genutzte, zur Gruppe der Platinmetalle gehörende Rhodium wird daher zunehmend nachgefragt. Wachsendes Interesse als Ersatz für Platin findet das ihm verwandte Palladium, in russischen Nickelminen ein Beiprodukt, als Schmuck- und Münzmetall wenig geschätzt, aber für Katalysatoren bestens geeignet.
Goldminen werden heute selbst bei Gehalten von nur wenigen Gramm Gold je Tonne abgebauten Materials als ausbeutungswürdig angesehen. Südafrika erzielt im Grubenabbau (Sohlentiefe 900 bis 4000 m) fallweise bis zu 20 g Gold/Tonne. Ein übliches, umweltschädliches Aufbereitungsverfahren ist immer noch die Cyanidlaugung des goldhaltigen Erzes. Im Jahr 2007 wird sie ungeachtet der davon ausgehenden Umweltgefährdung noch im Distrikt „Roter Berg“ (Roșia Montană) betrieben, der nördlich der rumänisch/siebenbürgischen Stadt Alba Iulia gelegen ist und bereits von den Römern genutzt wurde. Für die nächsten 20 Jahre sollen jährlich immerhin eine Million Unzen gewonnen werden (Stand 2007).
Neu erschlossen werden soll ein ca. 550 t enthaltendes Vorkommen in den chilenischen Anden (Pascua Lama).
Silbererze, sofern mit Silbergehalten von mehr als 50 %, werden nach Aufbereitung einem nasstechnischen, amalgamierenden Verfahren unterzogen, aber auch elektrolytisch behandelt – insofern dem in vieler Hinsicht verwandten Kupfer vergleichbar. Bei ärmeren Erzen, bei denen Silber oft ein Beiprodukt ist, wird mit den üblichen Methoden des Röstens, Laugens, Chlorierens und Abtrennens gearbeitet. Klassische Prozesse der Trennung des Silbers von seinem Begleiter Blei sind „Parkesieren“ und „Pattinsonieren“, dem dabei gewonnenen „Reichschaum“ folgt die Treibarbeit. Bei einer Welterzeugung von weniger als 20.000 t pro Jahr fallen Silber und Gold mit prozentual bedeutendem Anteil zudem bei der Raffination von Kupfer (siehe dort) an.
Scheideanstalten sind vielseitig im Recycling von Edelmetallen. Den Marktbedürfnissen folgend, trennen sie edelmetallhaltige Stoffe, gleich ob fest oder flüssig, in ihre einzelnen Bestandteile. Galvanotechnisch erzeugte Goldüberzüge aus Edelmetall, wie sie für die Aufwertung von dekorativen Gegenständen, aber weitaus häufiger für Kontakte elektronischer Geräte erforderlich sind, führen zu aufarbeitungswürdigen Edelmetallschlämmen. Wirtschaftlich bedeutend ist die Rückgewinnung von Platin und die Trennung des Goldes von begleitendem Silber. Die im Scheideprozess anfallenden reinen Metalle verarbeiten die Betriebe entweder selbst zu Zwischen- und Endprodukten, von Schmuckketten bis zu Goldloten, oder veräußern sie an spezielle Verbraucher. Banken kaufen Feingoldbarren (24 Karat) und bieten sie als Wertaufbewahrungsmittel an. Legierte Barren und Halbzeuge (Ketten, Drähte, Bänder, Bleche) werden von der Schmuckindustrie verlangt, verbreitet als 14-karätiges Gold mit 585 ‰ Goldgehalt.
Ein auf dem Sektor Edelmetalle bekanntes deutsches Unternehmen nennt für 2010 einen stark gestiegenen „Produktumsatz“ von 4,1 Milliarden Euro und einen gesondert ermittelten Edelmetallumsatz von 9,3 Milliarden Euro.
Der durch Recycling erzielte Wert der verschiedenen Edelmetalle trägt in allen Fällen die Kosten der stofflichen Wiedergewinnung.

#### Alchemie, ein Exkurs
Alchemie, auch Alchimie, oder (da aus dem Arabischen kommend) Alchymie, begann um 200 n. Chr. im griechischsprachigen Raum zum Beginn einer ernsthaften Beschäftigung mit der Natur chemischer Stoffe zu werden. Da wichtige metallurgische Techniken zu dieser Zeit bereits gut entwickelt waren, ist die Alchemie als ein Ableger, nicht als Begründer, der Metallurgie anzusehen. Die Vier-Elemente-Lehre des Empedokles (Feuer, Wasser, Erde, Luft), ebenso die aristotelische Theorie des Hylemorphismus, der möglichen Stoffumwandlung durch Entzug unedler Eigenschaften, mündeten in die Suche nach dem „Stein der Weisen“, dessen Besitz die Umwandlung unedler Metalle in Gold gewährleisten sollte. Gold war den Landesherren des ausgehenden Mittelalters und zu Beginn der neuen Zeit wichtig, denn es konnte Kriegskassen füllen, die der Machterweiterung dienten. Das historisch bekannteste Nebenprodukt alchemistischer Bemühungen war kein neues Metall, sondern 1708 die Wiedererfindung des, den Chinesen bereits seit 700 n. Chr. bekannten, weißen Hartporzellans durch J. F. Böttger, dem ursprünglich als Goldmacher verpflichteten Gehilfen des E. W. von Tschiernhaus. Bereits im 16. Jahrhundert leitete Paracelsus (1493–1541), im 17. Jahrhundert R. Boyle (1627–1692) und im 18. Jahrhundert A. L. de Lavoisier (1743–1794) die Alchemie in die wissenschaftliche Chemie über, die von da an in der Entwicklungsgeschichte der Metallurgie Bedeutung gewinnt.

## Recyclingmetallurgie

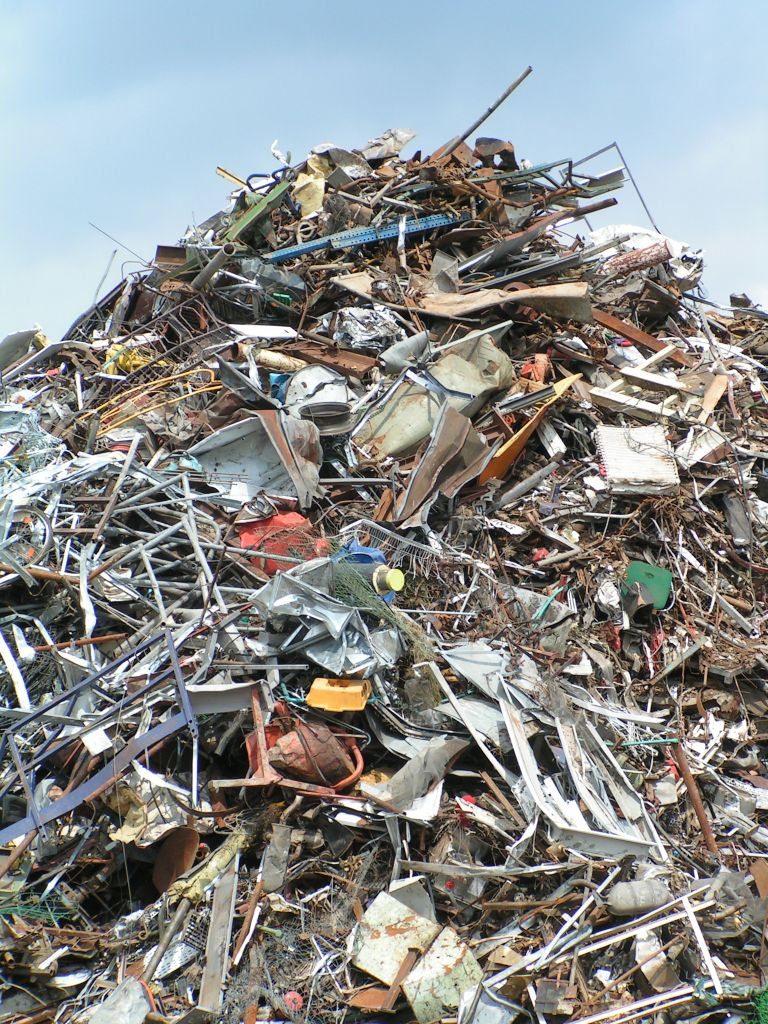
Schrott (im Bild noch unsortierter Sammelschrott) wird in den metallurgischen Kreislauf rückgeführt

Eine „Metallhütte“ und ein „(Um-)schmelzwerk“ unterschieden sich ursprünglich sehr klar voneinander, heute verwischt dies der Sprachgebrauch häufig und wird dabei durch die technische Entwicklung unterstützt.

### Begriffsklärung
In einer Metallhütte werden Eisen, Kupfer, Zink oder andere Industriemetalle erstmals dargestellt, im Umschmelzwerk (Umschmelzhütte) wird aus bisheriger Nutzung entlassenes Metall auf- oder umgearbeitet. Aus diesem Unterschied wird – in terminologischer Anlehnung an Beispiele aus anderen Bereichen – einerseits aus der Metallhütte die „Primärhütte“, die eine „Primärerzeugung“ betreibt. Ihr Produkt sind „Primärmetall“ und entsprechend auch „Primärlegierungen“.
Die Umschmelzhütte dagegen wird zur „Sekundärhütte“, die mittels Einsatz von Altmetallen und Schrotten eine „Sekundärerzeugung“ betreibt. Sie stellt „Sekundärmetall“ her und daraus auch „Sekundärlegierungen“. Damit wird von ihr der Anspruch an Ressourcenschonung erfüllt. Dies ist keine erst neuerdings entdeckte Verfahrensweise, denn Schrott wurde schon immer umgeschmolzen. Die Rückführung in den Metall-Kreislauf wird heute verbreitet als Recycling bezeichnet. Hat das wieder verwendete Metall bessere Eigenschaften als die der zu bearbeitenden Altstoffe, wird auch der Ausdruck „upcycling“ gebraucht, das Gegenteil davon wäre „downcycling“, also eine Minderung, wie sie beim Recycling von Kunststoffen nicht auszuschließen ist.
Die Wiederverwendung von Alteisenmetallen ist nicht unproblematisch, weil es zur Auflegierung bzw. Verunreinigung mit einer Vielzahl von metallischen Elementen aus dem Schrott kommt, die nur mit hohem Aufwand wieder zu entfernen wären. Die Eigenschaften der so erzeugten Rohmetalle (hier Stahl) sind daher anders als bei Primärmetall. Das betrifft physikalische Kriterien (Duktilität, Formbarkeit, Zähigkeit usw.) ebenso wie chemische, was sich in der Korrosionsresistenz äußern kann.

### Aufgabenstellung und ihre wirtschaftlichen und technischen Grenzen
„Nachhaltigkeit“ und „verlängerter Lebenszyklus“ sind andere zeitbedingte Ausdrücke für sparsamen Umgang mit wertvollen Rohstoffen. Hierfür ist ein optimiertes Produkt-Design, das Materialverbrauch und Lebenszyklus einbezieht, mit der stofflichen Wiedergewinnung gleichrangig.
Am Beginn wirtschaftlicher Recyclingmetallurgie steht seit einem Jahrhundert das Sortieren so genannter Sammelschrotte, also metallurgisch gesehen nicht sortenreiner Materialien. Was mit angeeigneter Kenntnis beim Sortieren der Schrotte begonnen hat, wird heute durch die „sensorgestützte Sortierung“ perfektioniert. Nicht übersehen werden darf allerdings, dass alle metallischen Rohstoffe, die in Endprodukte eingehen, erst nach Ablauf von deren Lebensdauer, die sich zudem im Gefolge moderner Techniken zunehmend verlängert, wieder für ein Recycling frei werden. Nur am Beispiel Aluminium aufgezeigt, heißt dies, dass derzeit lediglich knapp ein Viertel des Bedarfs über Recycling abgedeckt werden kann und diese Relation sich in naher Zukunft verschlechtern wird.

#### Kupfer
Zwei Kriege und steigender technischer Fortschritt, dazu Bevölkerungswachstum in vielen Ländern und in deren Folge Knappheit an primärem Metall haben die sekundäre Erzeugung nicht nur mengenmäßig vorangetrieben, sie vielmehr der Primären qualitativ gleichwertig werden lassen. Besonders deutlich nicht nur bei Aluminium, sondern auch bei Kupfer, das unbegrenzt recycelbar ist, gleich welcher Art die Altstoffe sind und welchen Kupferanteil sie aufweisen. Die „Energiewende“ mit dem einhergehenden Bedarf an neuen Leitungsnetzen sowie die forcierte Elektromobilität werden den Bedarf an primärem wie recyceltem Kupfer weiter erhöhen. Die Recyclingquote für Europa lag im Jahr 2012 nahe 45 %, resp. realen 2,25 Millionen Tonnen
Aus einer „norddeutschen Kupferhütte“ ist eine beide Sparten betreibende europäische Werksgruppe entstanden, deren Aufgabenbereiche verzahnt sind. Wo eine sortenreine Trennung der Kupferschrotte fehlt und sich ein einfaches Umschmelzen, also direktes Recycling verbot, für das 2011 nach Erweiterungen eine Jahreskapazität von 350.000 t genannt wird, greift man 2017 mit an der Erzverarbeitung orientierten Möglichkeiten und neuen technischen Methoden ein. Es ist nicht länger normal, dass man zur Wiedergewinnung von Reinkupfer die Begleitelemente der Schrotte mittels Sauerstoffzufuhr „verbläst“, sie also oxidiert. um die entstandenen Oxide, sofern als wirtschaftlich wertvoll erachtet, durch Reduktion wieder zu reinen Metallen werden zu lassen, die dann, dem Primärmetall gleich, verwendet werden können. Dieser Prozess soll nun wirtschaftlich verbessert werden, um auch die steigende Nachfrage nach Kupferbegleitern zu befriedigen (dazu:).
Bei der elektrolytischen Kupferraffination fallen zusätzlich Anodenschlämme an, die noch Kupfer, Silber und Gold, auch Selen und Tellur enthalten, was mit „Edelmetallrückgewinnung“ bezeichnet wird. Da diese Schlämme ein Kuppelprodukt darstellen, kann man ihre Aufarbeitung entweder dem primären Prozess, oder aber dem Recycling zuordnen.

#### Aluminium
Die Bedeutung gezielter Forschung nach Optimierung des Recyclings bei Aluminium ergibt sich allein schon daraus, dass im Jahr 2008 laut Angaben des Gesamtverbandes der deutschen Aluminiumindustrie (GDA) von insgesamt in Deutschland hergestellten 1,3 Millionen Tonnen Aluminium nur noch 43 % auf Primäraluminium entfielen und 750.900 t auf Recyclingaluminium, wobei beide Zahlen keineswegs die Inlandsproduktion widerspiegeln, sondern von erheblichen Einfuhren gestützt werden. Angestoßen wurde diese Entwicklung durch die im Rahmen des Erneuerbare-Energien-Gesetzes (EEG) steigenden Strompreise, die eine Primärerzeugung besonders in Deutschland zu einer auslaufenden Produktion werden lässt. Eine deutsche Firma, die sowohl Primärmetall erzeugt als auch recycelt und zudem in der Weiterverarbeitung tätig ist, nennt für das Geschäftsjahr 2011/12 eine Gesamtmenge von 500.000 t.
Auch andere Aluminiumerzeuger, insbesondere internationale, in der Primärerzeugung tätige Konzerne, betreiben bereits seit Jahren die Primär- und Sekundärerzeugung parallel und suchen damit einen gewissen Kostenausgleich. Das heißt, sie gewinnen nicht nur Rohaluminium aus der Elektrolyse, sondern stellen auch „Sekundärlegierungen“ aus eigenem Rücklaufmaterial und sortierten Abfällen und Schrotten her und bauen dazu schrittweise ein eigenes Netz von Recycling-Hütten auf.
Das Verhältnis der Verwendung von Primärmetall und recyceltem Metall wird sich vorerst noch weiter verschieben, da selbst mittelgroße Aluminiumgießereien ihren Produktionsabfall (vorwiegend Bearbeitungsspäne) nicht mehr in den Markt geben, sondern selbst umschmelzen. Späneschmelzöfen mit innovativem Rührwerk und Seitenkanalpumpe ermöglichen auch in dieser Größenordnung wirtschaftliches Recyceln im eigenen Haus.
Die Sekundärlegierungen sind heute qualitativ mit den Primären vergleichbar. Der auf ein Zwanzigstel reduzierte Energiebedarf bei der Gewinnung ist ein Faktor, der nicht nur ökonomisch, sondern auch ökologisch weltweit Beachtung findet. Dies gilt für die Verwertung prozessbedingt anfallenden Rücklaufmaterials, aber ebenso lassen sich Sammelschrotte, Abfälle und metallhaltige Krätzen im Drehtrommelofen eingeschmolzen, mit einem Zusatz von 50 % eines Salzgemischs aus Alkalichloriden und Flussspat, das als Flussmittel dient, wieder zu Sekundärmetall regenerieren. Hinsichtlich der anfallenden metallarmen, oxidhaltigen Salzschlacken war deren Deponierung ökologisch umstritten und auch wirtschaftlich unbefriedigend. Stand der Technik ist ein fast rückstandsfreies Vollrecyclingverfahren, dessen Bedeutung sich daraus ergibt, dass jede Tonne Sekundäraluminium zugleich den Anfall von 500 kg Salzschlacke bedingt. Der mit 450.000 Tonnen pro Jahr weltgrößte Salzschlackeaufbereiter Agor AG gibt den weltweiten, jährlichen Anfall an Salzschlacken mit 4,5 Millionen t an.
Einstige Umschmelzhütten können heute nicht nur Sekundärlegierungen in den Markt bringen, sondern auch aus sortenreinen Knetlegierungsabfällen Walzbarren in einer der primären Erzeugung gleichen Qualität gießen. Mit zugekauftem, primärem Reinaluminium stellen sie sogar Legierungen her, die als „Primärlegierungen“ bezeichnet werden dürfen. Deutsche und Österreichische Umschmelzbetriebe zeichnen sich besonders durch die Entwicklung einer duktilen AlMgSi-Gusslegierung aus.
Eine Schlüsselfunktion beim Recycling von Aluminium nehmen weltweit die Getränkedosen ein. In den USA kamen im Jahr 2009 deutlich mehr als die Hälfte der ausgegebenen Dosen zurück, angegeben werden 57,4 % oder annähernd 750.000 t Aluminium. Jedes weitere zurückgeführte Prozent entspricht ca. 15.000 t zusätzlichen Umschmelzaluminiums zu nur 5 % des für Neumetall erforderlichen Energieverbrauchs. Der Dosenrücklauf beträgt inzwischen 98 %. Im Juni 2014 lief in einem eigens zu diesem Zweck in Mitteldeutschland errichteten Werk die Produktion ausschließlich aus Dosenschrott gefertigter Walzbarren an. Mit einer Kapazität von 400.000 t jährlich, die im bereits bestehenden Walzwerk weiterverarbeitet werden, will man zum weltgrößten Recyclingzentrum für Aluminium werden.
Eine die Verarbeitung von Dosenschrotten einschließende Aufgabe stellt sich unter dem Thema der Verarbeitung von Verbund- und organisch kontaminierten Schrotten. Die Entwicklung hin zu exothermen, Wärme erzeugenden Prozessen anstelle endothermer, Wärme verbrauchender würde die Energiebilanz erheblich verbessern.

#### Stahl
In der Stahlerzeugung findet das Recycling von Schrotten heute überwiegend im Elektrolichtbogenofen statt. Der Anteil von Recyclingstahl an der Gesamtrohstahlerzeugung wird 2011 mit 45 % angegeben. Ein Siemens-Verfahren verspricht Senkung des Stromverbrauchs und Verringerung des Kohlendioxidausstoßes durch Bildung und Nutzung einer automatisch gesteuerten Schaumschlackenbildung.
Die Wiederverwertung der anfallenden Elektroofenstäube stellt seit gut dreißig Jahren besondere Aufgaben. Der lange als erreichbares Optimum angesehene Wälz-Drehrohrprozess muss sich dem Vergleich mit dem Drehherdofen stellen.
Die bei der Stahlerzeugung anfallenden Schlacken unterliegen allein schon wegen des Mengenanfalls von jeher wirtschaftlicher Betrachtung, wobei zwischen der Verwertung der entmetallisierten Schlacke und den Methoden der Entmetallisierung zu unterscheiden ist. Der trockenen Aufbereitung metallhaltiger Schlacken wird der Vorzug gegeben. Die nach Abtrennung aller metallischen Anteile verbleibenden Fraktionen finden verbreitet in der Baustoffindustrie Verwendung.

#### Zink, Blei und weitere recycelbare Metalle
Rohzink wird sowohl aus oxidischen Lichtbogenofenstäuben, Endschlämmen aus hydrometallurgischer Verarbeitung, als auch jeder Art zinkhaltiger Sekundärmaterialien, wie verzinktem Schrott, zurückgewonnen. Zinkschrotte mit dem Hauptbestandteil Zink können wieder zu einer Zinklegierung aufgearbeitet werden. Fällt verzinkter Eisenschrott an, wird dessen Zinküberzug durch Erhitzen bis jenseits der Verdampfungstemperatur des Zinks (907 °C) freigesetzt. Das verdampfte Zink wird wie beim trockenen Weg der Zinkgewinnung durch Abkühlung als Rohzink niedergeschlagen. Der Zinkdampf kann aber auch durch Einblasen von Sauerstoff zu Zinkoxid werden und dieses als „Zinkgrau“ und „Zinkweiß“ entweder zur Grundlage von Anstrichen (Malerfarben) dienen, oder im nassen Weg zu Zinksulfat gewandelt in die Elektrolyse gehen und diese als Feinzink verlassen.
Die „Ausmelt-Technology“ erlaubt die Rückgewinnung nicht allein von Zink aus bisher kaum recycelbaren Rückständen und Abfällen, indem man diese verdampft und die Metalle dann aus dem Dampf kondensiert.
Ein im Gleichlauf mit der weltweit zunehmenden Motorisierung wachsender Industriezweig ist die Wiederaufarbeitung von Bleiakkus, die in Automobilen als Starterbatterien Energielieferer und -speicher zugleich sind. „Altakkus“ fallen daher in großen Mengen an und müssen auf Grund internationaler Gesetzgebung im Lande und unter Beachtung zahlreicher Mensch und Umwelt schützender Auflagen dem Recyclingprozess unterzogen werden. Er beginnt mit einer Vorbehandlung, mittels derer die Altbatterien von schwefelhaltigen Resten und Ablagerungen, wie dem ebenfalls recycelbaren Bleischlamm befreit werden.
Aus den eingeschmolzenen und raffinierten Altakkumulatoren wird Sekundärblei, das mengenmäßig bereits die Primärerzeugung übertrifft. Die Gehäuse aus hochwertigem Polypropylen werden geschreddert. Die anfallenden Chips – mit weiteren PP-Zusätzen – gehen vornehmlich an die Automobilindustrie, die wieder Kunststoffteile daraus fertigt. Hinderlich im Recyclingprozess erweist sich, bei steigendem Anfall schwefelhaltiger Altbatterien, das bei der Entschwefelung mittels Natriumsalzen anfallende und zunehmend schwerer zu vermarktende Natriumsulfat. Ein modernes Verfahren verwendet Ammoniumsalze und erhält als Endstufe der Raffination das als Düngemittel (Fertilizer) gesuchte Ammoniumsulfat.
Gleichlaufend mit dem zunehmenden Anfall an Altakkus, wie auch an nicht wieder aufladbaren Batterien, gewinnt die Wiedergewinnung des Zinkanteils zunehmend Bedeutung. Der für die Aufarbeitung von Alt-Akkus bereits eingeführte DK-Hochofenprozess ermöglicht nun aus Altbatterien aller Art, über eine nachgeschaltete Behandlung seiner Abgase, die Separierung von Zink in Form von Zinkkonzentrat.
Qualitativ wird aus dem Altblei der Batterien zuerst Sekundär- oder Werkblei, das durch Seigerungstechnik oder Elektrolyse weiter raffiniert und neu legiert wird. Über Bleiglätte (PbO) gelangt man zu den (giftigen) Farben basisches Bleicarbonat und Bleitetraoxid. Der Stand der Technik ermöglicht inzwischen die fast hundertprozentige Recyclierbarkeit aller Teile und Inhalte solcher Batterien.
Blei sowie Zink finden sich auch als Oxide in den die Flugstäube aufnehmenden Walzschlacken von Stahlwerken. Die Möglichkeit einer chlorierenden Entfernung des Bleianteils aus den Oxiden wird untersucht.
Sollte die Lithium-Ionen-Batterie als Antrieb von Straßenfahrzeugen ihren derzeitigen Nachteil zu geringer Leistung für die Weitstreckenfahrt überwinden, wird sich eine völlig andersgeartete Recyclingaufgabe stellen, nämlich die Wiedergewinnung des Lithiums aus lithiumhaltigen Batterieschlacken.
Komplexer als die Aufarbeitung von üblichen Kfz-Batterien und Gegenstand ständiger Forschung ist die Aufarbeitung von sogenanntem „Elektroschrott“, der nicht nur Personalcomputer erfasst, sondern auch tragbare Telefone, elektrisch betriebene und steuerbare Haushaltgeräte, Rundfunk- und Röhrenfernsehempfänger, ferner Gerätebatterien wegen ihrer Gehalten an Lithium, Nickel, Cadmium, Edelmetallen, und seltenen Erdmetallen. Je nach System können diese Batterien einen Inhalt an metallischen Wertstoffen von 35 bis 85 % aufweisen. Einer in der Fach- wie Wirtschaftspresse veröffentlichten Information zufolge wird die Entwicklung von Silber-Zink-Akkus vorangetrieben, da sie im Gegensatz zu Lithium-Ionen-Batterien vollständig und zudem relativ leicht recycelbar seien.
Gegenstand aktueller Forschung ist ebenso das bisher nur mit Einzelbezug erschlossene Gebiet der Aufarbeitung wertvoller Schrotte aus Refraktärmetallen mittels oxidierender Salzschmelzen, besonders von Wolfram aus dem Rücklauf von Wolframcarbid.
Zur Gewinnung von Molybdänoxyd und einigen oxidischen Begleitelementen aus gebrauchten Katalysatoren, wie sie in petrochemischen Verfahren eingesetzt werden, hat 2012 eine erste hydrometallurgisch arbeitende Anlage mit einer Jahreskapazität von 500 t Molybdänoxid den Betrieb aufgenommen.
Die progrediente Entwicklung bei dem Elektroschrott zuzuordnenden, die Bildröhren verdrängenden Flachbildschirmen initiiert einen besonderen Zweig der Forschung, der sich mit der Rückgewinnung von Indium in Form eines Indiumzinnoxids befasst.
Dies gilt auch für seit 1990 laufende, ständig verfeinerte, praxisnahe Untersuchungen zum „NE-Metallpotenzial in Rostaschen von Müllverbrennungsanlagen“, es wird für 2009 auf wenigstens 85.000 Jato geschätzt.
Bei Seltenerdmetallen bedingt eine das Angebot zunehmend überschreitende Nachfrage eine Steigerung der bisher nur geringen Recyclingquote. Ein Forschungsauftrag hat sich sogar die Rückgewinnung aus Prozesswässern der Metall- und Bergbauindustrie zum Ziel gesetzt.

## Ofentechnik

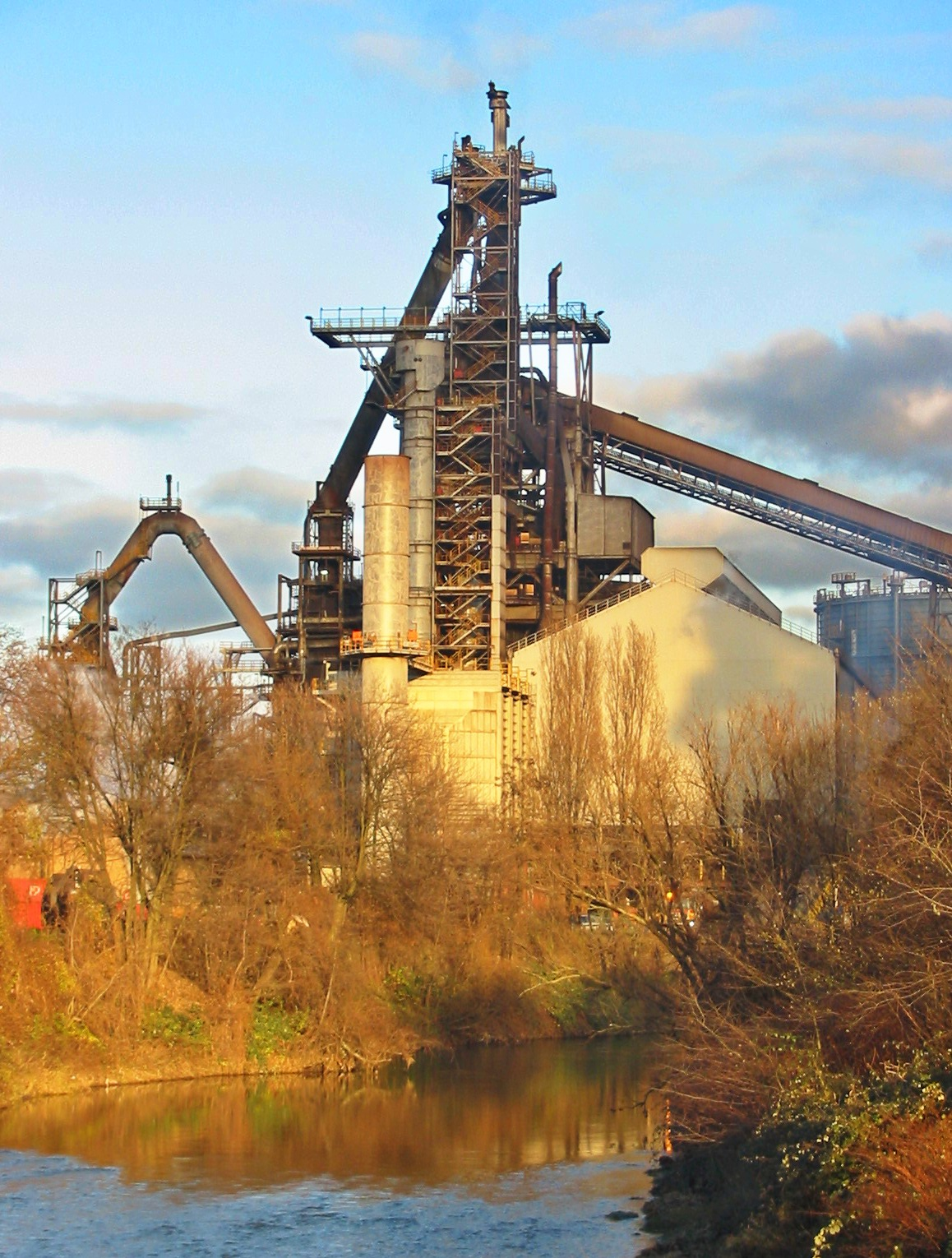
Hochofen der Dillinger Hütte

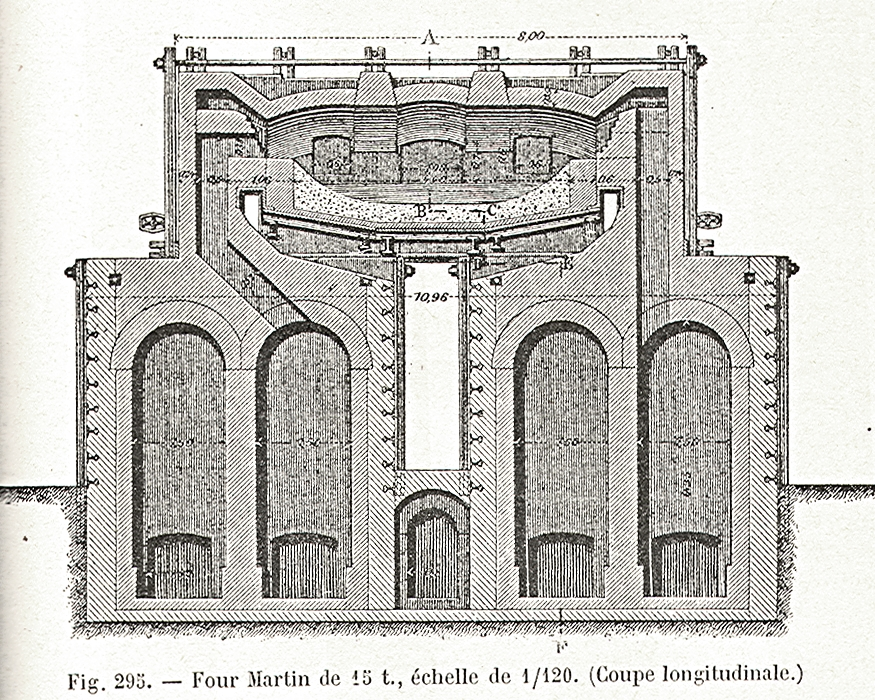
Siemens-Martin-Ofen von 1895

Die Ofentechnik dient zunächst der Erfüllung aller metallurgischen Aufgaben, die sich im Zuge der Verhüttung metallischer Ausgangsstoffe im Rahmen thermischer Prozesse ergeben. Es beginnt mit der Metallgewinnung aus Erzen. Sulfidische Erze, wie Pyrit (Schwefelkies) werden oxidierend behandelt (Röstarbeit). Oxidische Erze wie Hämatit werden durch Reduzieren und Desoxidieren erschmolzen. Dies geschieht durch entsprechende Zuschläge sowie reduzierende (luftunterschüssige) Flammen- oder Ofenführung. Dem folgt die Weiterverarbeitung der gewonnenen Metalle. Sie beginnt mit der Vereinheitlichung diskontinuierlich erbrachter Chargen im Mischer. Es schließen sich das Raffinieren und Legieren, das Vergießen (Warmhalte- oder Gießofen) und die Wärmebehandlung an, die je nach Legierung und Gießart vorzunehmende Nachbehandlung des Gusses. Letztere erfolgt mit Hilfe von Stoßöfen, Anlassöfen (Blockvorwärmung), Glühöfen (Entspannungsglühen, Warmauslagerung, Austenitisierung von Stahlguss) und Temperöfen (entkohlende Gussteilhärtung in Glühkohle).
Geschichtlich steht am Anfang dieser Entwicklung allein der offene Herd, der aus einem Gemenge von Erz und Brennstoff flüssiges Metall austreten lässt. Es folgt der geschlossene Herd mit natürlichem Zug oder mit höheren Temperaturen bringender Luftzufuhr mittels Blasebalg oder Blasrohr (dazu bildliche Darstellungen aus altägyptischer Zeit). Schon um 1500 v. Chr. wird aus dem ägyptischen Theben über große mit menschlicher Kraft bediente zweitaktige (Blasen – Saugen), lederne Blasebälge als Hilfe beim Schmelzen von Metall berichtet.
Es geht weiter mit dem frühgeschichtlichen Niederschachtofen, der sich mit immer besserer Gebläsewindzuführung zum Hochschachtofen (Hochofen) mit immer größer werdendem Gestelldurchmesser (11 m misst er beim 60 m hohen Ofen B der Salzgitter Flachstahl GmbH) und sich daraus ergebenden Beschickungsmengen von bis zu zehntausend Tonnen weiterentwickelt. Die Grenze der Wirtschaftlichkeit gilt damit indessen als erreicht und die Technik wendet sich wieder verstärkt dem Siemens-Martin-Ofen und den Elektroöfen zu, zumal sie die Möglichkeit bieten, Stahl nicht nur aus Roheisen, sondern auch aus Schrotten zu erzeugen. Sie regenerieren diese damit zugleich (siehe auch Recyclingmetallurgie) und benutzen zum „Frischen“, also der Verbrennung des Kohlenstoffs, den Sauerstoff aus den Rostanteilen des Schrotts (Rost als Fe2O3 enthält Sauerstoff und ersetzt insofern die Gebläseluft). Der Elektro-Niederschachtofen, als Lichtbogenofen ausgelegt, liefert aus Erz-Pellets und Kohlenstoff als reduzierender Zugabe Elektro-Roheisen im Direktreduktionsverfahren. Auch beim Recycling von Stahlschrott zu Rohstahl unter einer Schaumschlacke bewährt sich der Lichtbogenofen.
Vom Hochschachtofen abgeleitet ist der Kupolofen (abgeleitet von lateinisch cupola, Kuppel) als Gießereischachtofen für die Herstellung von Eisenguss (Grauguss). Eine Seitenlinie stellt der brennstoffbeheizte Heißwind-Kupolofen dar, weil er als „kleiner Hochschachtofen“ die Bedürfnisse der Eisengießereien nach schnellem Wechsel unter den gerade zu verarbeitenden Gusseisensorten befriedigen kann. Mittels angegliederter ORC-Anlage (Organic Rankine Cycle) können die energiereichen Abgase des Ofens, u. a. zur Erzeugung von Strom, genutzt werden.
Allen genannten Systemen – ob Herd, Nieder- oder Hochschachtofen – ist gemeinsam, dass Schmelzgut, Schlackenbildner (Kalkstein) und Brennstoff in direktem Kontakt stehen. Eine Weiterentwicklung führt zu Öfen, bei denen eine heiße Flamme, die oxidierend oder reduzierend eingestellt werden kann (Flammofen), über das brennstofffreie Schmelzgut streicht oder überhaupt keine Flamme mehr, sondern nur noch heiße Verbrennungsgase auf dieses einwirken. Andere Systeme nutzen von der Ofendecke abgestrahlte Wärme (auch durch in dieser eingelassene Heizwiderstände) zum Erhitzen des Schmelzgutes („Deckenstrahlheizung“). Der Ofenraum ist in diesem Fall eine geschlossene, feststehende Wanne (Wannenofen) oder ein drehbarer Zylinder, der wegen seiner Form auch als Trommelofen bezeichnet wird, mit stirnseitiger Beschickungs- und Entnahmeöffnung. In einer verkürzten Form auch als Kurztrommelofen im Einsatz. Ein schon recht früh vollzogener Entwicklungsschritt war es, die heißen Verbrennungsgase, statt ins Freie, durch einen Rekuperator (Wärmeübertrager) zu leiten, der die Gebläseluft vorwärmt; beispielgebend sind die Cowper genannten Winderhitzer bei Hochöfen und der Siemens-Martin-Ofen mit Regenerativfeuerung System Martin. Die dort erstmals in technischem Maßstab eingeführte Vorwärmung der Verbrennungsluft durch die Abwärme gilt längst als Stand der Technik. Die Abgasverbrennung als zusätzliche Wärmequelle sowie die optimierte, wärmeerhaltende Isolierung der Schmelzwanne sind weitere Schritte zu verbesserter Effizienz der Öfen. Ein Ofenhersteller gibt bei gleich gebliebenem Energieeinsatz ein erzielbares Leistungsmehr von 20–30 % an.
Die Darstellung der „Ofentechnik“ unterscheidet zwischen brennstoffbeheizten Öfen (Holz, Kohle/Koks, Öl, Gas) und elektrisch beheizten Öfen, wie den Widerstandsöfen mit Heizleiterelementen ausgerüstet, Induktionsöfen mit und ohne Rinne, mit Netz- (NF) oder Mittelfrequenz (MF) betrieben, oder Lichtbogenöfen (direkt oder indirekt erhitzend) mit Graphitelektrode. Das Fassungsvermögen der unterschiedlichen Systeme ist der Fertigungsaufgabe angepasst.

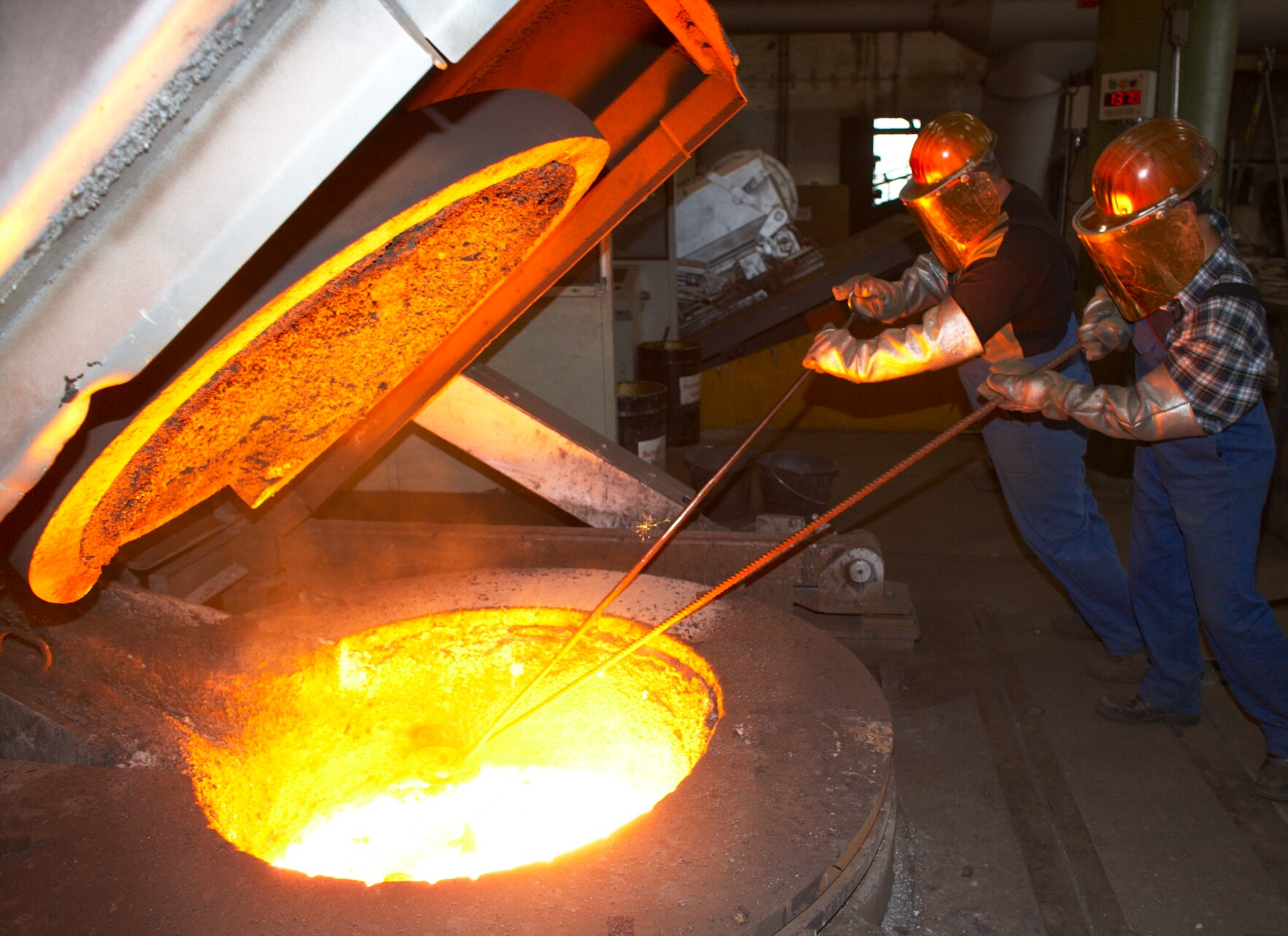
Induktionsofen in einer Gießerei

Vorgaben des Umweltschutzes begünstigen die elektrisch beheizten Öfen. In modernen Elektroöfen wird die Schmelze entweder nur in einem bestimmten Ofenbereich – der „Rinne“ – induktiv erhitzt oder die Schmelze selbst wird zur Sekundärspule, die ebenfalls induktiv von einem außen liegenden, verbreitet niederfrequenten (NF) Primärstromkreis erhitzt wird. Induktionsöfen dieser Art sind als Schmelz-, Speicher- oder Warmhalteöfen einsetzbar. Bei der Stahlerzeugung gilt der mit Gleichstrom arbeitende Ofen inzwischen als letzter Stand der Technik. Die Entwicklung von Heizleiterlegierungen und Heizleitern aus Siliciumcarbid, auch Molybdändisulfid hat als dritte Variante elektrischer Beheizung die Entwicklung von den kleinen bis mittleren widerstandsbeheizten Tiegelöfen hin zu den Großraumöfen für Schmelzen und Warmhalten von Aluminium begünstigt, besonders auch beim Recycling einheitlichen und „sauberen“ Einsatzgutes.
Bei den brennstoffbeheizten Öfen wurde aus gleichen Gründen, nämlich bessere Brennstoffausnutzung und Verringerung der Abgasmengen, die Brennertechnik weiterentwickelt. Statt der zu drei Vierteln aus im Prozess nutzlosem Stickstoff bestehenden Luft wird dem Brenner entweder ausschließlich Sauerstoff zugeführt oder dieser zur Verbesserung der Ofenleistung zusätzlich in den Brenner eingespeist.
Für geringere Metallmengen (bis 750 kg) sind brennstoff- oder widerstandsbeheizte Tiegelöfen mit Deckel bei Herstellung von Formguss immer noch verbreitet im Einsatz. Heizelemente im Ofeninneren, durch keramische Umhüllung geschützte (Heiz-)Wendel, die in die Ofenwandungen eingesetzt den Schmelztiegel umgeben, liefern die zum Schmelzen und Warmhalten erforderliche Wärme.
In solchen Tiegelöfen sind über sehr lange Zeit als Schmelzgefäß ausschließlich handgefertigte, „hessische“ Tiegel eingesetzt worden, die ursprünglich sogar als dreiseitiges Prisma mit drei Ausgießöffnungen geformt waren, bis sie von solchen in Form eines Kegelstumpfes abgelöst wurden. Das Tiegelmaterial bestand aus Großalmeroder Ton im Gemenge mit Quarzsand. Damit war Feuerfestigkeit gewährleistet, doch war das sehr raue Innere der Tiegel wegen der dadurch bedingten Metallanhaftungen nachteilig. Mit einem Zusatz aus hochwertigem Hauzenberger Graphit wurde die Feuerfestigkeit nochmals verbessert, das Tiegelinnere geglättet und die immer graphithaltigen, historischen „Passauer Tiegel“ dadurch abgelöst, dass nun nur noch Großalmeroder Ton im Gemisch mit Graphit verwendet wurde. Um die Mitte des 20. Jahrhunderts erwiesen sich isostatisch gepresste Siliciumcarbidmassen als noch haltbarer und ersparten zudem die bisherige, „Plätschen“ genannte Handarbeit auf dem Drehteller.
Bei Magnesiumschmelzen gibt es eine Besonderheit: Wegen der oxidativen Reaktion mit Eisen sind nur geschlichtete, das heißt mit einem silikatischen Innenanstrich versehene Eisentiegel zugelassen.
Eine Besonderheit sind die aus Tonmasse hergestellten Retorten, in denen Zink gewonnen wird.
Den heutigen Stand der Technik geben die größeren Nichteisen-Metallgießereien vor. Die von ihnen benötigten Metallmengen in täglich zwei- bis dreistelliger Tonnenzahl werden von einer den Gieß- oder Schöpföfen vorgelagerten, eigenbetrieblichen Schmelz- oder Umschmelzeinheit als Flüssigmetall bereitgehalten und auf Abruf mittels Transportpfanne bei den von Hand oder automatisch bedienten Schöpf- und Warmhalteöfen angeliefert. So beschickt, müssen es nicht immer Tiegelöfen sein, auch tiegellose Systeme werden eingesetzt. Entscheidet sich ein Unternehmen im Hinblick auf anfallende Mengen für eine zentrale Schmelzanlage, kann es einen (Dreh-)Trommelofen wählen, einen Niederschachtofen mit Abschmelzbrücke und ausreichend großer Wanne oder einen Induktionsofen, der über eine bedarfsgerechte Stundenkapazität von Flüssigmetall verfügt (3 t sind beispielsweise für Aluminiumgießereien eine gängige Größe).
Bei den Herstellern von Legierungen wird, was die Öfen betrifft, zwischen den Primärerzeugern als solchen, die selbst Rohaluminium elektrolytisch gewinnen, und den Sekundärerzeugern, die Umschmelzhütten oder -werke genannt werden, kaum unterschieden (siehe dazu auch oben). Beide setzen Chargenunterschiede ausgleichende Mischer ein (mit bis zu 30 t Fassung), die notwendiges Raffinieren und Legieren zulassen. Anschließend wird das Flüssigmetall entweder an eine angeschlossene Gießhütte (cast-house) weitergegeben oder in schmelzflüssigem Zustand und somit energiesparend und damit eine unnötige Emission an Luftschadstoffen vermeidend mit Spezialfahrzeugen an Formgießereien geliefert. Eine zusätzliche Vereinfachung ergibt sich daraus, die Transportpfanne in der belieferten Gießerei unmittelbar als Gieß- oder Schöpfofen einzusetzen und sie nach ihrer Leerung gegen eine volle Pfanne zu tauschen. Eine eigene Schmelzanlage, die stets Umweltschutzvorgaben beachten muss, entfällt für den Betrieb damit weitgehend, die Energieersparnis ist im Umweltsinne recht beträchtlich, da das nach einer Zwischenerstarrung nötige Wiederaufschmelzen entfällt. Weitere Kostenersparnisse ergeben sich daraus, dass ein ausschließlich Flüssigmetall verarbeitender Betrieb auch nicht mehr die für Schmelzbetriebe geltenden Auflagen beachten muss.
Eine Besonderheit kennzeichnet die für das Recycling bestimmten Schmelzanlagen: Nach Sortierung und Aufbereitung, etwa durch Magnetscheider gilt es, den aus unterschiedlichen Quellen stammenden, entweder blanken, aber oft ölig verunreinigten, oder lackierten Schrott werterhaltend einzuschmelzen. Nach bisherigem Stand der Technik leitet man das Schmelzgut über eine dem Schmelzofen vorgeschaltete Abschmelzbrücke, auf der alles höher schmelzende, vornehmlich Eisenteile, liegen bleibt und vor einer Kontaminierung der Schmelze, etwa durch einen überhöhten Eisengehalt, entfernt werden kann. Neueste Verfahren sehen Mehrkammeröfen vor, die in einer Abschwelkammer alle organisch basierten, energiehaltigen Anhaftungen des Schrotts zu Schwelgasen werden lassen, deren Verbrennung zu der für das Einschmelzen nötigen Prozesswärme beiträgt.
Die Schmelzen, auch solche aus Recycling-Material, unterliegen, die jeweils vorhandene Ofentechnik berücksichtigend, beim Umschmelzen einer Behandlung, vergleichbar der bei Primärerzeugung, wobei sich lediglich das Legieren in Anbetracht der bereits vorhandenen, erhaltungswürdigen Legierungselemente oft auf bloße Korrekturen beschränken kann (siehe auch „Recyclingmetallurgie“).

## Bedeutung der Metallurgie als Wirtschaftszweig
Da Metalle stets zum Zweck der Weiterverarbeitung gewonnen werden, auch wenn sie zeitweilig, wie die Edelmetalle, aber auch Kupfer und Zinn, als Wertaufbewahrungsmittel galten und noch gelten, wächst die wirtschaftliche Bedeutung der Metallurgie stetig. Ursächlich sind sowohl neue Aufgaben, wie in der Elektronik, als auch eine Nachfrage nach metallurgischen Produkten, die an Bevölkerungswachstum und Bildungsstand gebunden ist.
Einige auf ein Stichjahr bezogene, tabellarisch angeordnete Zahlen zeigen die Metallurgie als bedeutenden Wirtschaftskomplex.
Ergänzend finden sich Zahlen zu einigen Bereichen, die den jeweils letzten bekannt gegebenen Stand betreffen. Dazu auch eine aktuelle Pressenotiz, wonach im Jahre 2014 die Nichteisenmetallindustrie Deutschlands 8 Mio. Tonnen produziert und verarbeitet hat.
| Metall                       | Weltjahresproduktion 2006 (in Millionen t) | Bemerkungen                                                | DIW-Prognose 2015[veraltet] (in Millionen t) |
| ---------------------------- | ------------------------------------------ | ---------------------------------------------------------- | -------------------------------------------- |
| Stahl(aktualisierte Angaben) | für 2012: 1548                             | europäische Stahlproduktion 2012: 169,4 Millionen t.       | 1366 t.                                      |
| Kupfer                       | 15                                         | Verbrauch BRD 1,7 Millionen t                              | > 22                                         |
| Zink                         | 7                                          | Verbrauch BRD 2000 724.000 t, bei 367.000 t Eigenerzeugung |                                              |
| Blei                         | 6–7                                        | BRD 2000 395.000 t, davon 100.000 t aus Batterierecycling  |                                              |
| Zinn                         | 0,25                                       |                                                            |                                              |
| Nickel                       | 1,3                                        | nach SUCDEN (UK)                                           |                                              |
| Uran                         | 0,03                                       |                                                            |                                              |
| Platin                       | 0,00018                                    | 6,35 Millionen Unzen = 180 t                               |                                              |
| Aluminium                    | >20                                        | 41 Millionen t (evtl. Hüttenaluminium + Recycling)         | 33                                           |
| Magnesium                    | 0,7                                        |                                                            |                                              |

Wenn die Metallurgie als Wirtschaftsfaktor angesprochen wird, steht ihr Nutzen für die Rohstoffländer an erster Stelle, zumal die Tendenz zur Aufbereitung der Erze an Ort und Stelle und auch zumindest Primärstufen der Verarbeitung einzurichten (Stahlwerk) zunimmt und Arbeitsplätze im Lande schafft.
Bei den der Endnutzung nahen Arbeitsgängen tendieren viele metallerzeugende und metallverarbeitende Prozesse zunehmend zur Automatisierung und zum Einsatz von Robotern. Das bedeutet, dass die Gesamtbeschäftigtenzahl nicht zugleich mit dem Wachstum der Produktion zunimmt, vielmehr stagnieren, tendenziell leicht zurückgehen kann. Die Arbeitsproduktivität wird hierdurch gesteigert, die Lohnstückkosten gehen zurück. Damit ermöglichte Lohnsteigerungen erhöhen nicht allein die Kaufkraft der Empfänger, auch der Staat erhält über ein erhöhtes Steueraufkommen seinen Anteil.
Einige Zahlen versuchen einen Eindruck über die Produktionsleistungen im metallurgischen Bereich zu ermöglichen:

### Stahl
Die Rohstahlerzeugung von damals noch 25 EU-Staaten wurde für 2006 mit 198 Millionen t angegeben, das waren 15,9 % der Weltproduktion von 1242 Millionen Tonnen. Der deutsche Anteil innerhalb der EU 25 betrug 23,6 %, damit wurde unter den stahlerzeugenden Ländern der Welt mit 46,7 Millionen t der 6. Rang erreicht. Größter deutscher Erzeuger war zum Zeitpunkt ThyssenKrupp mit 17 Millionen t, einschließlich des verlustträchtigen Standorts in Brasilien, wo Ende 2010 ein zweiter Hochofen für Rohstahlbrammen angefahren wurde, die in nach Verkauf nun US-amerikanischen Werken in Alabama (USA), aber auch in Duisburg weiterbearbeitet werden. Das europäische Wachstum auf längere Sicht wird bei nur einem Prozent pro Jahr gesehen. Stärkeres Wachstum hemmt nach Ansicht nicht nur der deutschen Stahlindustrie die Produktion Chinas, dem zwei Drittel der globalen Überproduktion von Walzstahl zugesprochen werden (FAZ-Bericht vom 8. November 2016).
Die Stahlerzeugung Chinas wurde im Jahr 2012 mit 716,5 Millionen t angegeben, was 46,3 % der Weltproduktion ausmacht. Der EU-Anteil daran ist leicht rückläufig mit 169,4 Millionen t (10,9 %). Gleiches gilt auch für Deutschland mit einem Anteil von 3,7 %.
Nach früheren Angaben wurden in Deutschland im Jahr 2007 31,07 Millionen t Roheisen produziert, unter Hinzunahme des Schrotteinsatzes ergaben sich 48,55 Millionen t Rohstahl. Davon wurden 45,5 Millionen t zu Strangguss für die Warmverwalzung zu Flach- und Langstählen, darin eingeschlossen 14,6 Millionen t Edelstahl. Die Wirtschaftskrise 2008/2009 brachte einen deutlichen Rückgang. Für 2011 meldete die deutsche Stahlindustrie nochmals einen Anstieg der Rohstahlerzeugung auf 44,3 Millionen Tonnen, was den 7. Rang in der Weltstahlerzeugung bedeutete (Japan nahm mit 107,6 Millionen t den zweiten Rang ein). Für 2015 wird eine Rohstahlproduktion von 42,5 Millionen Tonnen erwartet Der Rückgang gegenüber 2011 wird mit Kapazitätsverkleinerung begründet. Eine moderate Aufwärtsentwicklung im Laufe des Jahres 2016 lässt auf Stabilisierung hoffen (FAZ vom 14. September 2016/) Zwei Faktoren wirkend hierbei stützend. China will seine Überproduktion verringern und die Entwicklung hochfester Leichtbaustähle steigert den Verbrauch.

### Guss
Die Weltgussproduktion (nur Formguss) wird für 2016 in allen ihren Sparten mit 104,379 Millionen t angegeben. Die deutschen Gießereien meldeten für 2016 aus den erfassten Betrieben eine Produktion von 5,168 Millionen t und besetzten damit auf Basis der Produktionsmengen abgerechnet die 4. Stelle der Weltrangliste. Spitzenreiter bleibt China mit 47,2 Millionen t, darin enthalten sind 7,95 Millionen t Metallguss, eine Menge, die deutlich über der deutschen Gesamtproduktion an Guss liegt.

### Aluminium
Für Formguss aus Aluminium und Magnesium, der besonders für die Automobilindustrie weiterhin unverzichtbar ist, wird für 2016 eine Weltproduktion von 18.195 Millionen t angegeben. Deutschlands Anteil beträgt ca. 1.114 Millionen t.
Die deutsche Eigenerzeugung von Aluminium im Jahr 2011 belief sich auf 1,067 Millionen t Rohaluminium. Der diese Mengen weit überschreitende Bedarf Deutschlands an Aluminium – es wurden 2011 allein 2,44 Millionen t Halbzeug hergestellt und für 2014 auch zusätzliche 993,9 Tausend t Aluminiumguss – wird durch Import und die hohe Recyclingquote gedeckt.
Deutschland recycelt laut Pressenotiz inzwischen bereits 99 % aller Getränkedosen.
Im Wirtschaftsjahr 2014 wird unverändert von weltweiter Überkapazität berichtet. Von einer Reihe Hüttenschließungen betroffen ist Südamerika (ALUMAR, ALBRAS). Ursächlich ist die Ausweitung der Aluminiumerzeugung, die im vergangenen Jahrzehnt von Staatskonzernen in Russland (RUSAL), China (CHALCO) und den arabischen Emiraten (DUBAL, ALBA) betrieben wurde. China allein werden 2014/15 60 % der Welterzeugung von Rohaluminium zugeschrieben. Vor diesem Hintergrund werden weltweit kleinere Werke, die zudem noch mit der veralteten Söderberg-Technik arbeiten, geschlossen. Moderne Anlagen verbrauchen deutlich weniger Strom. Auch für 2016 werden weitere Hüttenstilllegungen gemeldet (u. a. bei ALCOA). Fortbestehende Überkapazitäten und preisdrückende Exporte aus China werden als Gründe genannt.
Besonders bei den Nichteisen-Metallen wird von den zuständigen Verbänden vor „den ökonomischen Folgen forcierter Klimapolitik und einem Bruch der Wertschöpfungskette der Metallindustrie aus Mangel an primären und sekundären Vorstoffen“ gewarnt. Die Weltproduktion zeigt weiter steigende Tendenz. Die London Metal Exchange (LME) erklärt dazu, dass die Bauxitvorräte der Welt bis weit in das 21. Jahrhundert reichen. Ein Report über die globalen Kapazitäten zur Herstellung von Tonerde, was nicht gleich der tatsächlichen Erzeugung ist, kommt für das Jahr 2007/2008 zu einem Total von 95 Millionen t.

### Verfügbarkeit an seltenen Erdmetallen
Der progressiv zunehmende Bedarf an „seltenen Erden“, die korrekter als „seltene Erdmetalle“ bezeichnet werden, hat diese – deutlich zunehmend seit 2007 – zu einem Wirtschaftsfaktor in Schlüsselposition werden lassen. Im Periodensystem bilden sie die lange wenig beachtete Gruppe der Lanthanoide. Seit 2000 sind sie zunehmend für moderne Kommunikationstechniken, Beleuchtung und Elektromobilität unverzichtbar. Bei einigen Elementen, hervorzuheben sind hier Lanthan und Europium, hat die starke Nachfrage bereits zur Vervielfachung der Marktpreise geführt. Die Besorgnis der verbrauchenden Industrien gilt besonders der weiterhin als nahezu monopolartig eingeschätzten Stellung Chinas. Etwas entspannt wird die Lage durch Aussagen australischer Stellen, die auf große Vorkommen des Kontinents verweisen und zumindest Japan die Lieferung seines Bedarfs zusagen. Der Weltbedarf im Jahr 2014 wird von Australien auf 190.000 t geschätzt und mit 20.000 t unterdeckt sein, obwohl China 114.000 t und Australien nur mit der Erschließung der Mount-Weld-Mine 22.000 t in den Markt bringen werden. Auch Kanada will bis zu 5000 t jährlich gewinnen.

### Kupferwirtschaft
Im Bereich Kupfer erzeugte Deutschlands größte Kupferhütte 2005/2006 mit 3200 Beschäftigten 551.000 t Kathodenkupfer, 423.000 t Kupferdraht, 450.000 t Halbzeug und weitere 67.000 t bei verbundenen Betrieben. Als Nebenprodukte der auf gesicherte Energiezufuhr (Raffination) angewiesenen Hütte wurden im Berichtsjahr noch 985 t Silber und 35 t Gold gewonnen.
Dem ist gegenüberzustellen, dass in der Mongolei, mit 2,5 Millionen Einwohnern auf der vierfachen Fläche Deutschlands, eine einzige Mine unweit von Ulan Bator eine Jahreskapazität von 440.000 t Kupfer und 320.000 Unzen Gold haben könnte.

### Zusammenschau
Ende 2006 meldete die deutsche Nicht-Eisen-Metallindustrie über 110.000 Beschäftigte in 632 Verbandsunternehmen, die einen Gesamtumsatz von 44 Milliarden Euro erzielten. Bei einem deutschen Bruttoinlandsprodukt von mehr als zwei Billionen Euro sind die genannten Zahlen ansehnlich, dennoch könnten sie zu einer Unterbewertung der ökonomischen Bedeutung der Metallurgie (Metallindustrie) führen. Einige Zahlen aus Österreich scheinen wirklichkeitsnahe: Bei Zusammenfassung der Produktionswerte von Metallgewinnung und -erzeugung, von Maschinenbau, Kraftfahrzeugbau und Fertigung von Metallerzeugnissen erreichte die österreichische Metallindustrie 2006 einen Anteil von 42 % an der Sachgütererzeugung des Landes. Ein ähnlicher Wert kann für Deutschland zutreffen. Dazu eine Angabe für das Jahr 2014, die für die deutsche Nichteisenmetallindustrie eine produzierte und verarbeitete Menge von 8 Millionen Tonnen nennt.

## Unterstützende Wissenschaften und Techniken
Die neuzeitliche Metallurgie wäre ohne Chemie nicht denkbar, im Gegensatz zu den historischen Anfängen, bei denen oft nach der Methode „Versuch und Irrtum“ vorgegangen wurde. Nicht nur dem Einsatz von Chemikern wie de Lavoisier, Wöhler oder Berzelius ist es zu verdanken, dass sich die Metallurgie zur Wissenschaft entwickeln konnte. Zu Hilfe kam ihnen die analytische Chemie mit ihren seit Beginn des 19. Jahrhunderts immer präziseren Methoden. Lange noch arbeiteten die Laboratorien mit der arbeitsintensiven und zeitraubenden Nassanalyse (lösen, elektrolysieren oder ausfällen, filtrieren, trocknen, wiegen), bis diese um die Mitte des 20. Jahrhunderts durch Spektrometrie, Flammenphotometrie und Prozess-Gaschromatographie abgelöst wurde, moderne analytische Verfahren, die der praktizierten Metallurgie eine schnelle Bewertung des Einsatzgutes wie auch der Ausbringung ermöglichen. Die Ergebnisse der Analytik zusammen mit durch die Metallkunde physikalisch determinierten Eigenschaften der Metalle und ihrer Legierungen als Knet- und Gusswerkstoffe werden zum Ausgangspunkt weiterer Hilfswissenschaften, unter denen Materialkunde und Lagerstättenkunde hervorzuheben sind.
Die Spektrometrie stützt besonders die Sekundärmetallurgie. Binnen weniger Sekunden wird die Zusammensetzung einer Flüssigmetallprobe angezeigt und dies für bis zu 25 Elemente. Damit werden sogenannte Störelemente, wie etwa Wismut in Messing, Phosphor in Eisen oder Antimon in Aluminium nachgewiesen, selbst im niederen ppm-Bereich. Nichteisen-Metallschrott kann mit handgeführten Geräten (Funkenemissionsspektrometer) abgetastet und vorsortiert werden.
Was die Wichtigkeit metallurgischer Forschung betrifft, besonders die Umsetzung von Ergebnissen in die Praxis, ist die Eisenmetallurgie in vielem federführend, sowohl für die Primärerzeugung und das Recycling, als auch für das sehr innovationsfreudige Gießereiwesen. Die Gießereiforschung als eigenständige, wissenschaftliche Betätigung nützt allen Gießereien.
Die Bereitstellung von Schmelze „just in time“ und damit verbunden die Automatisierung von Schmelzprozessen, die „Roboterisierung“ von Gießvorgängen, sind sämtlich ohne steuernde Elektronik nicht denkbar, weshalb ihr der Rang einer Hilfswissenschaft der Metallurgie zukommt.
Mit speziellem Bezug auf das Gießereiwesen verdienen Formherstellung, Schmelzebehandlung durch Wegnahme unerwünschter und Hinzufügung erwünschter Eigenschaften sowie die Beeinflussung der Erstarrung der Schmelzen in der Gießform, die Bezeichnung Hilfswissenschaft. Weiteres Beispiel die Modellbautechnik mittels erodierender, fräsender sowie als CNC-Technik bezeichneter Verfahren, die es möglich machen, von der Zeichnung direkt zu ausgefrästen oder schichtenweise pulvermetallurgisch aufgespritzten Modellen oder bereits abgießbaren Formen für Prototypen zu gelangen, die dann besonders für Kleinserien vorteilhaft sind. Die auf diese Weise mit geringem Zeitaufwand zu gewinnenden Erkenntnisse verkürzen die Spanne von der Zeichnung bis zur Herstellung der endgültigen Dauerform und dem Anlaufen der Großserie.
Für im Druckgießverfahren in Dauerformen hergestellte Teile aus Nicht-Eisen-Legierungen hat sich eine weitere Hilfsindustrie entwickelt: Man benötigt in ihren Festigkeitseigenschaften optimierte Werkzeugstähle, die eine im fünfstelligen Bereich liegende Zahl von Abgüssen ermöglichen. Die Formen sind im Prozessablauf nicht nur dem unmittelbaren Angriff des zugeführten flüssigen Metalls ausgesetzt, sondern erfahren über die Erstarrungsphase hinweg bis zur Entnahme des Teils einen taktbestimmten Temperaturwechsel von bis zu 500 °C. Speziell entwickelte „Dauerformschlichten“ sind Erzeugnisse, die mit moderner, automatisierter Sprühtechnik als feiner Überzug aufgetragen werden und die Formen schützen. Je nach Zusammensetzung beeinflussen sie auch den Verlauf der Erstarrung. Grundprinzip jeder Dauerformschlichtung ist es, dass schwarze Schlichten Wärme abführen und damit eine schnelle Erstarrung und feinkristallines Gefüge bewirken. Eine weiße Schlichtung wirkt isolierend, verzögert die Erstarrung, begünstigt die Nachspeisung und führt zu höherer Dichtigkeit, aber auch zu gröberer Kristallisation.
Eine besondere Technik verlangt die Formherstellung für Feinguss. Die Gussmodelle werden hierzu aus Wachs oder Kunststoff hergestellt, mit einer keramischen Schale ummantelt. Das Modell wird in einem zweiten Schritt ausgeschmolzen oder ausgebrannt und danach der verbliebene, modellgetreue Hohlraum abgegossen. Für Legierungen mit niedrigem Schmelzpunkt (Zinn) werden Dauerformen mit temperaturresistentem und formgebend aufgetragenem Chlorkautschuk hergestellt, eine Methode, mit der feinste Details der Vorlage wiedergegeben werden können.
Sehr große Fortschritte gibt es bei der Herstellung von Formen für Sandguss, die heute für Serienfertigung, speziell im Motorenbau, nur noch in vollautomatisch arbeitenden Anlagen erfolgt. Bei den hier benötigten Formstoffbindemitteln war das Kunstharz verwendende Croning-Verfahren vor 50 Jahren ein Schrittmacher, heute setzen die Gießereien als Bindemittel für Formen und Kerne zwar immer noch spezielle Kunstharze ein, geben aber zunehmend umweltfreundlicheren Bindersystemen den Vorzug, beispielsweise solchen auf Wasserglasbasis. Auch dies ist dem gießereitechnischen Sektor der Metallurgie zuzuordnen.
Zu den meistgenutzten Helfern auf dem breit gefächerten Feld der Metallurgie zählen noch – in Ergänzung der Analytik – die verschiedenen Prüfverfahren. Ursprünglich waren diese rein mechanischer Art. Eines der ältesten Verfahren ist hierbei die Dehnungsprüfung an genormten Probestäben, so genannten Zerreißstäben. Daneben wurden Kerbschlagwiderstand und Brinellhärte geprüft.
Die thermische Analyse (TA) zeigt Gefügezustand und die Auswirkung gefügebeeinflussender Elemente. Bei Aluminium-Silicium-Legierungen sind dies Natrium, Strontium, Phosphor, Antimon.
Hoch beanspruchte Gussteile werden heute zunehmend zerstörungsfrei mit Hilfe elektronischer Methoden – Techniken aus der Medizin übernehmend – vor der Auslieferung an die Abnehmer mittels Röntgen oder in dessen Erweiterung mittels Computertomographie (CT) zwei- wie auch dreidimensional überprüft. Hierunter fällt auch InlineCT (Scannen). Auch mittels Sonographie und MRT (Magnetresonanz) werden Gussteile kontrolliert. Lineare Ultraschall-Fehlerprüfgeräte mit „Phased-Array-Technik,“ stationär oder tragbar, können beispielsweise jährlich 100.000 t Rundbarren aus Aluminium mit Durchmessern von 130 mm bis 310 mm auf Homogenität prüfen, aber auch Gussstücke auf Fehler, wie Einschlüsse, Poren, Lunker, sogar nicht exakte Schweißnähte. Werkstoffprüfung und das Spezialgebiet der „Schadensanalyse an metallischen Bauteilen“ greifen hier ineinander.
Alle genannten Gebiete umschließt die Tätigkeit der Deutschen Gesellschaft für Materialkunde e. V. (DGM), die mit universitären Fachbereichen – wie der für weiterführende Erkenntnisse unverzichtbaren Metallkunde – und Fachverbänden [Verband der Eisenhüttenleute, Verband der Gießereifachleute (VDG), Gesellschaft der Metallhütten- und Bergleute (GDMB) sowie dem Deutschen Kupfer-Institut (DKI)] Forschung, Fortbildung und Praxis zusammenführt.

## Metallurgie und Umweltschutz
Obwohl ohne die moderne Analytik nicht denkbar, muss der Umweltschutz mit seinen Forderungen besonders hervorgehoben werden, denn im umweltbewussten 21. Jahrhundert sind beide die Stellung und Lösung des Problems zugleich. Lange fanden sich die Betriebe damit ab, dass metallurgische Tätigkeit in einem gewissen Ausmaß umweltbelastend sein kann und im wörtlichen wie übertragenen Sinne von der Mehrheit als „heiß und schmutzig“ angesehen wird.
Die Analytik hat daher über das hinaus, was metallurgisch von ihr verlangt wird, wichtige zusätzliche Aufgaben zu erfüllen, denn nur sie erlaubt die qualitative und quantitative Bestimmung der an faktisch alle metallurgischen Prozesse gebundenen Emissionen bis in den Nano- und Piko-Bereich. Damit bietet sie die Möglichkeit, sei es primär durch verfahrenstechnische Verbesserungen oder diesen nachgeschaltet, mit Hilfe eines sich nur der Emissionsbegrenzung widmenden neuen Industriezweiges Lufttechnik den Forderungen nach Abgasverringerung und Luftreinhaltung zu entsprechen.
Nicht nur die Luft, auch das Abwasser metallurgischer Anlagen muss sich einer Behandlung unterziehen, die alle schädlichen Stoffe eliminiert. Primärbleihütten müssen dies wegen der Schadstoffe Blei und prozessbedingter Sulfate besonders beachten.
Solange keine der ökonomischen Bedeutung der Metallurgie – als wichtige, mitbestimmende Grundlage unserer Lebensumstände – angemessene, sichere Energieversorgung zur Verfügung steht, das Angebot an Energie sich entgegen dem Bedarf verringert und verteuert und die vielfältige metallurgische Leistung bei der Erstellung eines Kernkraftwerks (Atomkraftwerks) nicht mehr anerkannt wird, bleibt lediglich die Steigerung der Effizienz bei den herkömmlichen thermischen Energien als Zwischenlösung. Dies erfolgt im Zuge fortwährender Entwicklung durch Erhöhung des Nutzungsgrades der eingesetzten Brennstoffe, gleich ob in großen Heizkraftwerken, oder individuell betriebenen Anlagen und fallweise sogar unter Nutzung bei chemischen Reaktionen anfallender Prozesswärme (exothermer Prozessablauf). Für die Industrie bedeutet das eine prozessgerecht automatisierte Steuerung der Brenner, die maximale Nutzung zugeführter Heizenergie (Regenerativfeuerung) und nicht zuletzt die Reduzierung von Wärmeverlusten durch verbesserte Isolation, ferner die Nutzung der Abwärme von Großanlagen (Fernheizung). Vieles ist bereits verwirklicht oder geht der Verwirklichung entgegen. Rostrote Kaminabgase (NOX-Verbindungen), wie sie bei chemischen Prozessen entstehen können, sind Vergangenheit.
Beim Recycling von Kunststoffen („Plastik“) oder kunststoffbeschichtetem Metall (Aluminiumdosen) können alle organischen Anteile in einem pyrolytischen Verfahren erfasst werden. In ihrer Gasphase dienen sie entweder als direkt zuführbarer Energieträger (Brennstoff) oder sie werden mittels fraktionierender Destillation zur Wiederverwendung getrennt und je nach Beschaffenheit als wertvolle Rohstoffe in Produktionskreisläufe zurückgeführt.
Soweit solche Verfahren aus betrieblich (noch) gegebenen Umständen nicht in Frage kommen, werden jedenfalls zwei Bereiche heute durchgehend erfasst: Gasförmige und staubförmige Emissionen. Gasförmige durchlaufen zumindest eine abbindende, neutralisierende, zumeist alkalisierende Nasswäsche (Venturiwäscher, oder ein ihm verwandtes System, beispielsweise die „Ringspaltwaschanlage“ bei Chloride und Phosphide enthaltenden Abgasen in Aluminiumgießereien), die nicht durch bloße Abkühlung niedergeschlagen werden können (siehe Hüttenrauch). Die ausgefällten oder ausgefilterten Rückstände werden verwertet oder geordnet entsorgt.
Metallurgische Stäube können in Gewebefiltern nur kalt gesammelt werden, was in der Praxis die Vorschaltung eines Kühlers bedingt. Heiße Stäube (Kupolofenentstaubung, Lichtbogenentstaubung) werden trocken durch Elektrofilter erfasst oder mittels vorgeschalteter Nassabscheidung in Abluftreinigungsanlagen behandelt, die mit Durchsatzmengen von 100.000 m³ pro Stunde heute keine Einzelfälle mehr sind. Das getrocknete Filtrat unterliegt einer gesetzlich bestimmten Verwertungspflicht, die aber häufig, die Vorkosten verringernd, an der Anfallstelle erfolgen kann. Ein Beispiel sind aus den Abgasen von Kupolöfen herausgefilterte metallische Stäube, die durch Injektion in die Schmelzen zurückgeführt werden können.
Nicht weniger wichtig ist die Verwertung entsprechend aufbereiteter, durch besondere Behandlung weitgehend entmetallisierter, metallurgischer Krätzen. Es ist nicht zutreffend, sie als Abfallprodukte bei der Produktion von Metallschmelzen zu werten, ebenso wie Schlacken. Alle unterliegen der REACH-Verordnung. Je nach Zusammensetzung können sie indessen zu erneutem Einsatz als Oxidationsschutz (Abdeckung) in Schmelzöfen oder auch als „Füller“, sogar als Belag („Pflaster“) im Straßenbau geeignet sein. Präzise Analytik ist auch hier die Voraussetzung, solche „Abfälle“ richtig einzuordnen und über ihre Verwertbarkeit zu entscheiden.
Noch auf einem weiteren Gebiet treffen sich Metallurgie und Umweltschutz. Bekannt ist die Sanierung der in der DDR durch den Uranabbau für die Sowjetunion entstandenen Umweltschäden (Halden, Schlammteiche). Unter Tage müssen die aufgelassenen Stollen gesichert werden, sei es durch Verfüllen oder Vermauern. Wenn es keine Umweltgefahren mit sich bringt, können Abraum- und Schlackenhalden auch begrünt werden und landschaftsgestaltend wirken. Im Braunkohletagebau ist Rekultivierung nach Auskohlung verbreiteter Standard, in Ostdeutschland wird es seit 1990 nachgeholt. Die Rekultivierung – und damit gleichzeitig ein Schutz vor Auslaugung mit der Folge einer Kaliüberfrachtung von Gewässern – wird auch bei den in Hessen und Thüringen besonders auffallenden Halden aus dem Abbau von kali- und magnesiumhaltigen Salzen mit erheblichem Aufwand versucht. An anderen Stellen ist die Natur in der Lage, selbst die „Wunden zu heilen“. Im Eisenerzabbau wurde bis ins 20. Jahrhundert manche ausgebeutete Grube sich selbst überlassen und nur die das inzwischen längst wieder bewaldete Gelände hügelig verformenden Pingen (Grubeneinbrüche) bezeugen die ehemalige Erzgewinnung.

## Namhafte Metallurgen

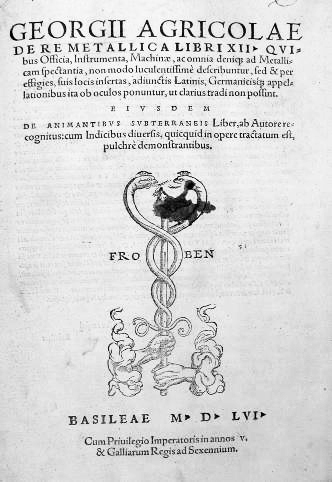
Georgius Agricola: „de re metallica libri XII“

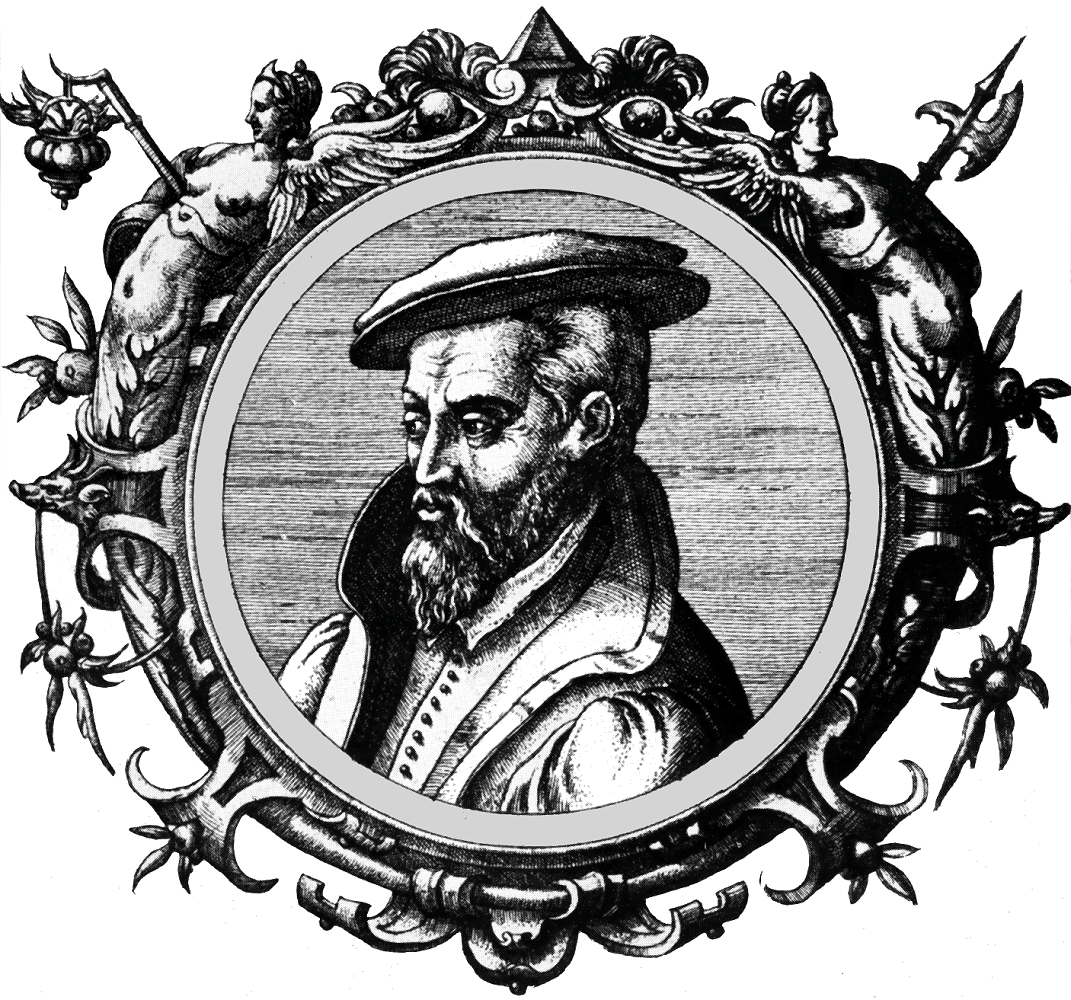
Georgius Agricola

Nach nur wenigen historischen Vorläufern wurde die Metallurgie vor allem in den letzten 200 Jahren von mehreren namhaften Wissenschaftlern entscheidend weitergebracht. Dazu gehören vor allem:

### Historisch
- Gaius Plinius Secundus (ca. 23–79 n. Chr.): Naturalis historia
- Georgius Agricola (1494–1555): de re metallica

### Eisenbezogen
- Adolf Ledebur (1837–1906): „Handbuch der Eisenhüttenkunde“
- Wilhelm Borchers (1856–1925): „Elektrometallurgie“
- Eugen Piwowarsky (1891–1953): „Der Eisen- und Stahlguß“; „hochwertiges Gußeisen“
- Henry Bessemer (1813–1898): Erfinder des Blasstahlverfahrens (Bessemer-Birne, sauer)
- Sidney Thomas (1850–1885), Percy Gilchrist (1851–1935): Thomasbirne, basisch
- Pierre-Émile Martin (1824–1915): Regenerativheizung (Siemens-Martin-Stahl)

### Nichteisenmetalle
- Hans Christian Oersted (1777–1851), Friedrich Wöhler (1800–1882), Robert Bunsen (1811–1899), Henry Saint-Claire Deville (1818–1881): Aluminiumdarstellung
- Charles Martin Hall (1863–1914), Paul Héroult (1863–1914): Schmelzflusselektrolyse des Aluminiums
- Alfred Wilm (1869–1937), Aladár Pácz (1882–1938): Entwicklung von Aluminiumlegierungen
- Gustav Pistor: Direktor der Elektronwerk GmbH, Frankfurt-Griesheim, Förderer und Entwickler von Magnesiummetall und seinen Legierungen für industrielle Zwecke
- Wilhelm Borchers (1856–1925): Kupfer

### Lehrer und Forscher
- Adolf Ledebur (1837–1906): Eisenhütten- und Gießereikunde (Ledeburit)
- Bernhard Osann (1862–1940): Eisenhüttenkunde („Lehrbuch der Eisen- und Stahlgiesserei“)
- Alfred von Zeerleder (1890–1976): („Technologie der Leichtmetalle“)
- Eugen Piwowarsky (1891–1953): Eisenhüttenkunde („Hochwertiges Gusseisen“)
- Wilhelm Borchers (1856–1925): Elektrometallurgie
- Karl Karsten (1782–1853): Hüttenwesen
- Eduard Maurer (1886–1969): Eisenhüttenkunde, Erfinder des „V2A“ und „V4A“ Stahles
- Joachim Krüger (* 1933): Nichteisenmetallurgie

### Experten der Gegenwart
- Siegfried Hecker (* 1943): Plutonium

## Konferenzen

### European Metallurgical Conference (EMC)
Die European Metallurgical Conference (EMC) ist die wichtigste metallurgische Konferenz im Bereich der NE-Metalle in Deutschland und Europa. Hier treffen sich – seit dem Start 2001 in Friedrichshafen – alle zwei Jahre die führenden Metallurgen der Welt. Neben dem Erfahrungsaustausch geht es auch um Umweltschutz, Ressourceneffizienz und politisch-rechtliche Angelegenheiten. Die Veranstaltung wird von der GDMB Gesellschaft der Metallurgen und Bergleute e. V ausgerichtet.

## Herangezogene Literatur

### Lexika
- Meyers Konversations-Lexikon. 5. Auflage. Bibliographisches Institut, Leipzig/Wien 1897.
- Josef Bersch (Hrsg.): Lexikon der Metalltechnik. A. Hartlebens Verlag, Wien 1899 (Handbuch für alle Gewerbetreibende und Künstler auf metallurgischem Gebiete).
- Wissenschaftlicher Rat der Dudenredaktion (Hrsg.): Günther Drosdowski und andere (Bearb.): Der Große Duden in 10 Bänden. Bd. 7: Duden Etymologie. Herkunftswörterbuch der deutschen Sprache. Nachdruck der Ausgabe von 1963, bearb. von: Paul Grebe, Bibliographisches Institut/Dudenredaktion, Mannheim 1974, ISBN 3-411-00907-1 (In Fortführung der „Etymologie der neuhochdeutschen Sprache“ von Konrad Duden).
- Der neue Brockhaus: Lexikon und Wörterbuch in 5 Bd. und einem Atlas. 5., völlig neubearb. Auflage. Brockhaus Verlag, Wiesbaden 1975, ISBN 3-7653-0025-X.
- Johannes Klein (Bearb.): Herder-Lexikon: Geologie und Mineralogie. 5. Auflage. Herder Verlag, Freiburg im Breisgau 1980, ISBN 3-451-16452-3 (mehrteiliges Werk).
- Jürgen Falbe, Manfred Regitz (Hrsg.): Römpp-Chemie-Lexikon. 9., erw. und neubearb. Auflage. Georg Thieme Verlag, Stuttgart 1995–1995, ISBN 3-13-102759-2 (mehrteiliges Werk, insgesamt 6 Bände).
- Ernst Brunhuber, Stephan Hasse: Gießerei-Lexikon. 17., vollst. neu bearb. Auflage. Schiele & Schön Verlag, Berlin 1997, ISBN 3-7949-0606-3.
- Hermann Kinder, Werner Hilgemann: dtv-Atlas zur Weltgeschichte. Von den Anfängen bis zur Gegenwart. Orig.-Ausgabe. dtv, München 2000, ISBN 3-423-03000-3 (Sonderausgabe des im dtv in zwei Bänden 1964 und 1966 erstmals erschienenen dtv-Atlas Weltgeschichte).
- Ekkehard Aner: Großer Atlas zur Weltgeschichte. 2. Auflage. Erw. Ausg. des Standardwerks von 1956. Westermann Verlag, Braunschweig 2001, ISBN 3-07-509520-6.
- Microsoft Encarta Enzyklopädie Professional 2003 auf DVD. Elektronische, multimediale Enzyklopädie.

### Fachliteratur
- Hermann Ost: Lehrbuch der chemischen Technologie. 21., von B. Rassow bearbeitete Auflage, Jänecke Verlag, Leipzig 1939 (Kapitel „Metallurgie“).
- Alfred von Zeerleder: Über Technologie der Leichtmetalle. 2. Auflage. Verlag des Akademischen Maschinen-Ingenieur-Vereins an der E. T. H. Zürich, 1951.
- Hans Schmidt: Das Gießereiwesen in gemeinfasslicher Darstellung. 3., umgearb. u. erw. Auflage. Gießerei-Verlag, Düsseldorf 1953.
- Hans Riedelbauch: Partie- und Chargenfertigung in betriebswirtschaftlicher Sicht. In: ZfhF – Zeitschrift für handelswissenschaftliche Forschung. Westdeutscher Verlag, Köln u. a., Heft 9, 1959, S. 532–553.
- Ernst Brunhuber: Schmelz- und Legierungstechnik von Kupferwerkstoffen. 2., neubearb. Auflage. Schiele & Schön Verlag, Berlin 1968.
- Gesamtverband Deutscher Metallgiessereien (Hrsg.): Guss aus Kupfer und Kupferlegierungen, Technische Richtlinien. Düsseldorf / Berlin 1982, DNB 821020889.
- Mervin T. Rowley (Hrsg.): Guss aus Kupferlegierungen. Schiele & Schön, Berlin 1986, ISBN 3-7949-0444-3 (engl. Originaltitel: Casting copper base alloys).
- DKI-Workshop. Deutsches Kupfer-Institut, Berlin (Schriftenreihe; Tagungsbände – unter anderem 1993, 1995).
- A. F. Holleman, E. Wiberg, N. Wiberg: Lehrbuch der Anorganischen Chemie. 102. Auflage. Walter de Gruyter, Berlin 2007, ISBN 978-3-11-017770-1.
- Hans Joachim Müller: Handbuch der Schmelz- und Legierungspraxis für Leichtmetalle. Schiele & Schön, Berlin 1977, ISBN 3-7949-0247-5.

### Sonstige Quellen
- Verein Deutscher Gießereifachleute (Hrsg.): Gießerei-Kalender. Gießerei-Verlag, Düsseldorf 1971 u. Folgejahre, ISSN 0340-8175. (erscheint jährlich; ab 1999 unter dem Titel Giesserei-Jahrbuch).
- Fachzeitschriftenjahrgänge: Aluminium, Gießerei, Erzmetall/World of Metallurgy, Giesserei-Rundschau.
- Sol & Luna. Degussa-Eigenverlag, 1973.
- G. Ludwig, G. Wermusch: Silber: aus der Geschichte eines Edelmetalls. Verlag die Wirtschaft, Berlin 1988, ISBN 3-349-00387-7.
- Auf den Spuren der Antike. H. Schliemanns Berichte, Verlag der Nation, Berlin 1974, DNB 750161906.
- Stahl-Informationszentrum, Düsseldorf (Hrsg.): Faszination Stahl. Heft 13, 2007.
- Google Web-Alerts für: „Weltproduktion an Metallen“. (unregelmäßig erscheinende Berichte)
- Hans-Gert Bachmann: Frühe Metallurgie im Nahen und Mittleren Osten. Chemie in unserer Zeit, 17. Jahrg. 1983, Nr. 4, ISSN 0009-2851, S. 120–128.

## Weiterführende Literatur
- A. F. Holleman, E. Wiberg, N. Wiberg: Lehrbuch der Anorganischen Chemie. 102. Auflage. Walter de Gruyter, Berlin 2007, ISBN 978-3-11-017770-1.
- Eugen Piwowarsky: Hochwertiges Gusseisen. Berlin 1951/1961, DNB 453788181.
- Endbericht Nachhaltige Metallwirtschaft NMW. (Erörterungen, Zahlen, Tabellen am Beispiel Hamburg).
- F. Oeters: Metallurgie der Stahlherstellung. Springer u. a., Berlin 1989, ISBN 3-540-51040-0.
- Heinz Wübbenhorst: 5000 Jahre Gießen von Metallen. Gießerei-Verlag, Düsseldorf 1984, ISBN 3-87260-060-5.
- NE-Metall-Recycling-Grundlagen und Aktuelle Entwicklungen. Schriftenreihe der GDMB, Heft 115, 2008, ISBN 978-3-940276-11-7.
- Oettel, Heinrich, Schumann, Hermann: Metallographie. 15. Auflage. Weinheim, ISBN 978-3-527-32257-2
- Recycling von Kupferwerkstoffen. Broschüre des DKI, www.kupferinstitut.de.
- Stahl – vom Eisenerz zum Hightech-Produkt. DVD über www.stahl-info.de.
- Stefan Luidold, Helmut Antrekowitsch: Lithium – Rohstoffgewinnung, Anwendung und Recycling. In: Erzmetall. 63, Nr. 2, 2010, S. 68 (Abdruck eines Vortrags, gehalten anlässlich des 44. Metallurgischen Seminars des Fachausschusses für metallurgische Aus- und Weiterbildung der GDMB.)
- Silber, aus der Geschichte eines Edelmetalls. siehe Abschnitt „Sonstige Quellen“.
- V. Tafel: Lehrbuch der Metallhüttenkunde. Bände I–III, S. Hirzel, Leipzig.
- „The world of die-casting“: Fünf Beiträge zur aktuellen Druckgußtechnik, Giesserei Rundschau, Fachzeitschrift der Österreichischen Giesserei-Vereinigungen, Jg. 60, Heft 7/8, 2013.
- Wilhelm Weinholz: Technisch-chemisches Handbuch der Erforschung, Ausscheidung und Darstellung des, in den Künsten und Gewerben gebräuchlichen, metallischen Gehalts der Mineral-Körper. Helwing, Hannover 1830, Digitalisat.